# Italie
Pour les articles homonymes, voir Italie (homonymie).
« République italienne » redirige ici. Pour les autres significations, voir République italienne (homonymie).
République italienne
(it) Repubblica Italiana 
- Italie
- Union européenne
- Reste de l'Europe
- Autre

L'Italie (/itali/  ; en italien : Italia /iˈtaːlja/ ), en forme longue la République italienne (en italien : Repubblica Italiana /reˈpubblika itaˈljaːna/), est un État souverain d'Europe du Sud. Son territoire comprend une partie continentale, une péninsule située au centre de la mer Méditerranée ainsi qu'une partie insulaire constituée par les deux plus grandes îles de cette mer, la Sicile et la Sardaigne, et d'autres îles plus petites. Elle est rattachée au reste du continent par le massif des Alpes. Le territoire italien correspond approximativement à la région géographique homonyme. Le pays possède des frontières terrestres avec la France, la Suisse, l'Autriche et la Slovénie ainsi que des frontières internes avec Saint-Marin et le Vatican. En 2024, l'Italie compte 58 989 749 habitants et a une superficie de 302 073 km2.
L’Italie est le berceau de la civilisation romaine, qui a eu une influence majeure sur le droit et l’architecture. L'Italie apporte une contribution fondamentale à la civilisation occidentale puisqu'elle est notamment le berceau de la civilisation étrusque, de la Grande-Grèce, de l'Empire romain, du Saint-Siège, des républiques maritimes, de l'humanisme et de la Renaissance. Existant en tant qu'État unitaire depuis 1861 à la suite du Risorgimento (Renaissance ou Résurrection) mené par le royaume de Sardaigne, l'Italie est une république parlementaire depuis l'abolition par référendum de la monarchie italienne en 1946.
L'Italie est, en ce début de XXIe siècle, la huitième puissance économique mondiale et troisième économie de la zone euro. Elle est membre fondateur du Conseil de l’Europe, de l'ONU, de l'Union européenne, de l'Union latine, de l'OTAN, de l'OCDE, du G7 et de l'OMC.

## Toponymie

Évolution du territoire dénommé Italia du à Dioclétien.

Au Ve siècle av. J.-C. le nom « Italia » désigne à l'origine une partie seulement de ce qui est maintenant l'Italie du Sud. Selon Antiochos de Syracuse, c'est la partie du sud de la péninsule (Bruttium), l'actuelle région italienne de la Calabre habitée par les Italoi (et plus précisément l'isthme de Catanzaro). Avant le IIe siècle av. J.-C. et l'historiographe grec Polybe, on appelle Italie le territoire compris entre le détroit de Messine et les Apennins septentrionaux, puis lui et son contemporain romain Caton l'Ancien étendent le concept territorial de la péninsule jusqu'à l'arc alpin. C'est sous le règne de l'Empereur Auguste (Ier siècle av. J.-C.) que le terme a été étendu officiellement pour couvrir la péninsule jusqu'aux Alpes, unifiant ainsi la zone géographique italienne et unifiant pour la première fois l'ensemble du peuple ethnoculturel italique qui y vivait. La Sicile, la Sardaigne et la Corse ne font pas partie de l'Italie à cette époque, et ce jusqu'au IIIe siècle, conséquence des réformes administratives de Dioclétien, même si leurs rapports culturels étroits avec la péninsule permettent de les considérer comme partie intégrante de l'Italie.
Selon la mythologie grecque, le nom Italia est issu d'Italos, fils de Telegonos et de Pénélope, roi des Œnôtres ou Œnotriens, royaume correspondant à une partie de la Calabre et de la Basilicate, allant jusqu'à Tarente au sud : « Italos devint un législateur si apprécié pour sa justice et sa manière de gouverner, que son peuple appela ses territoires du nom d'Italie en son honneur, en sa mémoire ».
Une des plus anciennes inscriptions faisant apparaître le mot Italie sous la forme ITALIA se trouve sur une monnaie datant du Ier siècle av. J.-C., retrouvée dans l'ancienne Corfininium dans les Abruzzes, capitale de la Confédération italique. La monnaie avait été frappée par la confédération des peuples italiques, en guerre contre Rome pour obtenir la citoyenneté romaine (Guerre sociale). Le taureau était un symbole fort dans les royaumes italiques et était souvent dépeint donnant un coup de corne à la louve romaine, symbole provocant de l'Italie libre pendant la Guerre sociale (Rome) au Ier siècle av. J.-C.
Le terme même d'Italia évolue pendant l'Antiquité. Pour les Grecs, il s'agissait seulement du royaume voisin d'Italos. Une origine populaire rapproche l'étymologie à un épisode de la mythologie grecque des travaux d'Héraclès. En effet, après avoir volé les cent quinze bœufs de Géryon, le héros mena le troupeau le long des côtes italiennes, lorsqu'un taureau s'échappa jusqu'en Sicile. Héraclès l'y retrouva et appela le pays Italia. Une autre version grecque emploie les termes Ouitalia et Ouitalios, en les rapprochant du grec ancien : υίταλος : « bétail ». Il est possible que les ítalos aient pris le nom de leur richesse, le bétail, dans des rituels de « printemps sacré » par lesquels ils célébraient les lieux où ils se sont finalement installés. L'historien grec Dionysius de Halicarnasse expose ce compte rendu ensemble avec la légende que l'Italie a porté le nom d'Italus, mentionné aussi par Aristote et Thucydide.
Une autre étymologie est proposée, sur le rapprochement de it- et de aithô, en grec : ce verbe signifie « brûler », et on le retrouverait dans le radical du nom du volcan Etna. Sa présence serait justifiée du fait que, « Italie » étant un nom donné par les Grecs, venant de l'est, ils voient le soleil couchant rougeoyer et brûler l'horizon à l'endroit de la péninsule. On trouve le terme aithalia également utilisé à l'époque antique pour les îles de Lemnos (sans doute du fait de son activité métallurgique) et d'Elbe, pour la même raison qu'« Italie ». Son usage pour l'Etna ou Aithna est transparent.
Le nom d'aithalia aurait été donné en premier lieu aux côtes sud de la Botte, là où les Grecs ont accosté en premier, sur le continent.

## Histoire

### Avant et pendant Rome

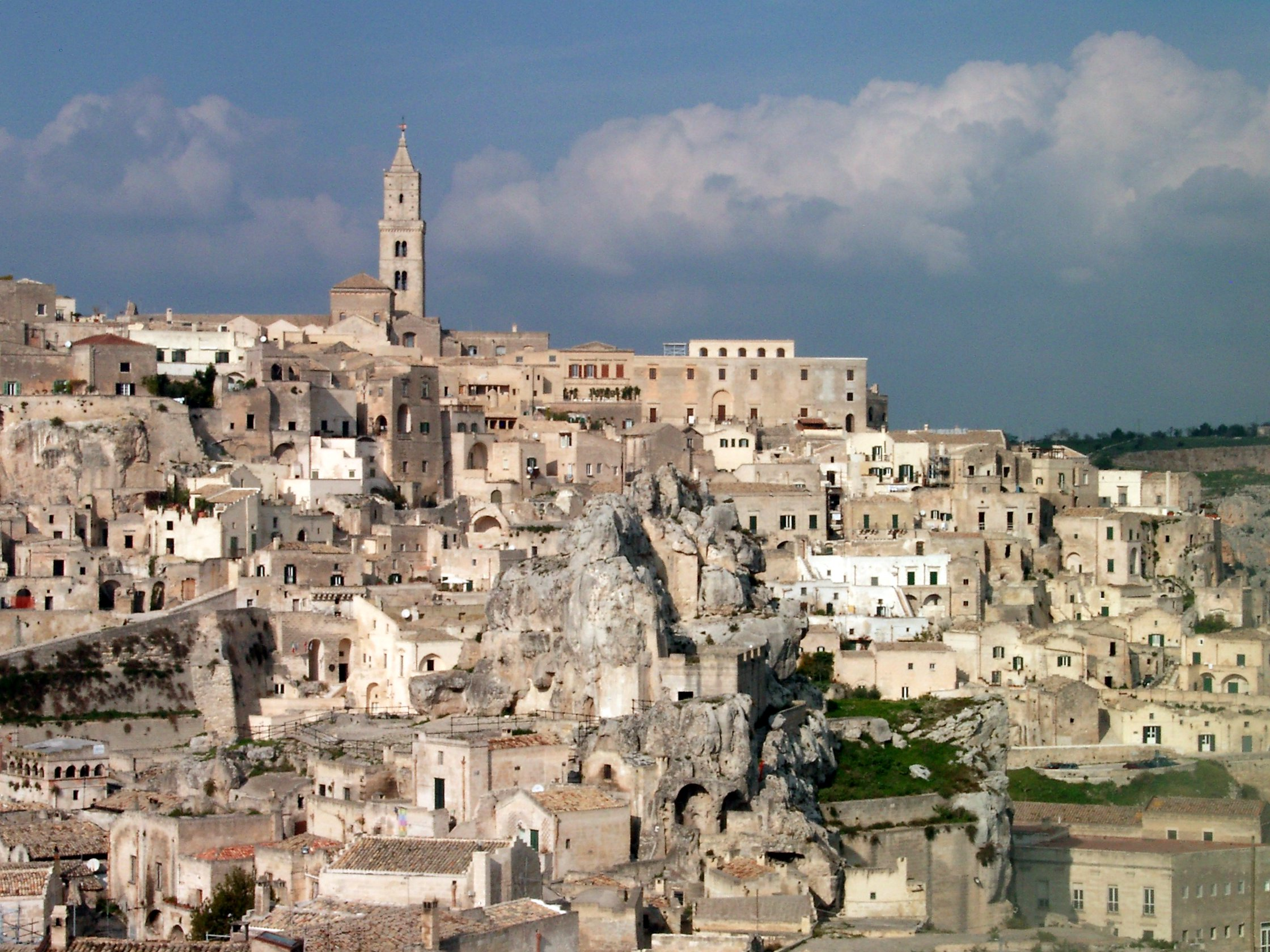
Sassi de Matera dans la région de Basilicate remontant au paléolithique (Xe millénaire av. J.-C.).
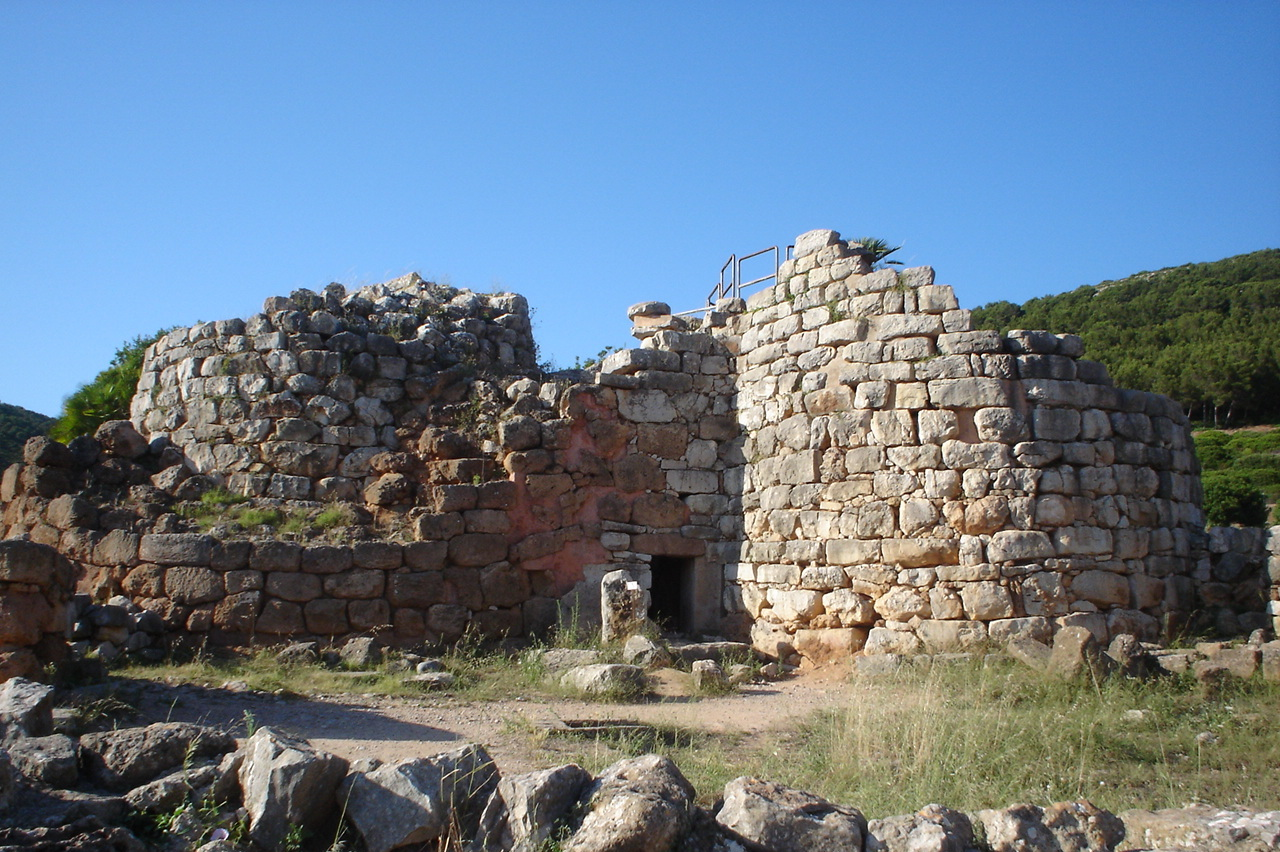
Complexe nuragique de Palmavera dans la province de Sassari en Sardaigne datant du IIe millénaire av. J.-C.
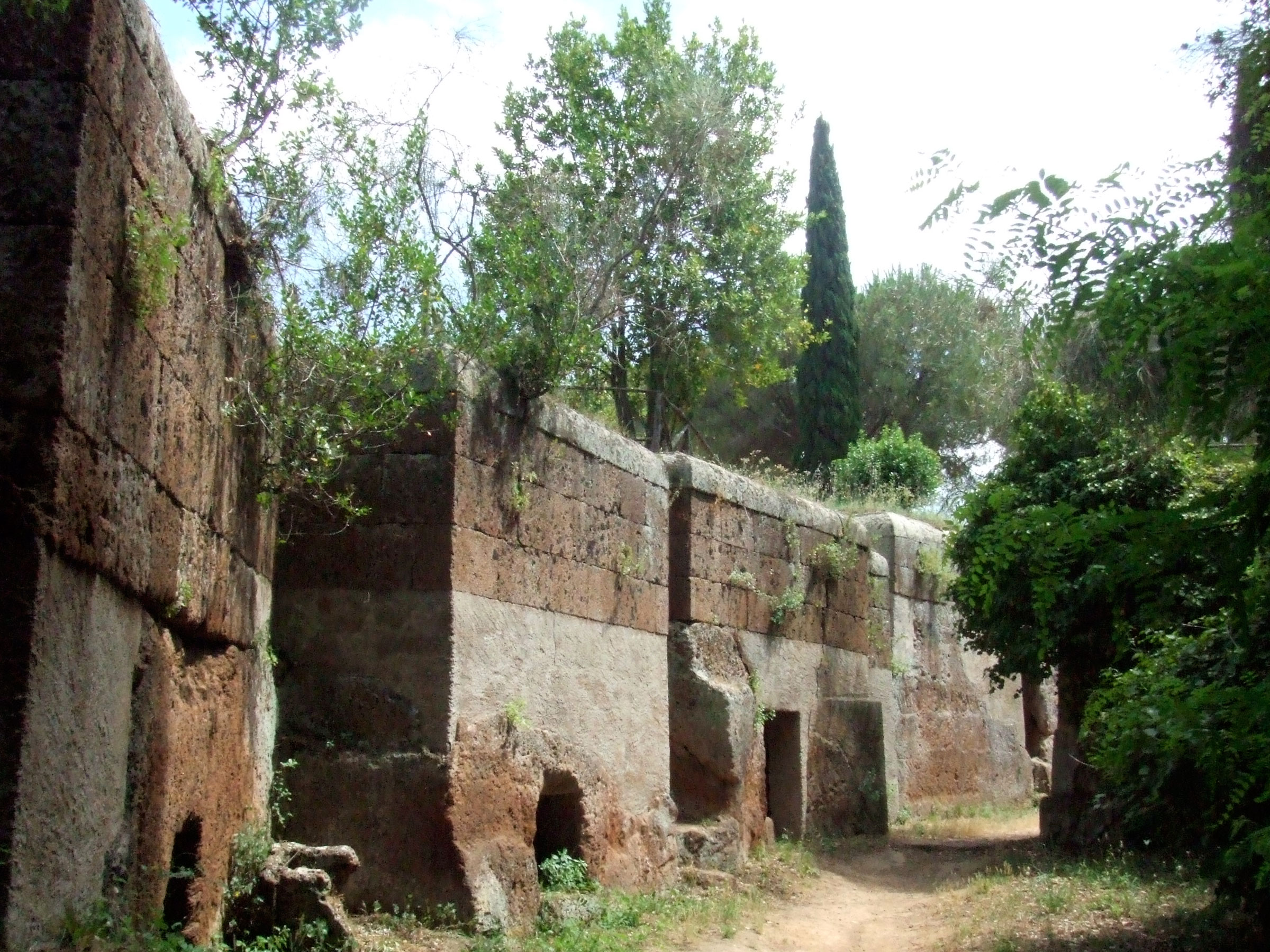
Alignement de tombes a dado étrusque de la nécropole de Banditaccia dans le Latium.
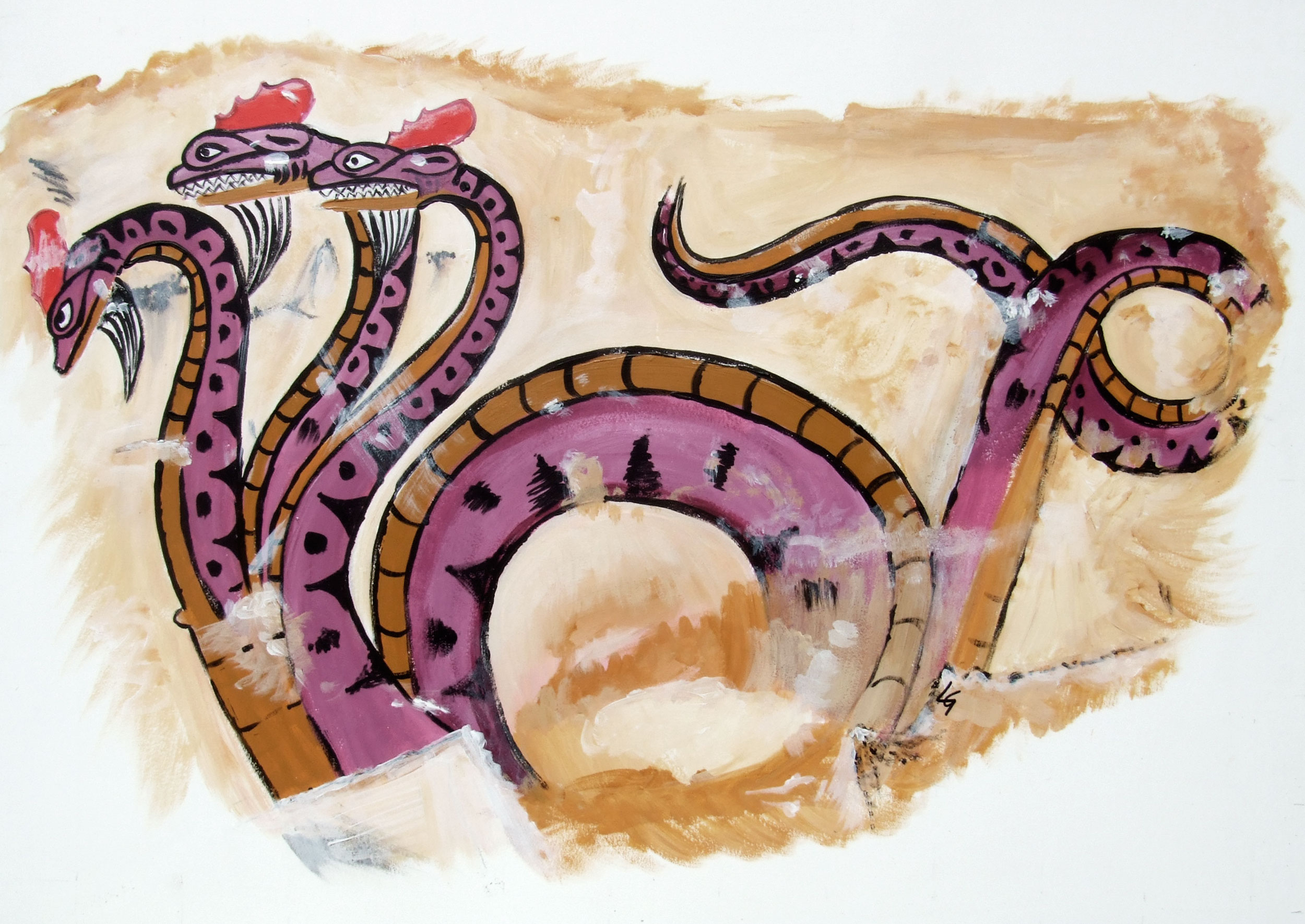
Vue d'artiste d'une peinture murale du Serpent mythique de la Tombe du quadrige infernal de la Nécropole des Pianacce située à Sarteano, province de Sienne.
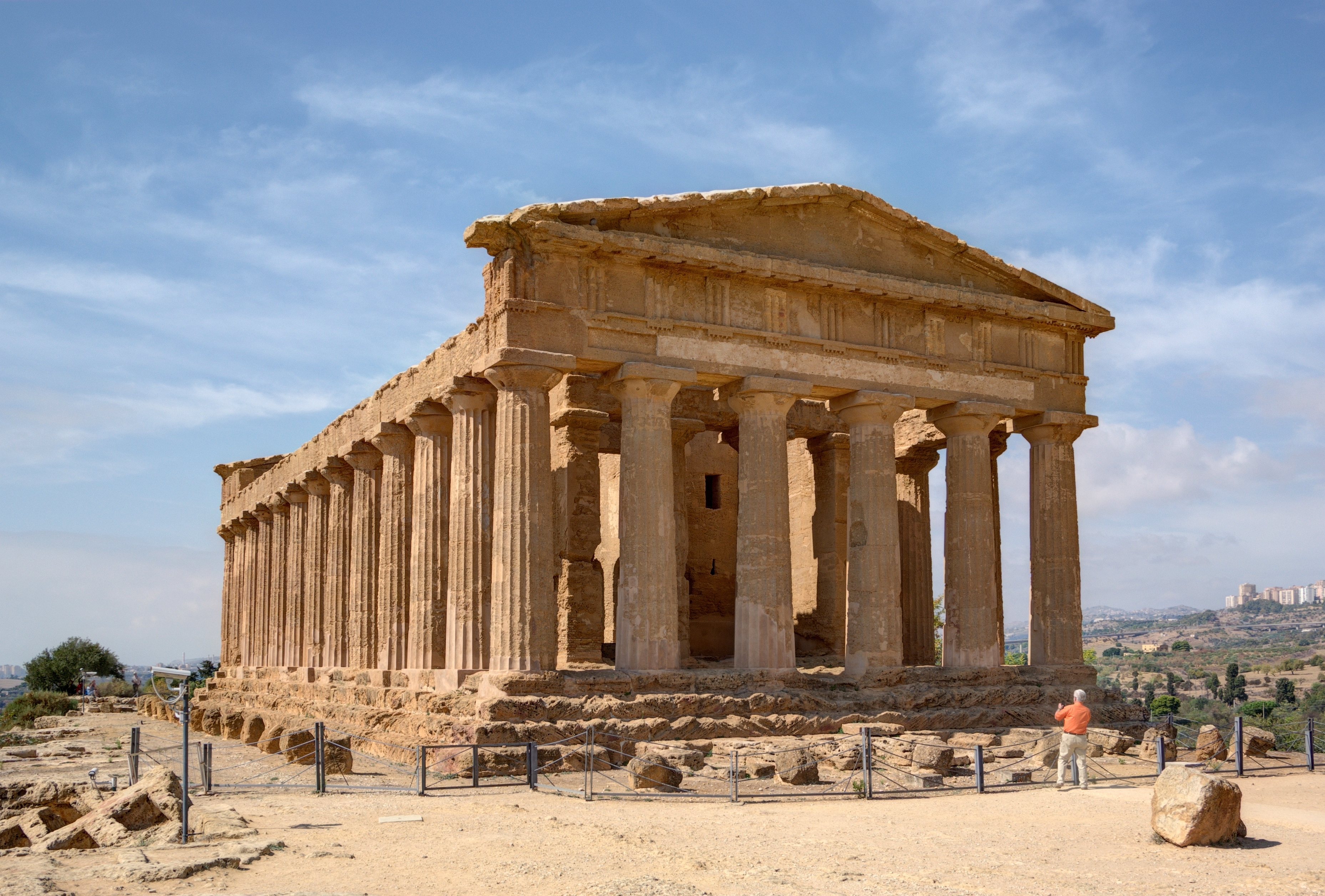
Temple de la Concorde dans la vallée des Temples de Agrigente, Sicile.

Avant le développement de Rome, l'Italie était composée de plusieurs cultures et civilisations, pour la plupart indo-européennes (Italiotes ou italiques), sur un substrat ligure du Néolithique. Sur ces cultures qualifiées d'autochtones, empiétaient :
- au sud, les florissantes colonies grecques de la Grande-Grèce, à partir du VIIIe siècle av. J.-C. par exemple Syracuse, Agrigente et Sélinonte ;
- au centre, des peuples italiques, venus d'Europe centrale à l'âge du bronze, proches des Celtes : Osques, Sabins, Samnites, Latins, Ombriens, , etc. ;
- la civilisation étrusque, non-indo-européenne, qui, selon les sources, serait autochtone ou venue d'Asie Mineure ;
- au nord, les Vénètes, les Ligures et les Celtes, ces derniers arrivés plus tardivement de Bohême, occupent la plaine du Pô, appelée ensuite Gaule cisalpine.

Sous la République romaine, la limite nord de l'Italie s'arrête à la Gaule cisalpine, au niveau des fleuves Aesis - puis en -59 le Rubicon - et Magra. En -42, la Cisalpine est réunie à l'Italie qui s'arrête désormais aux Alpes. Cette dernière limite est fixée au trophée des Alpes mais est ensuite déplacée. Rome attribue la citoyenneté romaine à l'ensemble des Italiens dès -89, elle ne l'étend à tout l'Empire que trois siècles plus tard (édit de Caracalla, 211-212).

### Rome et son empire

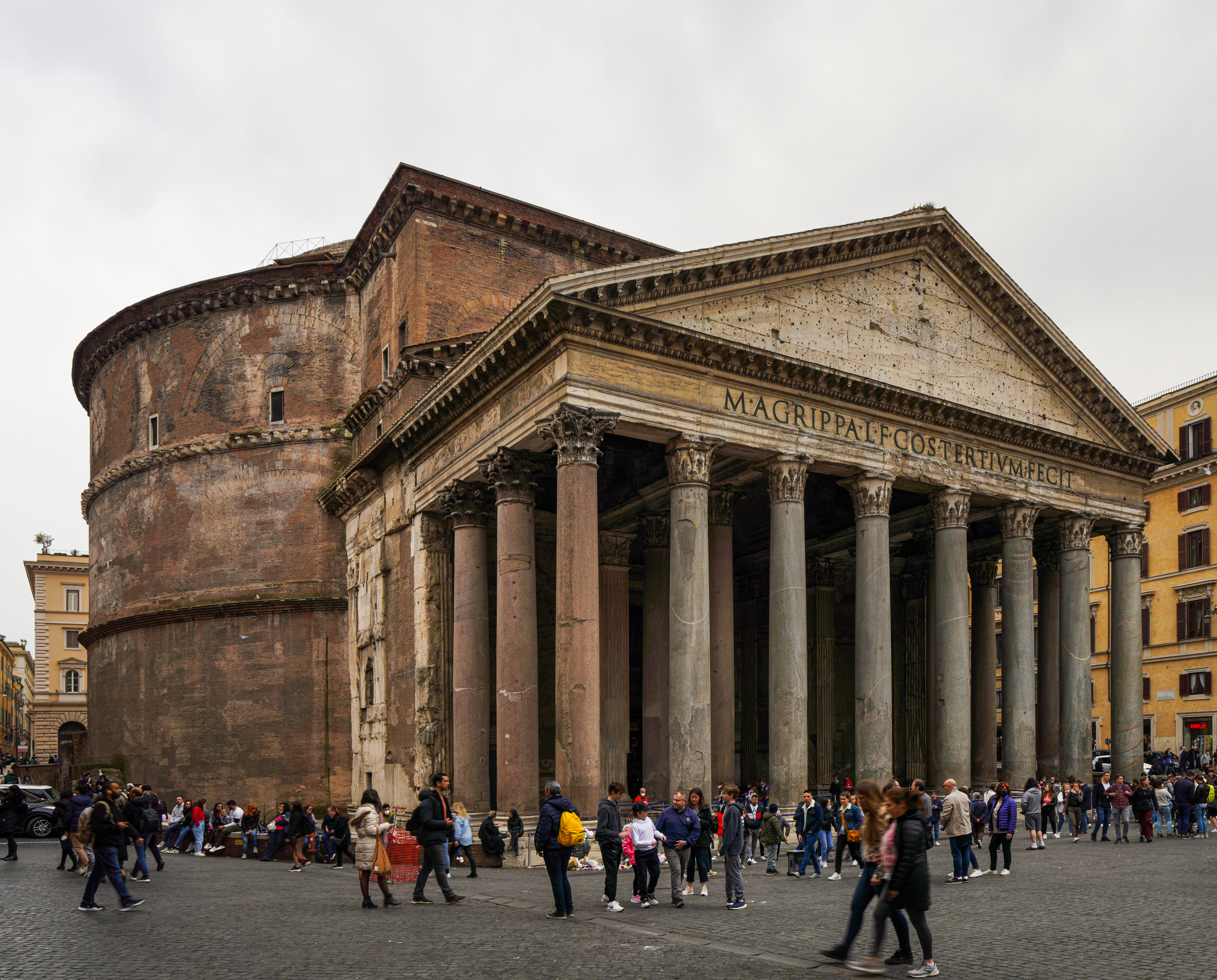
Panthéon (Rome).
Colisée à Rome.
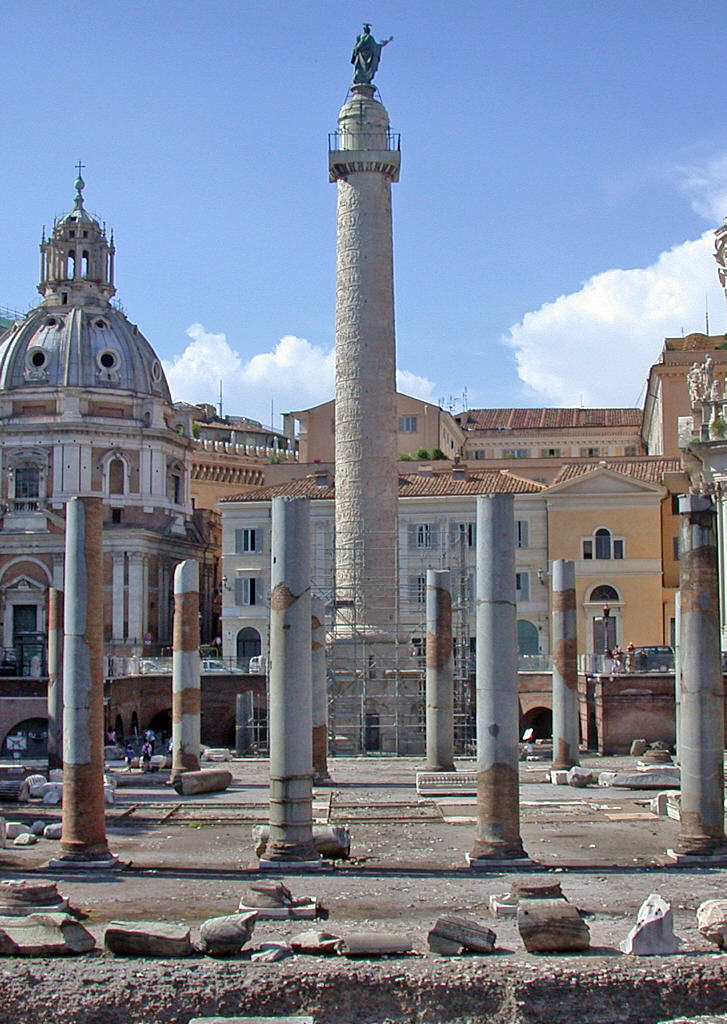
Colonne Trajane à Rome.
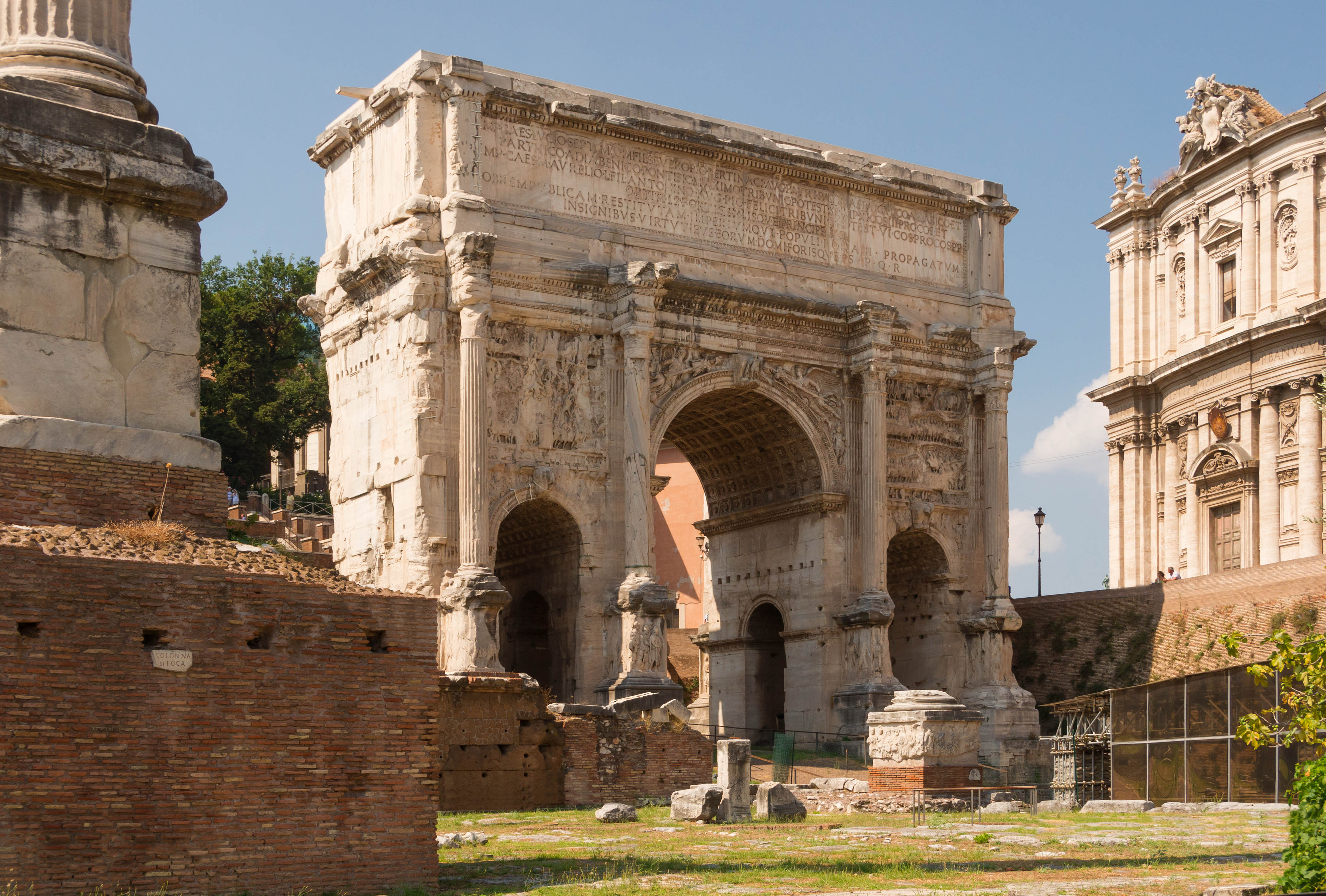
Arc de Septime Sévère à Rome.
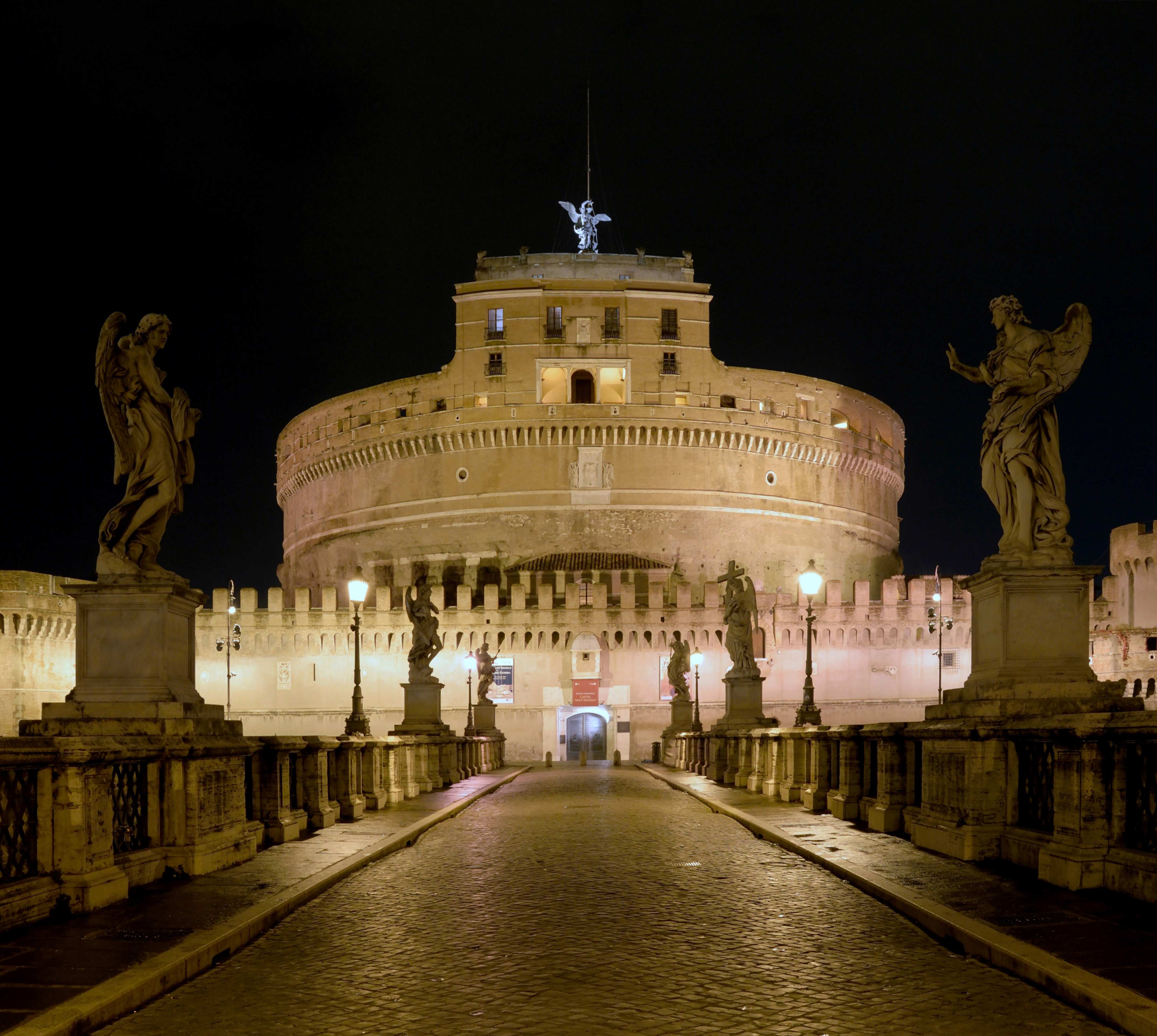
Château Saint-Ange à Rome.
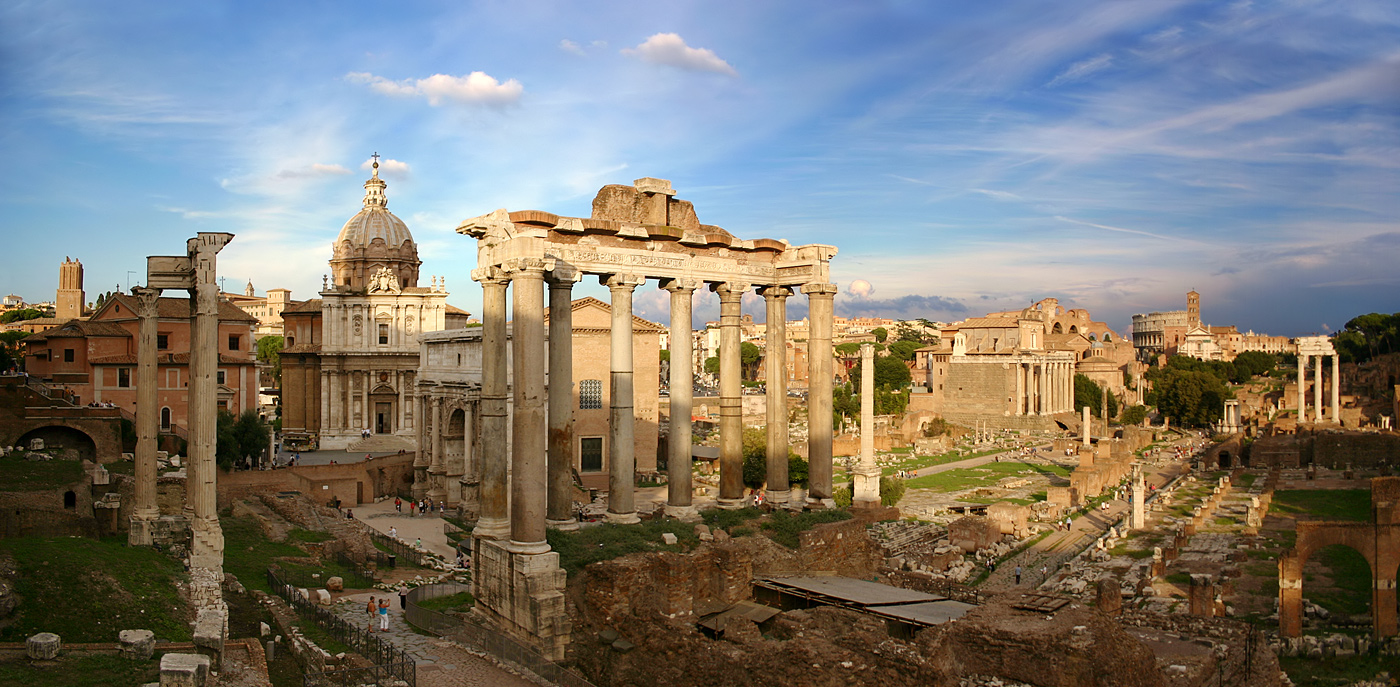
Forum Romain (Rome).

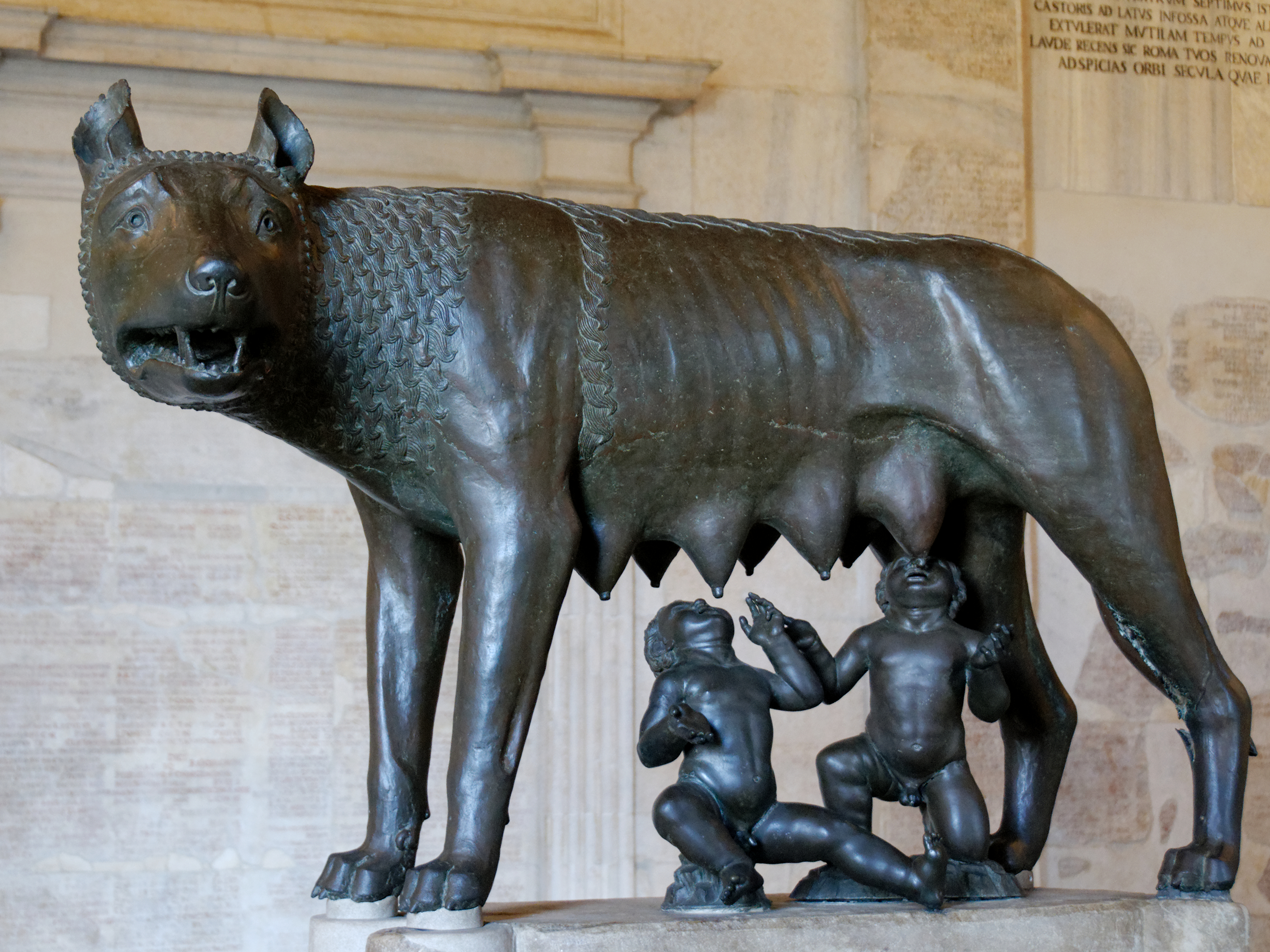
Romulus et Rémus nourris par la louve, mythe fondateur de la civilisation romaine, musées du Capitole (Rome).

Selon la légende, la fondation de Rome est due à Romulus et Rémus au milieu du VIIIe siècle av. J.-C. La civilisation de Rome connut une première phase d'expansion sous le gouvernement des rois de Rome, qui sont également les fondateurs symboliques de nombreuses institutions romaines. L'unification de la péninsule est conduite à l'époque de la République. Après la victoire de Rome contre Carthage lors de la première guerre punique, les principales îles de la Méditerranée occidentale passèrent également sous le contrôle de Rome. Les deuxième et troisième guerres puniques lui assurèrent le contrôle de tout le pourtour du bassin occidental de la Méditerranée.
Au Ier siècle av. J.-C., Rome domine une grande partie du bassin méditerranéen, mais après la mort de Jules César, le 15 mars 44 av. J.-C., la République sombre dans la troisième guerre civile de son histoire. Son successeur, fils adoptif par testament et petit-neveu, Octave, futur empereur Auguste, d'abord fort mal préparé à mener sa conquête du pouvoir arrive à éliminer progressivement ses rivaux : en 42 av. J.-C., une coalition des forces octaviennes et antoniennes détruisent les forces des tyrannicides dans la plaine de Philippes en Macédoine, en 36 av. J.-C. il soumet Sextus Pompée alors maître des îles tyrrhéniennes et se débarrasse de son ancien collègue triumvir Lépide. Enfin en 31 av. J.-C. il affronte et défait la flotte de Marc Antoine et Cléopâtre VII à la bataille d'Actium, ce qui fait de lui le maître de l'Empire romain. À partir de janvier 27 av. J.-C., faisant mine de restaurer la République dans son fonctionnement traditionnel, il la transforme progressivement en Empire (son « règne » est une période nommée par les historiens le Principat) et met ainsi fin à de longues années d'instabilité politique. Son régime se fonde sur un consensus : le désir de paix sociale après trois guerres civiles destructrices. Le gouvernement des territoires contrôlés par Rome évolue et s'améliore relativement par rapport à ce qu'étaient les pratiques de gestion républicaine. Le fer de lance de la gestion est le respect des cultures locales (par exemple le respect scrupuleux des traditions religieuses de chaque province), des formes d'autonomies (les premières à en bénéficier furent les anciennes cités-États de Grèce) qui s'approfondissent et s'étendent au fur et à mesure que la romanisation des provinciaux progresse et le développement économique favorisé par la réalisation de grandes infrastructures et surtout la Pax Romana.

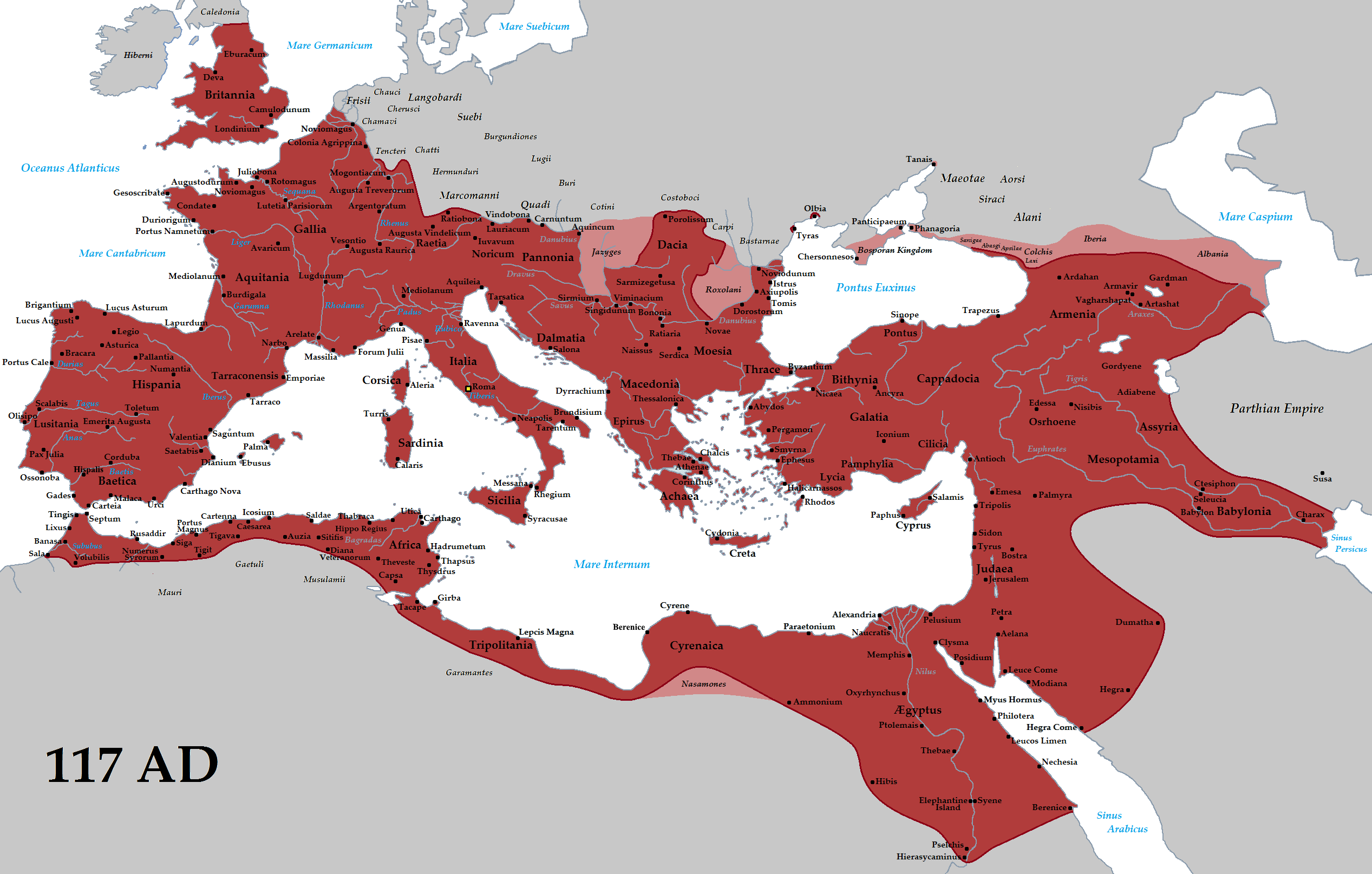
Empire romain à son apogée.

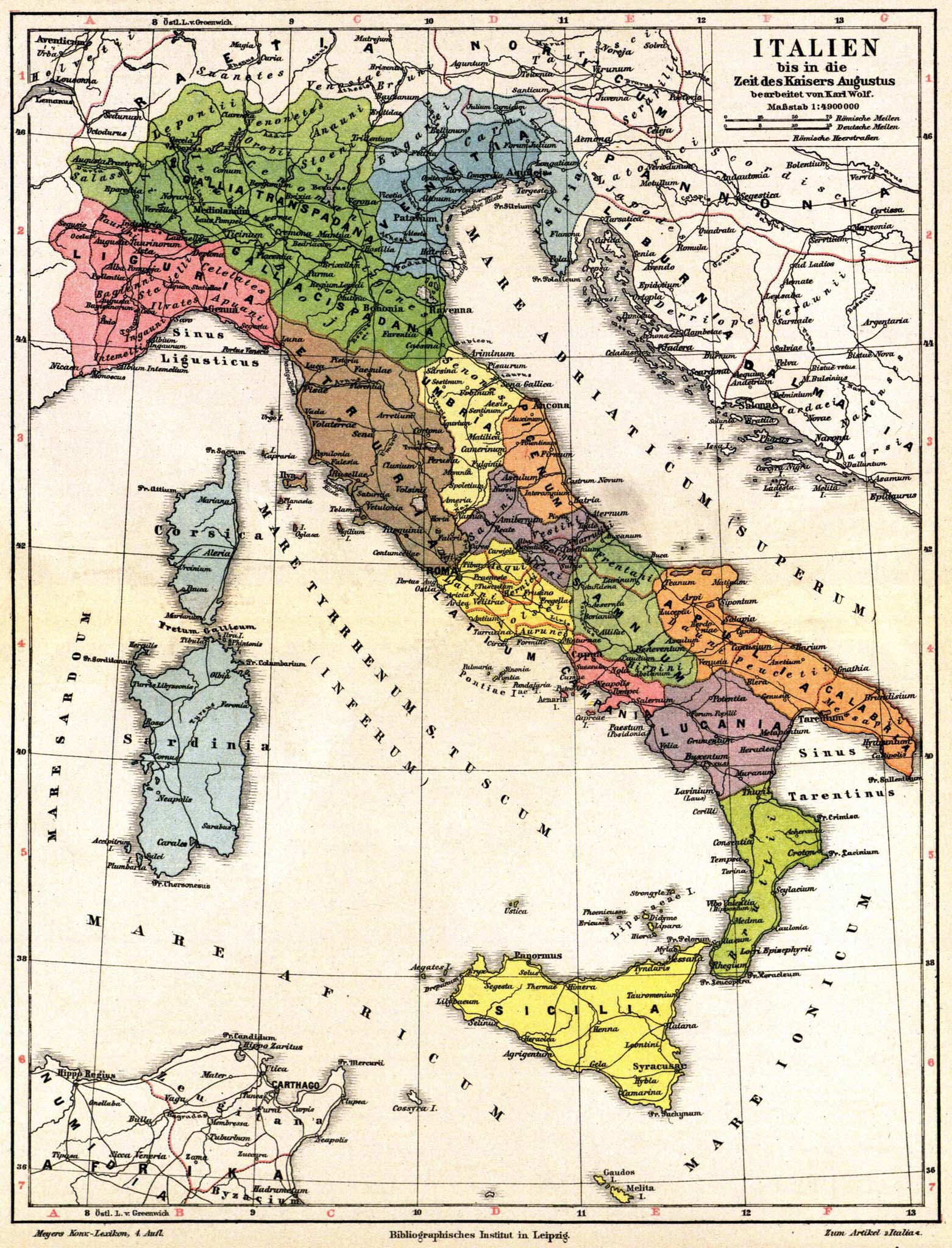
L'Italie et ses régions à l'époque de l'Empire romain au

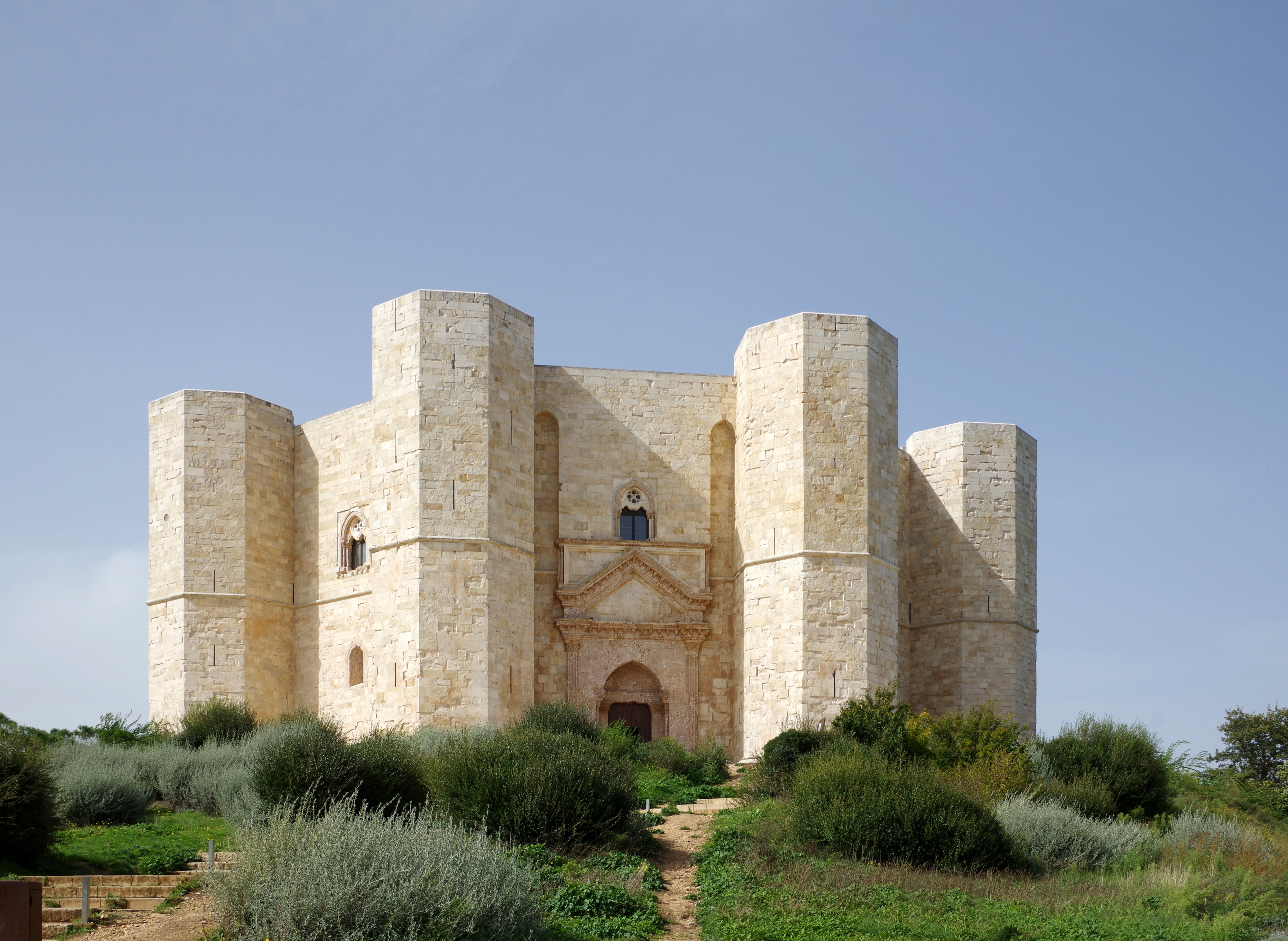
Château El Monte.

L'empire est composé de la péninsule italienne (où se trouve la métropole impériale) et des provinces romaines (territoires situés à l'extérieur de la péninsule). Juridiquement le territoire de l'Italie était assimilé à celui de la ville de Rome, ses habitants libres étaient tous citoyens romains grâce au droit du sol (jus soli). Les citoyens romains pouvaient servir dans les légions mais avaient aussi beaucoup de privilèges sociaux par rapport aux non-citoyens. Le programme politique des empereurs était d'intégrer de plus en plus les provinces à la civilisation romaine, ceci, au fil des siècles, a eu comme conséquence une perte progressive de l'hégémonie de l'Italie sur les provinces. Aux IIIe et IVe siècles, l'Empire romain se transforme, de facto, d'un « empire colonial » à un empire universel où tous les hommes libres étaient citoyens d'une même nation. La date charnière de cette transformation est l'Édit de Caracalla de 211 qui octroie la citoyenneté romaine à tout homme libre de l'Empire, mesure qui fut précédée de très nombreux octrois soit à titre individuel, soit à titre collectif au cours des premiers siècles de l'Empire. À cette époque les légionnaires sont principalement recrutés parmi les citoyens romains issus des provinces, notamment d'Illyrie et de Thrace. Si l'apogée territoriale et économique de l'Empire couvre les Ier et IIe siècles, le IIIe siècle marque quant à lui une période sombre appelée Anarchie militaire ou Troubles de l'Empire, marquée par des crises politiques à répétition, sur fond d'invasions barbares régulières. Les Empereurs se succèdent au gré des coups d'État ou des assassinats politiques. C'est seulement l'arrivée de Dioclétien au pouvoir, en 284, qui met en place le système de la Tétrarchie, et qui met fin à une instabilité préjudiciable pour l'Empire : grossièrement, ce système se fonde sur un partage territorial de l'Empire entre deux empereurs nommés les « Augustes », assistés de deux « dauphins » qui portent le titre de « César ». Ce système qui divise l'empire le rend paradoxalement plus apte à répondre aux incursions ennemies (chaque part se défend elle-même et prête renfort à sa consœur). Ce système est une tentative pour faire abstraction du système de succession héréditaire, mais qui ne survivra pas à la disparition politique de son fondateur. En 305, d'un commun accord, les deux Auguste (Dioclétien lui-même et son homologue Maximien) quittent le pouvoir et se retirent de la vie politique. La Tétrarchie n'y survit pas et les règles de succession dynastique reprennent le dessus avec l'arrivée de la dynastie des Constantiniens. Après le IIIe siècle, le IVe siècle est un siècle de sécurité et de progrès économique qui voit d'autre part l'Empire progressivement se christianiser.
Depuis le début du règne de Dioclétien (284), une nouvelle vague de persécutions menées par l'État romain frappe les chrétiens, avec un nombre important de suppliciés. Devant l'échec de ses actions violentes, l'empereur Galère signe en 311, un premier édit de tolérance, mais c'est une tolérance négative à l'inverse de l'édit de Milan, lui édictant une tolérance positive, signé 313 par Constantin Ier. Ce texte met fin aux persécutions contre les chrétiens et garantit à tous les citoyens la liberté de culte. La déclaration se réfère à un monothéisme vague (pour ne choquer ni païens ni chrétiens) et déclare que l'État donne la liberté de conscience à ses citoyens, pieuses intentions vite remises en question par l'implication de l'État romain dans le schisme dit donatiste. Le christianisme, se propage en Italie surtout à partir de la ville de Rome, cité cosmopolite dans laquelle vivaient de nombreux immigrés originaires des provinces d'orient, où le christianisme était plus répandu (Les plus fortes concentrations s'enregistrent en Judée et en Égypte). L'Église romaine récupère un certain nombre de traditions païennes et les assimile dans sa liturgie : par exemple, la date du 25 décembre pour la célébration de Noël coïncide avec les fêtes du dieu Sol, très vénéré au début du IVe siècle. Idem, le choix de dimanche pour le « Jour du Seigneur », jour hebdomadaire des célébrations solaires (qui est resté dans l'anglais Sunday ou encore l'allemand Sontag). Les cultes polythéistes sont ainsi transformés en vénération des saints et de la Vierge Marie. Par exemple, beaucoup de temples dédiés à Vénus se transforment en églises consacrées à la mère de Jésus et dans les petites villes les cérémonies dédiées à un dieu protecteur deviennent des fêtes patronales en l'honneur d'un saint que l'imaginaire populaire associe au dieu précédent : protecteur des malades, de l'agriculture, de la chasse, des soldats et des marins. Par cette politique, l'Église romaine arrive à mieux faire accepter aux Italiens, très attachés à leurs traditions, le passage au christianisme. Le même processus est à l'œuvre dans les provinces. En 380, l'empereur Théodose Ier élève le christianisme au rang de religion d'État.
Au début du Ve siècle, en 402, la ville de Ravenne, dans le nord-est de l'Italie, devient capitale de l'empire d'Occident ; elle en sera la dernière. Rome, depuis le IIIe siècle, était devenue une « capitale symbolique », lieu d'ancrage de la mémoire et des traditions romaines. Des capitales plus effectives (et surtout plus proches des fronts) l'avaient depuis longtemps supplantée. Dans la nuit du 31 décembre 406 au 1er janvier 407, le front rhénan est dégarni pour des raisons de défense de l'Italie péninsulaire. Cette nuit-là, le Rhin gèle et perd son aspect de barrière naturelle, facilitant le passage massif des peuples germaniques : Alamans, Wisigoths, Ostrogoths, Suèves, Vandales, face à un limes affaibli, seulement défendu par quelques troupes de fédérés francs. C'est le début d'une décennie difficile pour l'Empire (407-420) : il est confronté à une longue série d'invasions barbares : principalement les Wisigoths, les Huns, les Ostrogoths, les Vandales et les Francs. L'année 410 marque durablement les esprits car les barbares mettent Rome à sac mettant fin à huit siècles de sécurité intramuros. Le préfet de la ville de l'époque, Rutilius Namatianus, écrit en poème dans lequel il parle de « la Mère du Monde assassinée ». En dépit de cet affaiblissement, l'Empire ne s'effondre cependant pas immédiatement : en 420, la situation s'est stabilisée mais l'empire a déjà perdu sa première province (La Bretagne), a connu deux décennies de destructions diverses, et des barbares sont présents dans tout l'Empire d'Occident. De plus, à cette date, un quart de l'armée romaine a été anéanti et le limes et très mal défendu. L'Empire connaît une phase de redressement sous l'action énergique du général Aetius (qui défait notamment Attila à la bataille des Champs Catalauniques en 451), mais ressort très affaibli de la période d'instabilité politique ouverte par l'assassinat de celui-ci par Valentinien III en septembre 454 (L'Empereur sera lui aussi assassiné un an après, mettant fin à la dynastie des théodosiens). L'Empire perd alors son meilleur général. Les barbares qui avaient été accueillis en tant que fédérés à l'intérieur des limes, forment des royaumes qui sont de plus en plus autonomes par rapport au pouvoir impérial. Ce morcellement progressif de l'Empire est favorisé par l'incompétence des huit empereurs qui se succèdent de 455 à 476, la plupart faibles et peu entreprenants. Rome est de nouveau mise à sac en mai 455. Vers 470, l'Empire d'Occident s'est réduit à l'Italie et quelques possessions en Gaule. En 476, Odoacre, un patrice d'origine germanique, dépose le dernier Empereur, Romulus Augustule, et renonce à prendre le titre d'empereur et à gouverner les provinces. Il se proclame simplement roi d'Italie. Cette date marque la fin de l'Empire romain d'Occident. Symboliquement, il envoie à Constantinople les insignes impériaux à l'empereur d'Orient Zénon. L'Empire romain d'Orient subsiste encore un millénaire, disparaissant avec la prise de Constantinople par les Ottomans en 1453.

### Italie médiévale

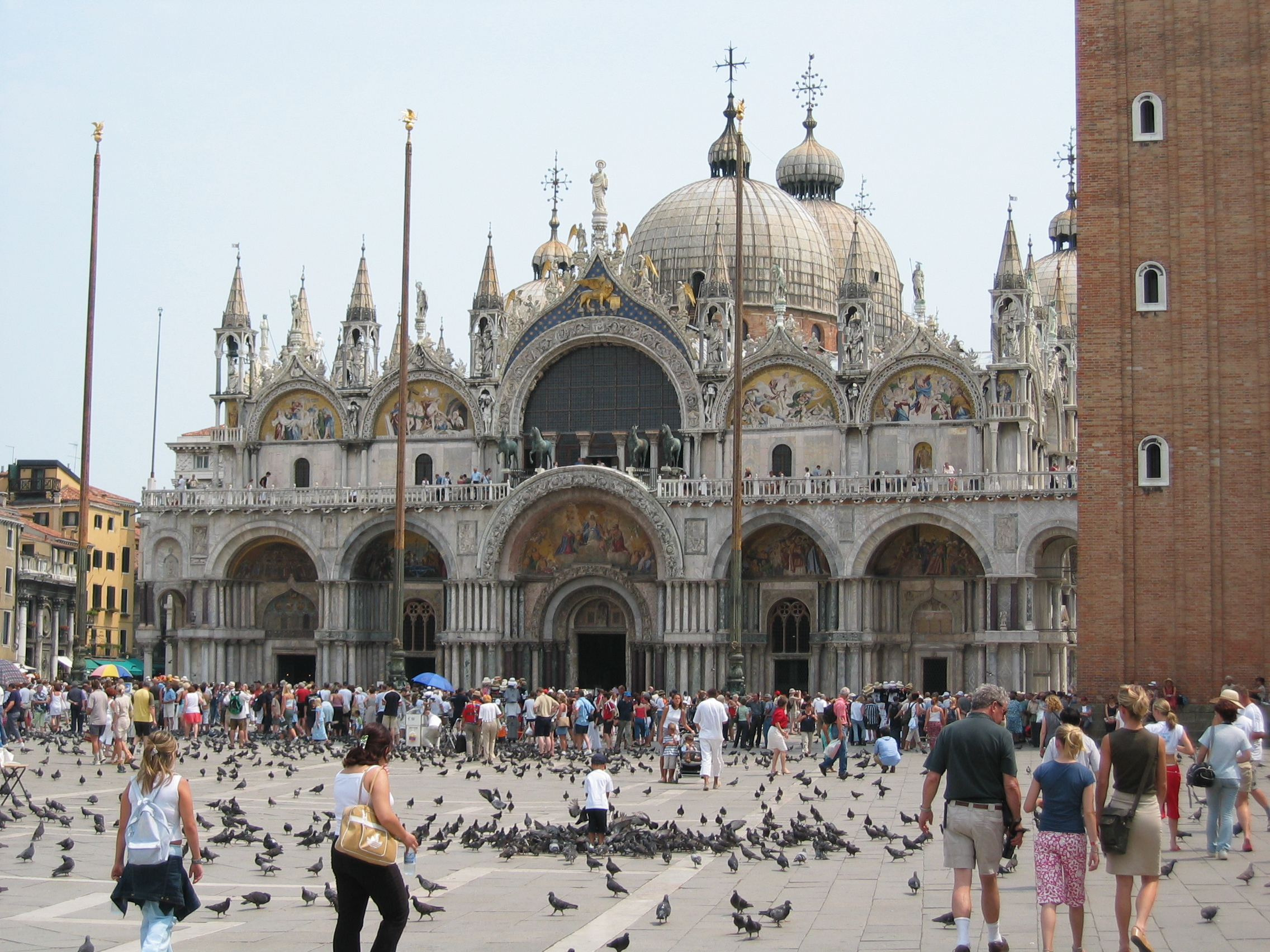
Basilique Saint-Marc à Venise (IXe – XIVe siècle).
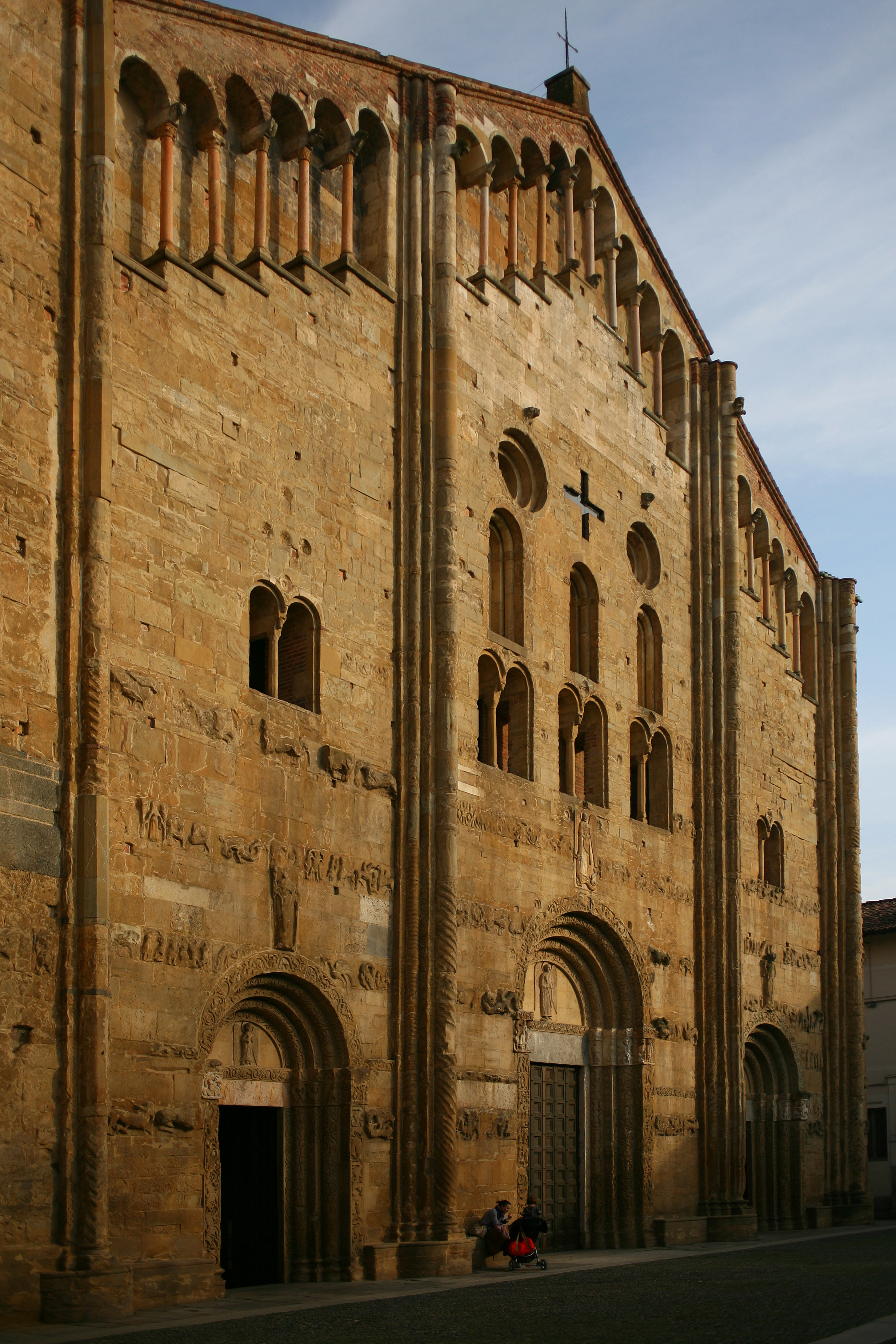
Basilique San Michele Maggiore à Pavie (XIe – XIIe siècle).
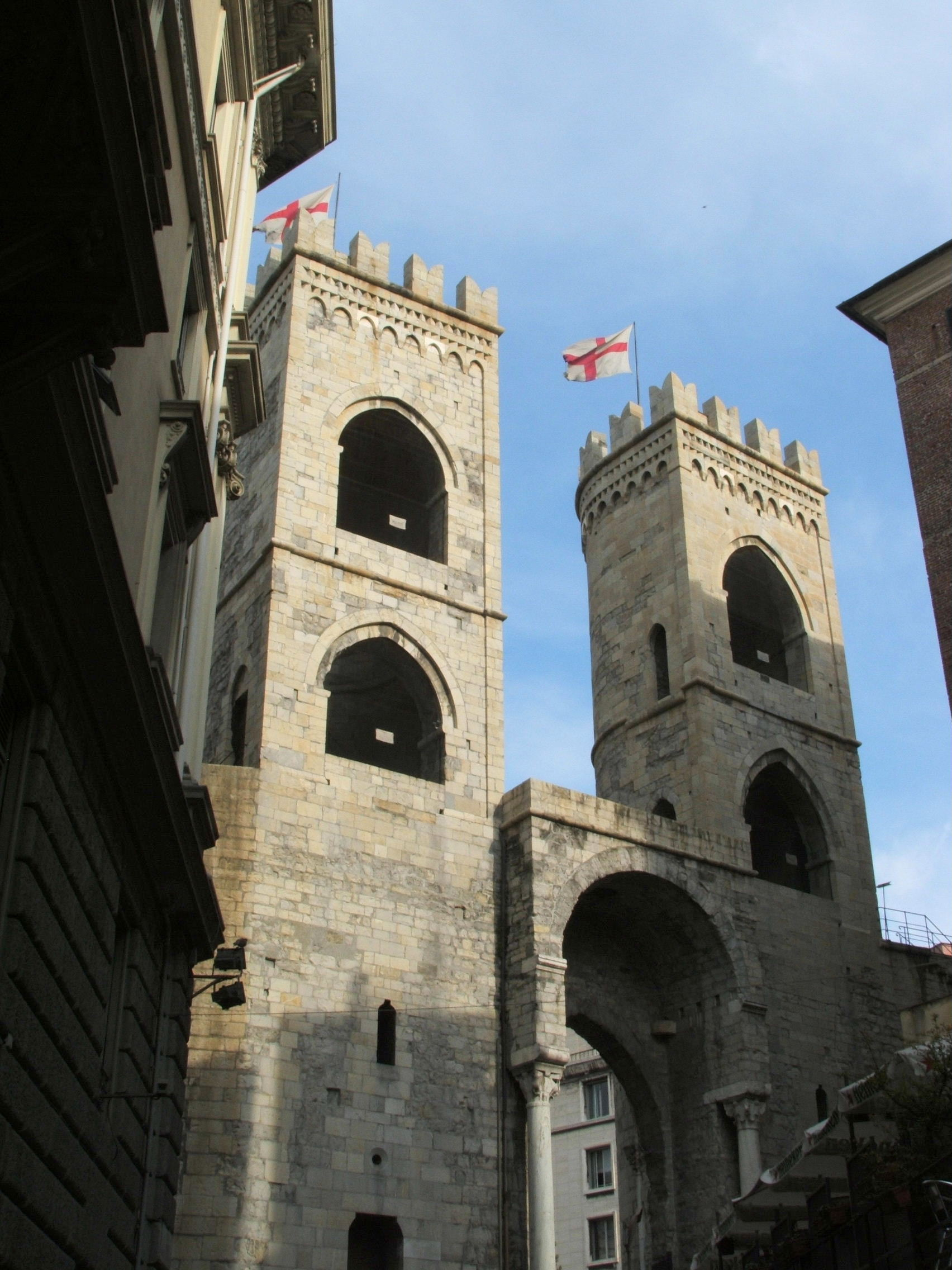
Porta Soprana à Gênes en Ligurie (XIIe siècle).
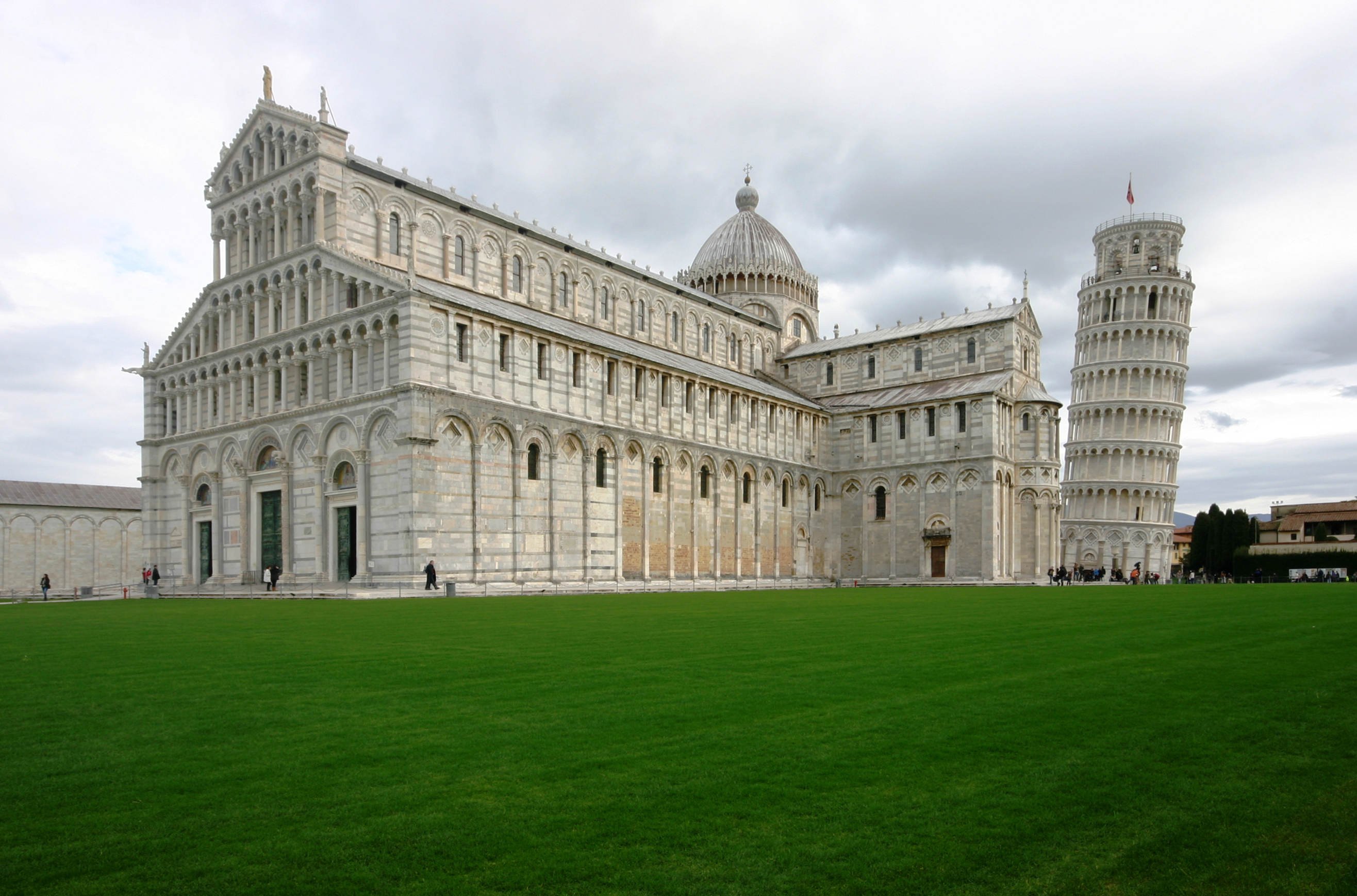
Tour de Pise en Toscane (XIIe siècle).
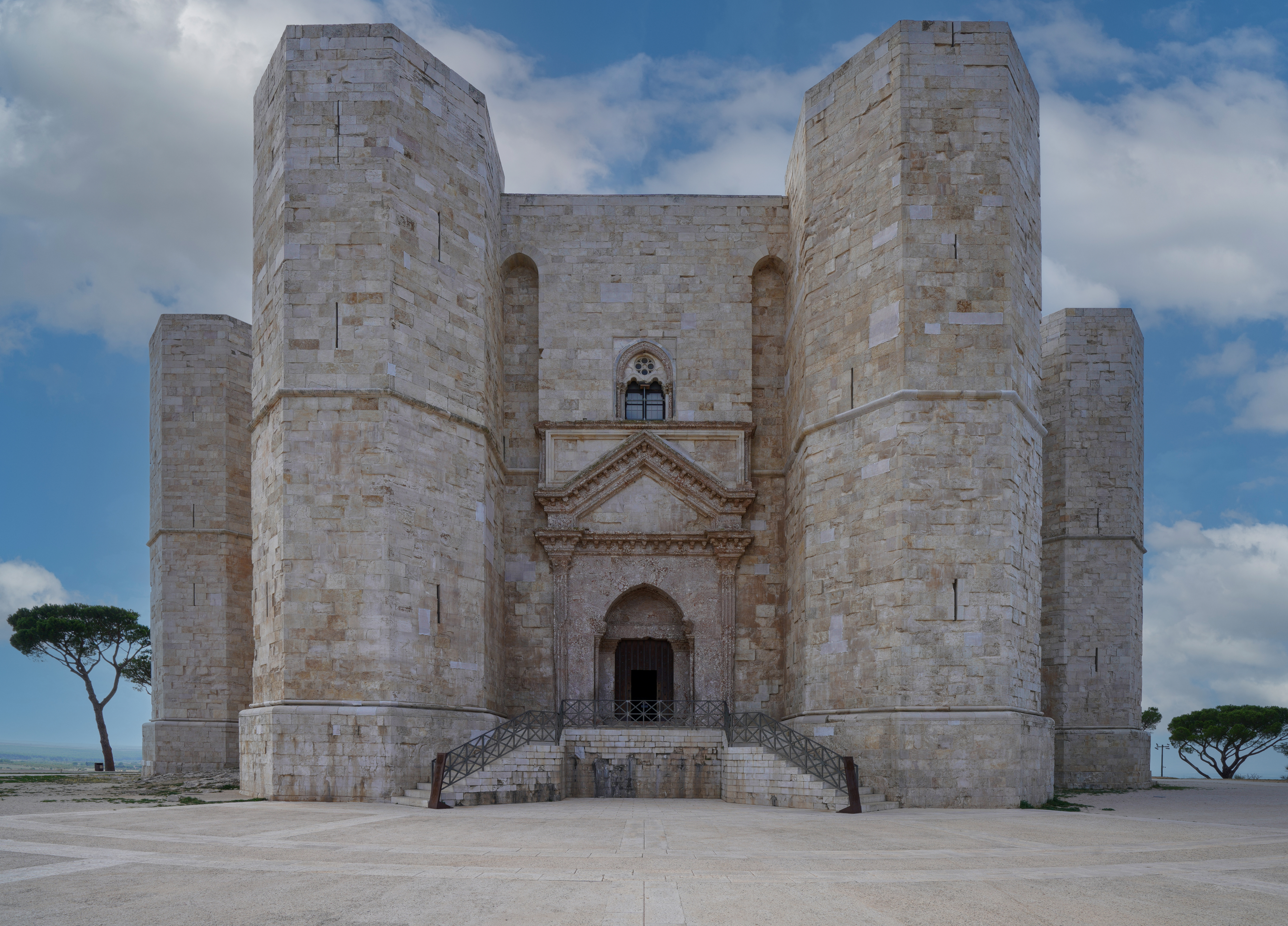
Castel del Monte dans les Pouilles (XIIIe siècle).
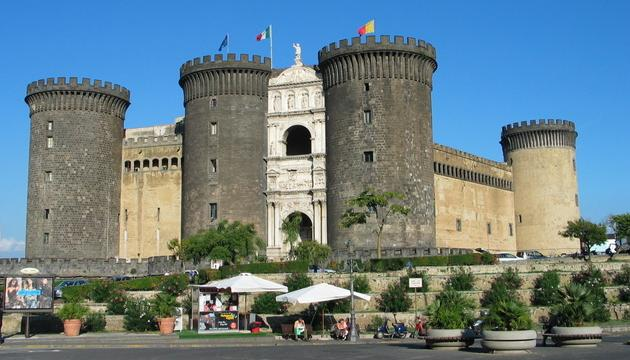
Castel Nuovo à Naples (XIIIe siècle).
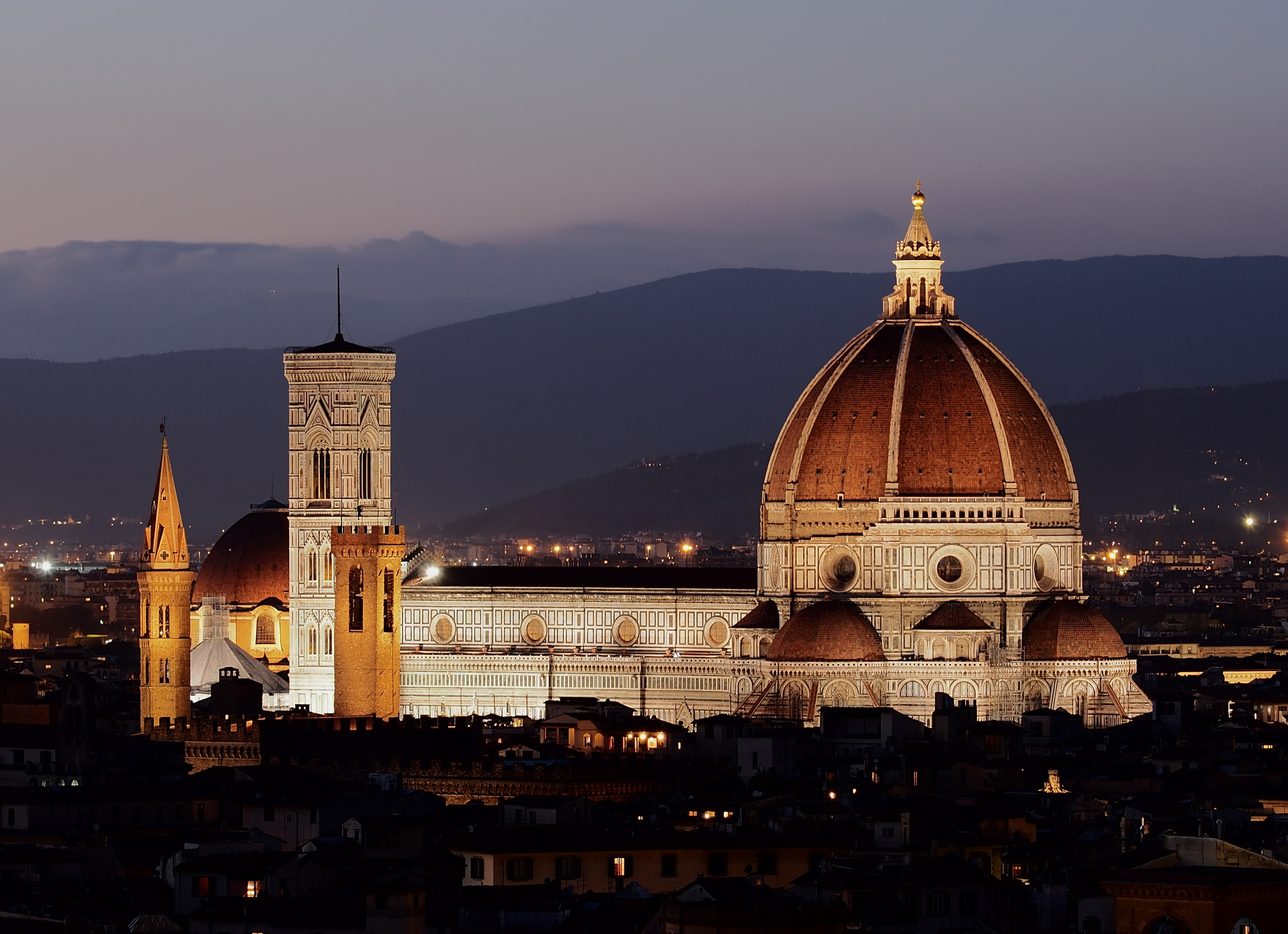
Cathédrale Santa Maria del Fiore à Florence en Toscane (XIIIe – XVIIe siècle).
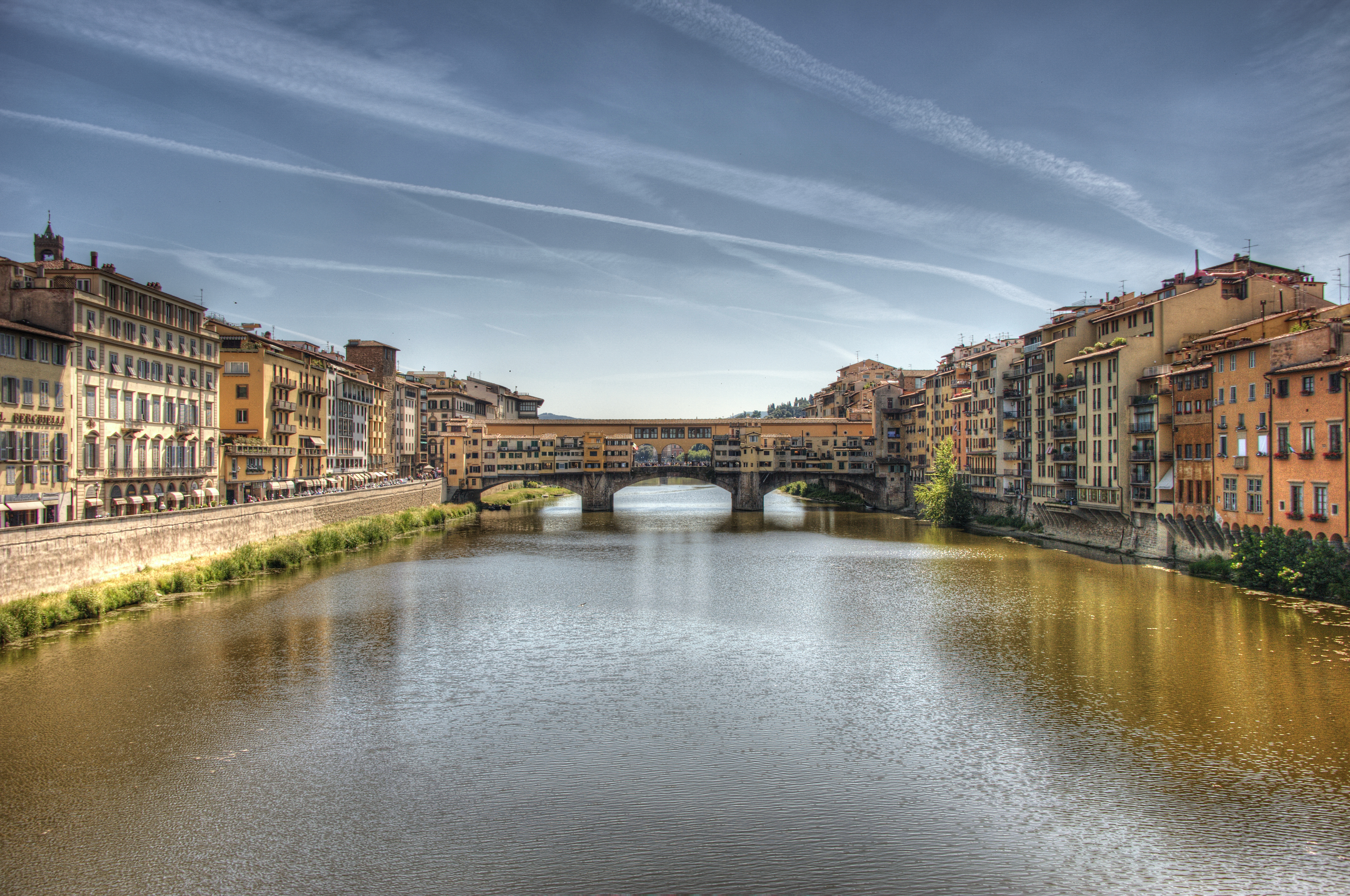
Ponte Vecchio à Florence (XIVe siècle).
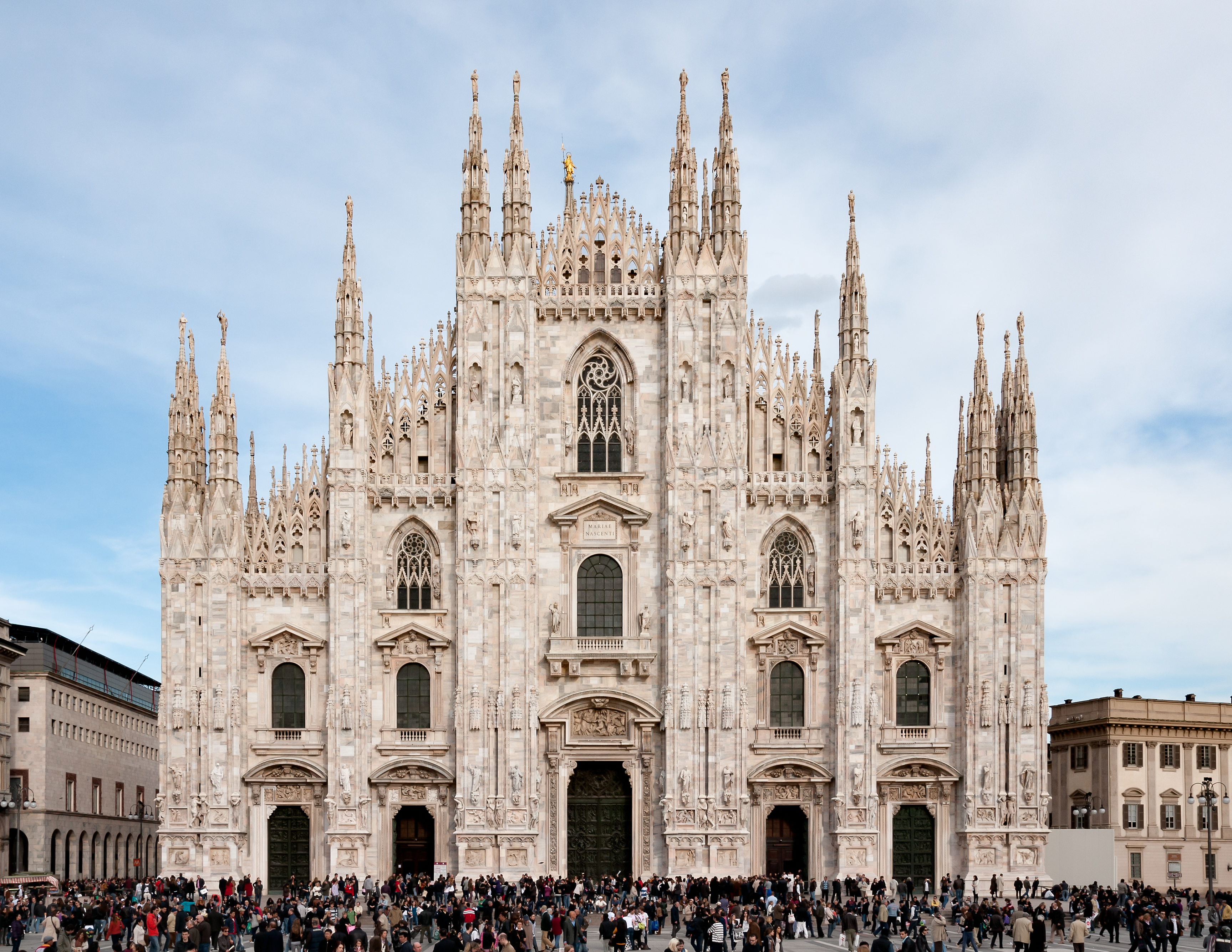
Dôme de Milan en Lombardie (XIVe siècle).
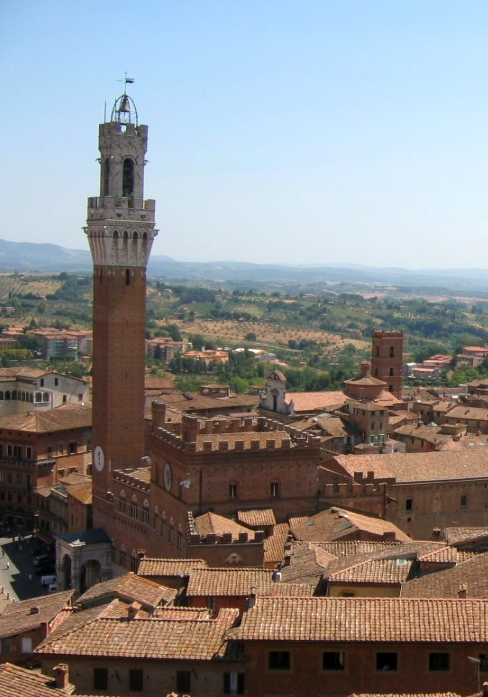
Torre del Mangia à Sienne en Toscane (XIVe siècle).
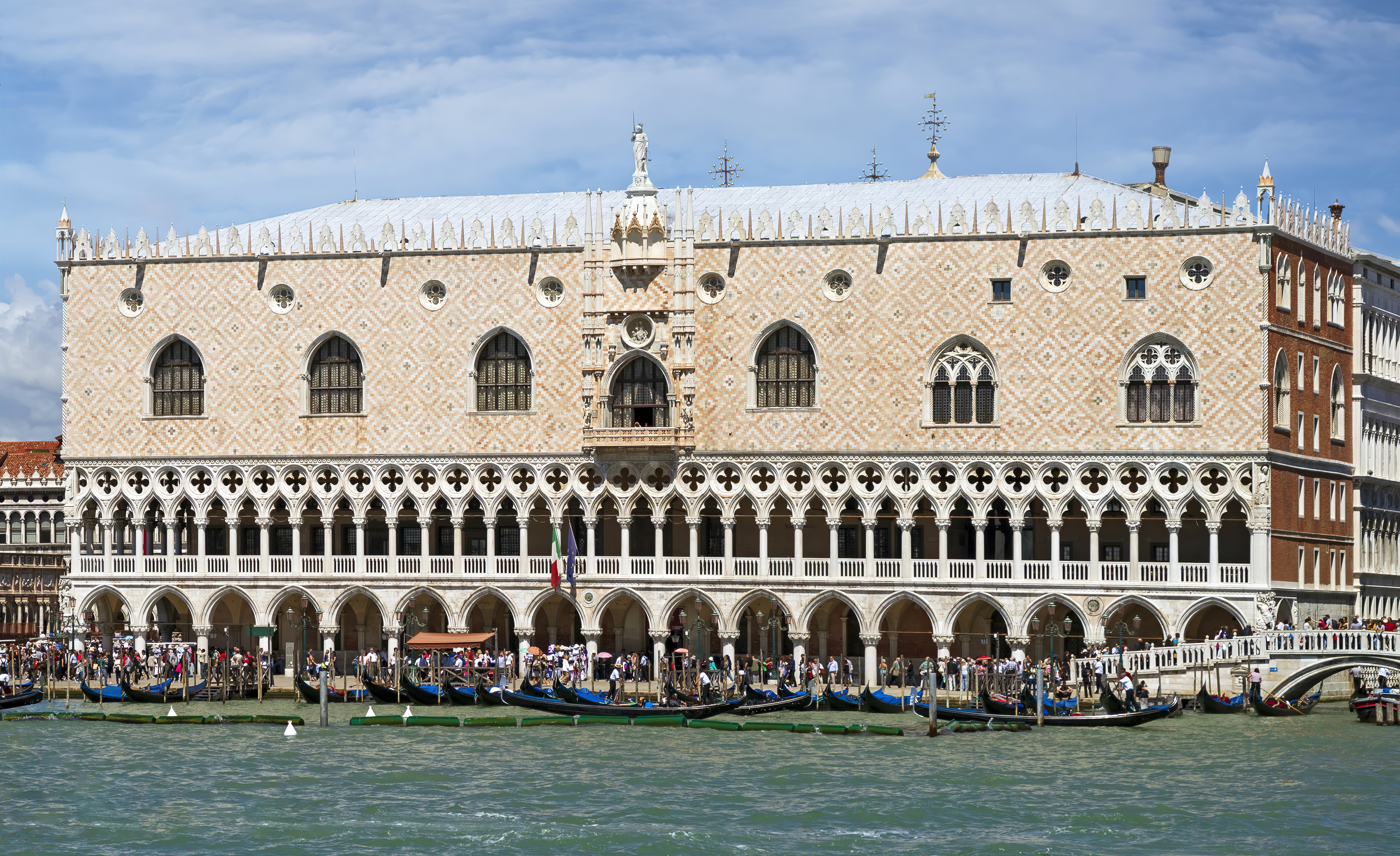
Palais des Doges à Venise (XIVe siècle).
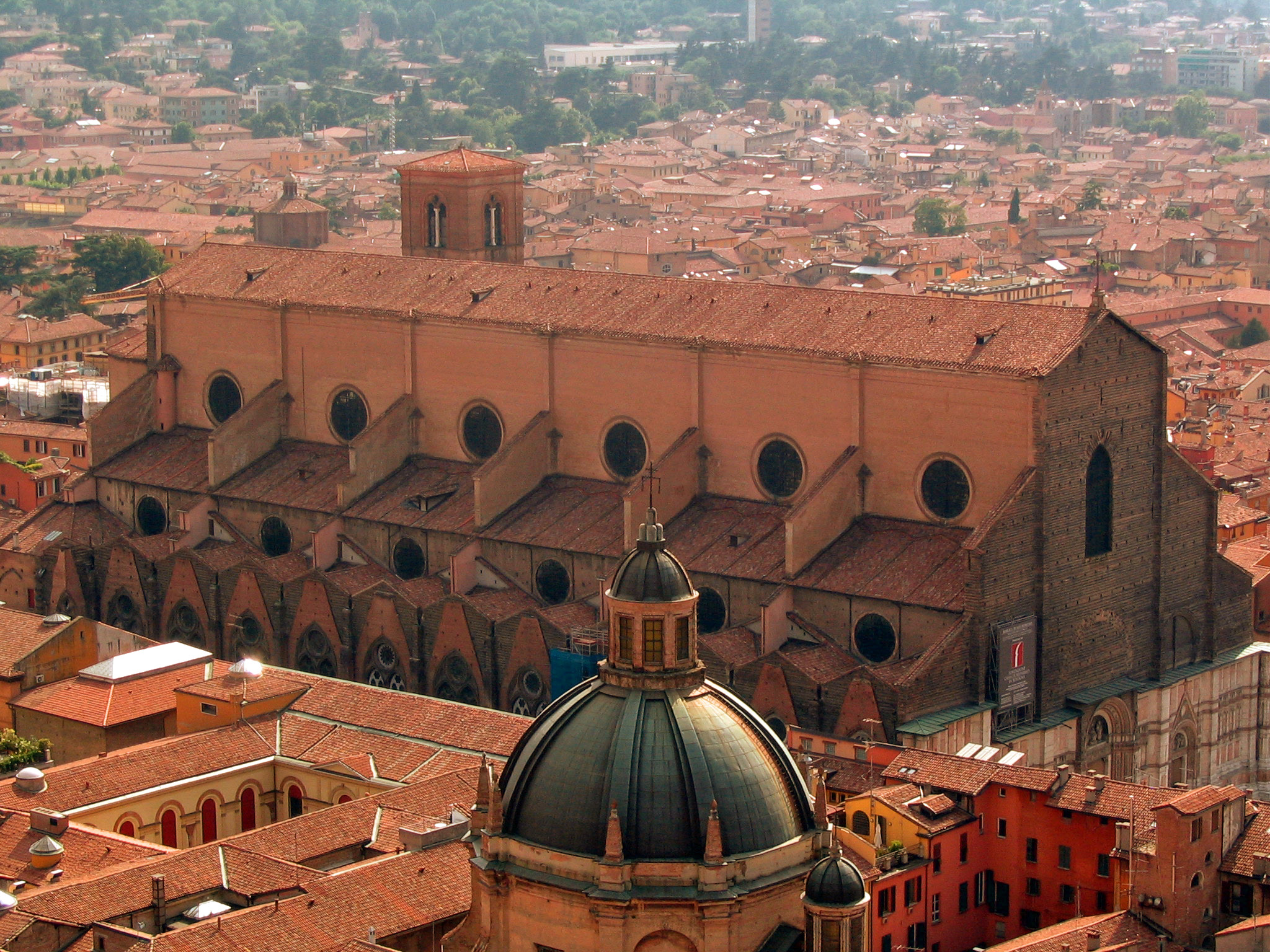
Basilique San Petronio de Bologne (XIVe – XVe siècle).

Après la chute de l'Empire romain d'Occident, l'Italie est tombée sous le pouvoir du royaume d'Odoacre et, plus tard, a été saisie par les Ostrogoths, suivie au VIe siècle par une brève reconquête sous l'empereur byzantin Justinien. L'invasion d'un autre peuple germanique : les Lombards, à la fin du même siècle, limite l'Italie byzantine à la Vénétie lagunaire, à l'exarchat de Ravenne et aux provinces du sud-est (Pouilles, Calabre, Sicile), ce qui marque la fin de l'unité politique de la péninsule pour les 1 300 années suivantes. La péninsule était donc divisée comme suit : le nord de l'Italie et la Toscane formaient le royaume lombard, avec sa capitale à Pavie, tandis que dans le centre-sud de l'Italie, les Lombards contrôlaient les duchés de Spolète et de Bénévent. Le reste de la péninsule resta byzantin et fut partagé entre l'exarchat de Ravenne, le duché de Rome, le duché de Naples, le duché de Calabre et la Sicile, cette dernière dépendant directement de l'empereur de Constantinople. Le royaume lombard est ensuite absorbé par l'Empire franc à l'époque de Charlemagne, à la fin du VIIIe siècle, et devint le royaume d'Italie, dont la capitale est Pavie. Les Francs transforment la papauté byzantine en États pontificaux dans le centre de l'Italie.
L'Italie médiévale est le théâtre d'une grande rivalité entre les villes du nord de la Péninsule, dont plusieurs deviennent des centres textiles, artisanaux, marchands, financiers et monétaires très prospères. Florence, Gênes, Venise créent des monnaies en or, plus difficiles à rogner et à falsifier. Le florin, principale monnaie du Moyen Âge européen, doit son nom à la corporation des changeurs et banquiers (Arte del Cambio) de Florence, qui l'a créé en 1252. C'est l'une des cinq corporations majeures de l'Italie médiévale, qui contribue au succès de ses villes. La puissance financière vénitienne lui permet une expansion maritime outre-mer et le financement d'une flotte et d'un arsenal qui sont alors les plus importants au monde et quadruplent en quelques décennies. Toutefois, en 1480, la ville d’Otrante est mise à sac par les troupes du sultan ottoman Mehmed II. Les Italiens reprendront la ville après sa mort.

### Renaissance

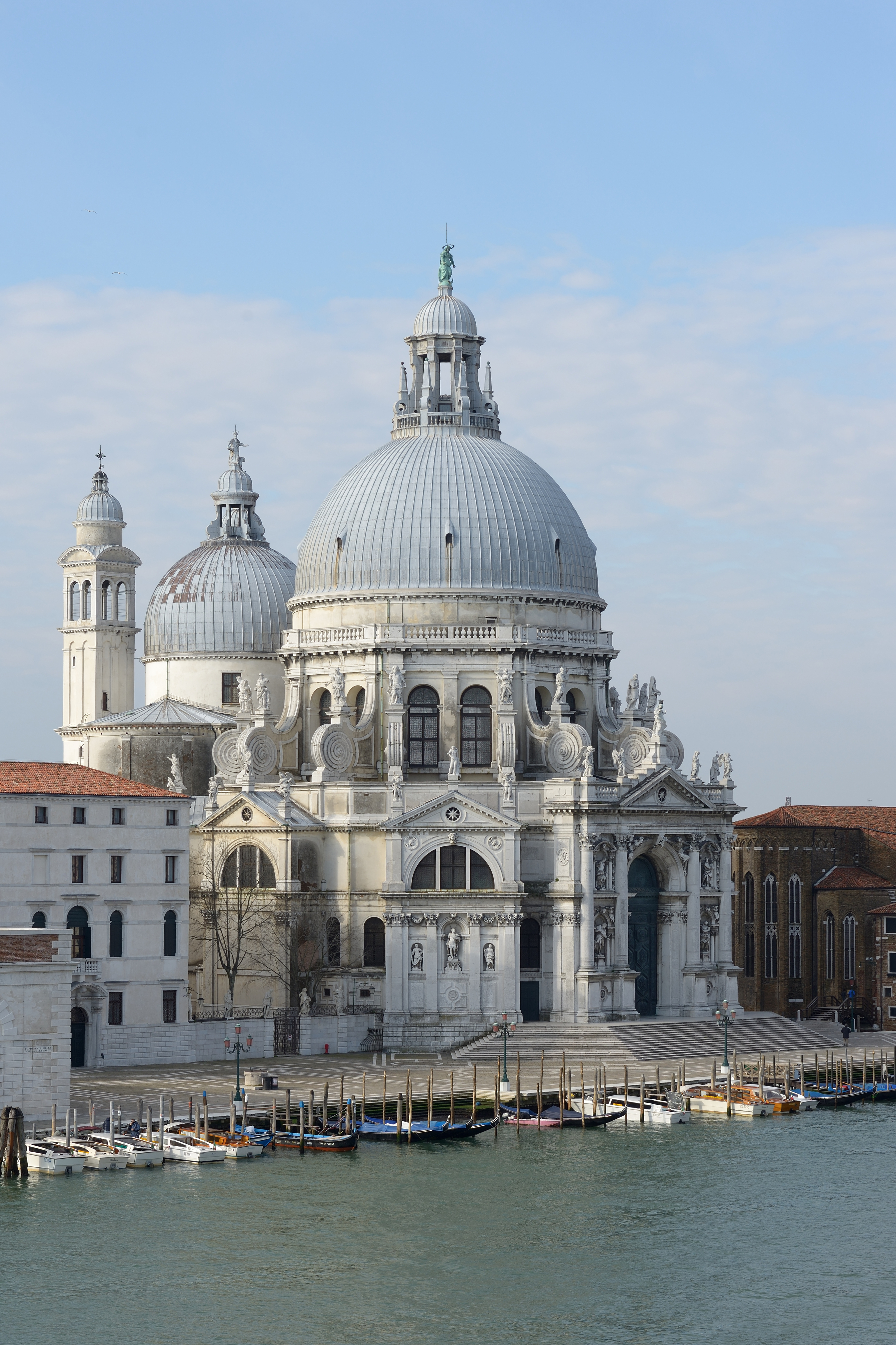
La basilique Santa Maria della Salute de Venise (XVIIe siècle).
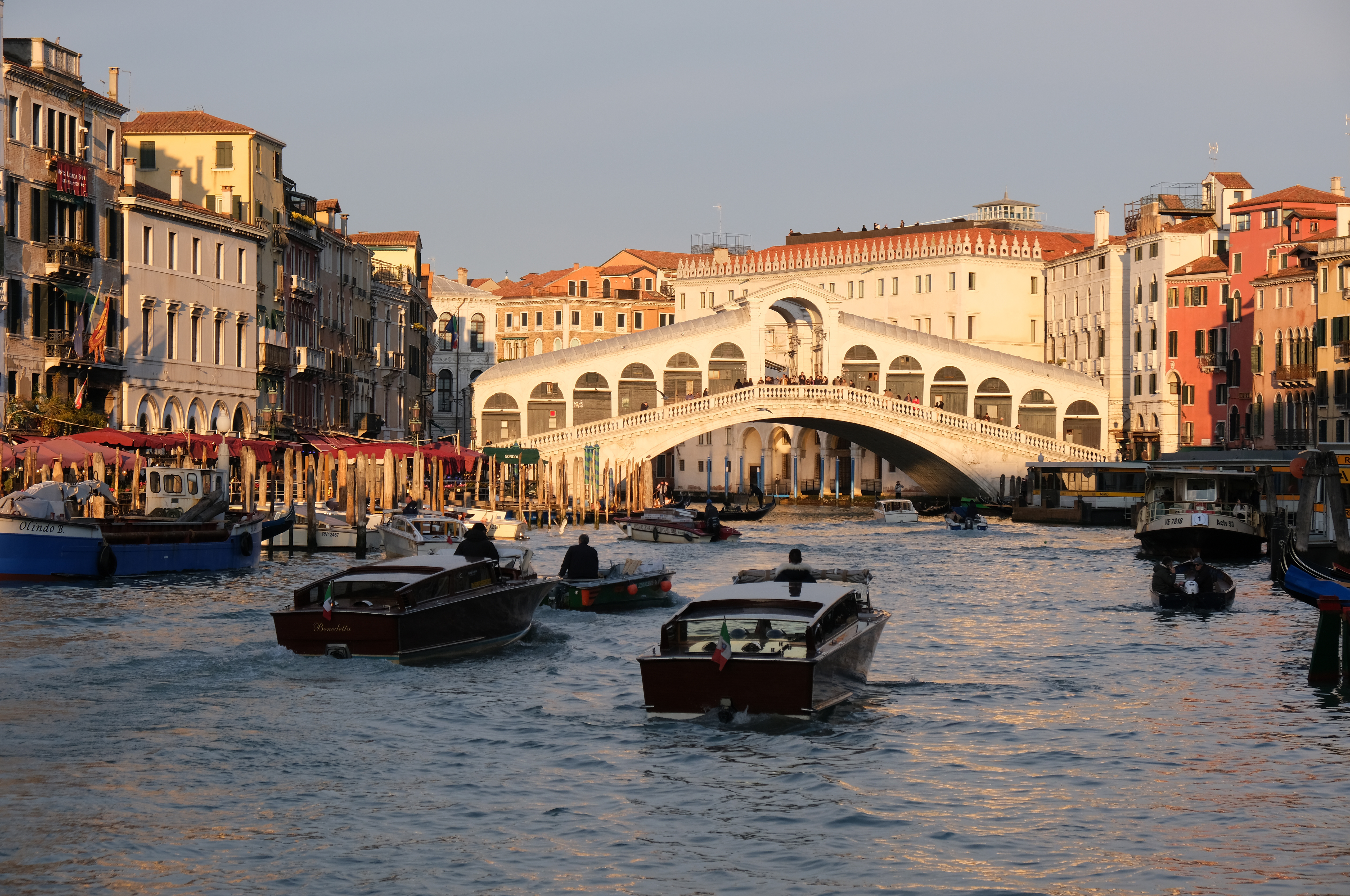
Le pont du Rialto à Venise au-dessus du Grand Canal (XVIe siècle).
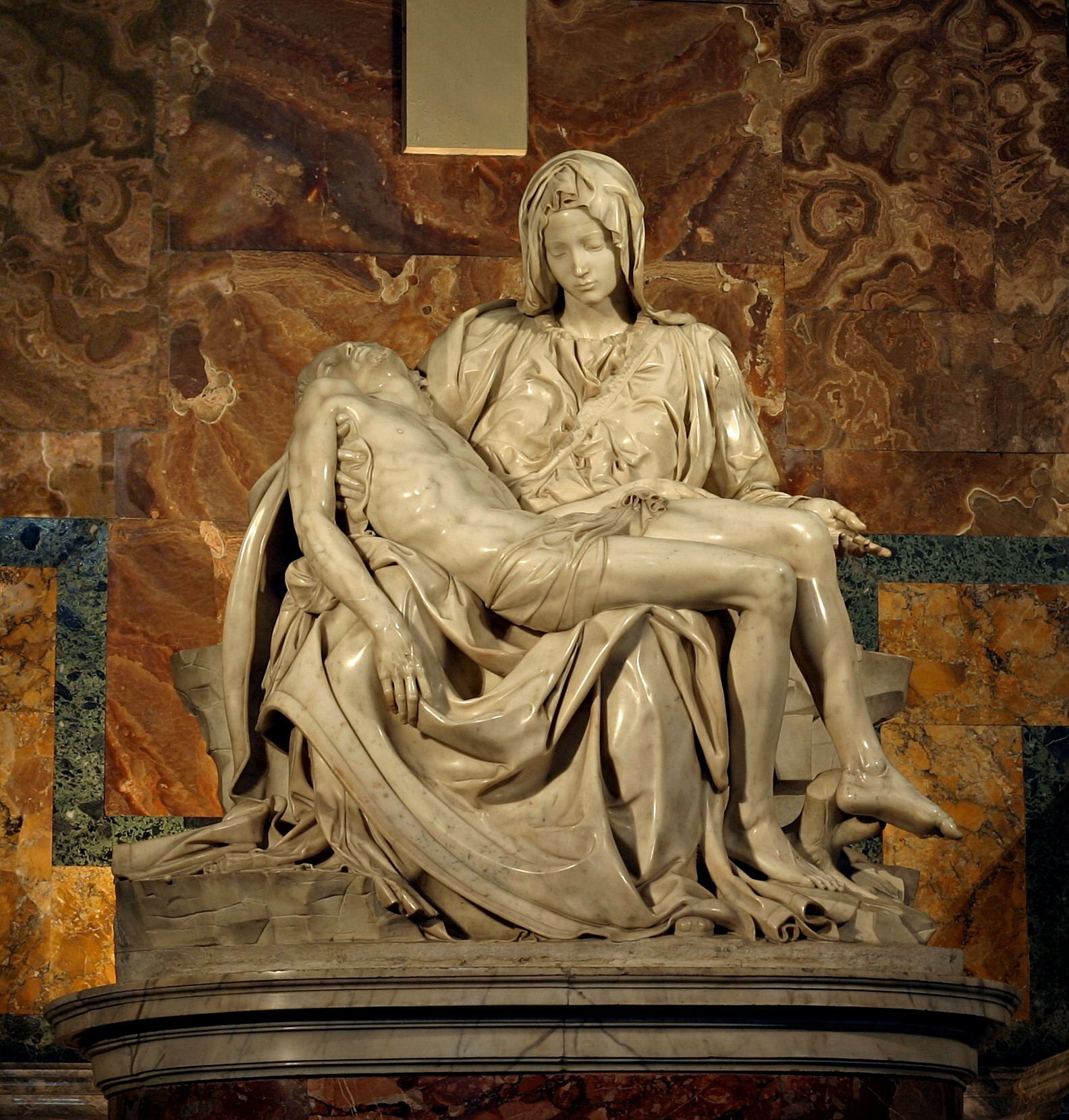
La Pietà de Michel-Ange (XVe siècle).
Portrait de Mona Lisa (la Joconde) de Léonard de Vinci, (XVIe siècle).
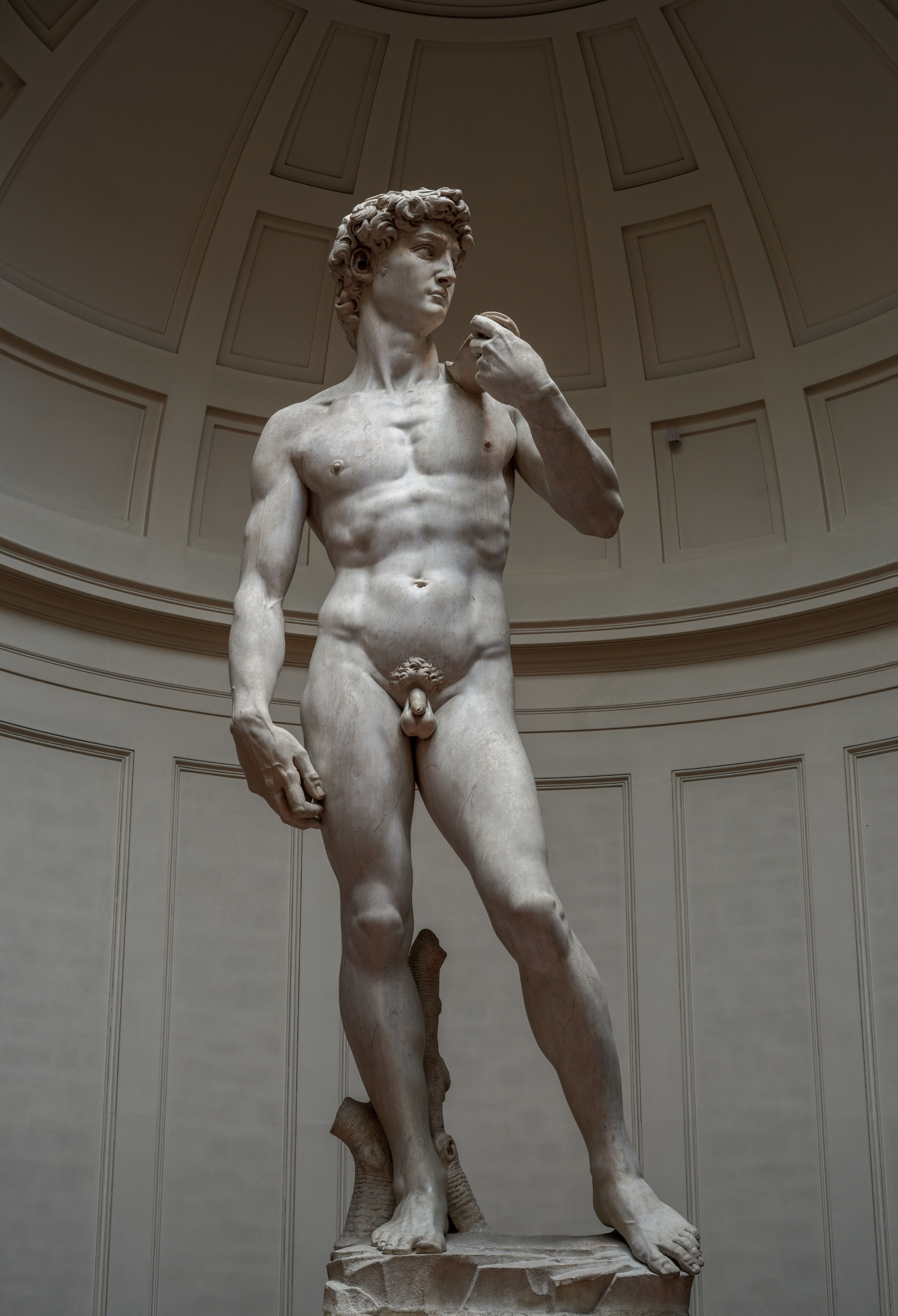
Le David de Michel-Ange (XVIe siècle).
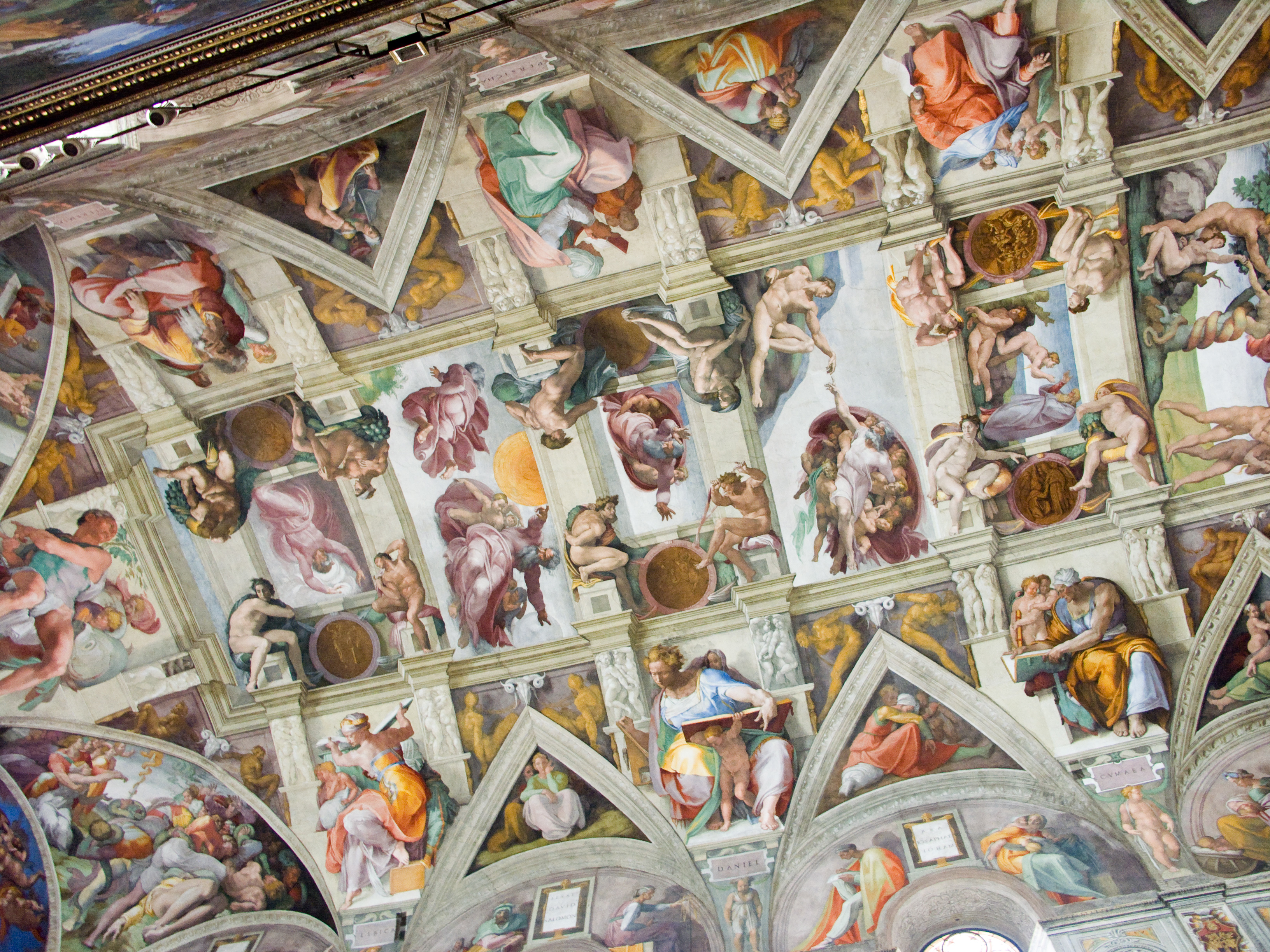
La voûte de la chapelle Sixtine par Michel-Ange, (XVIe siècle).
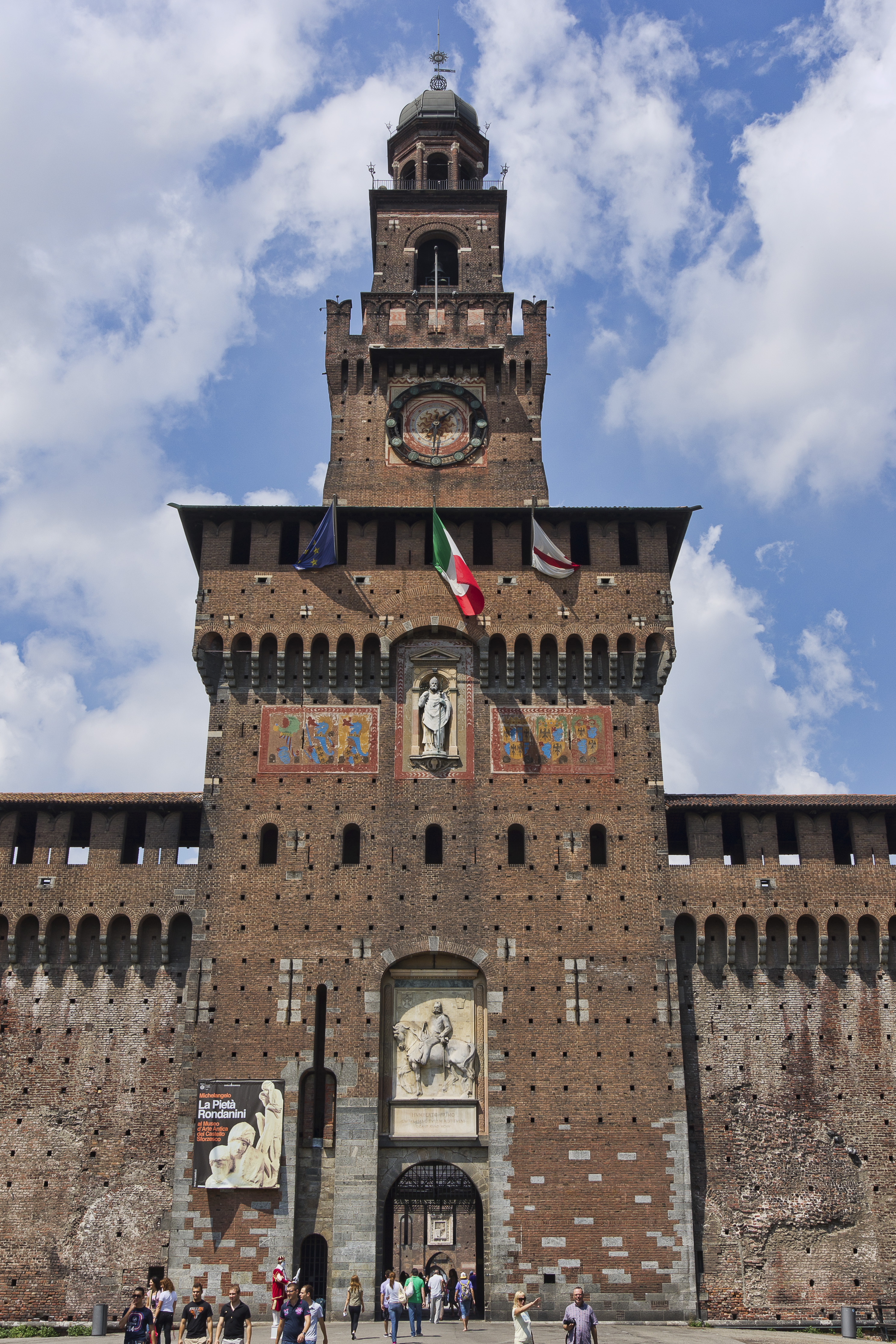
La tour du Filarète du château des Sforza à Milan (XVe siècle).

La Renaissance italienne culmine au XVe siècle à partir d'anciennes racines culturelles, restées vives en Toscane (Italie centrale), en particulier à Florence et Sienne, mais aussi à Venise. Elle se diffuse à Rome, où refleurit une architecture à la mode antique.
La péninsule se distingue par les œuvres littéraires de Pétrarque, Castiglione et Machiavel, les travaux d'artistes comme Michel-Ange et Léonard de Vinci et les grands travaux architecturaux, comme le Dôme de Florence et la basilique Saint-Pierre à Rome. La Renaissance italienne est aussi marquée par l'installation en France de financiers et d'artistes. Il en est ainsi des banques italiennes de Florence et Lucques, implantées à Lyon, comme la banque Gadagne et les Capponi, qui fusionnent et prêtent aux souverains espagnols et français qui se combattent. Le banquier Albisse Del Bene, issu d'une famille d'exilés florentins, est munitionnaire des armées et contrôle la levée des impôts dans toutes les régions de France.

### Vers l'unification

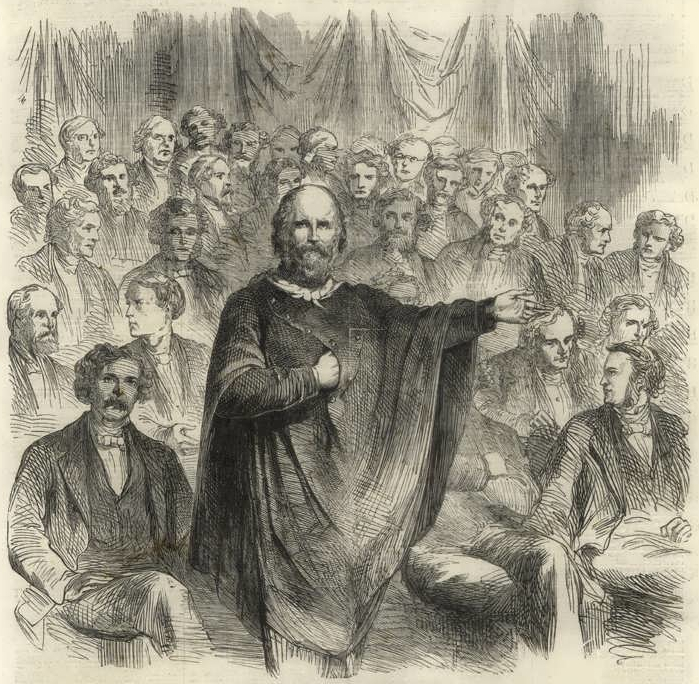
Garibaldi prononçant un discours devant le parlement.

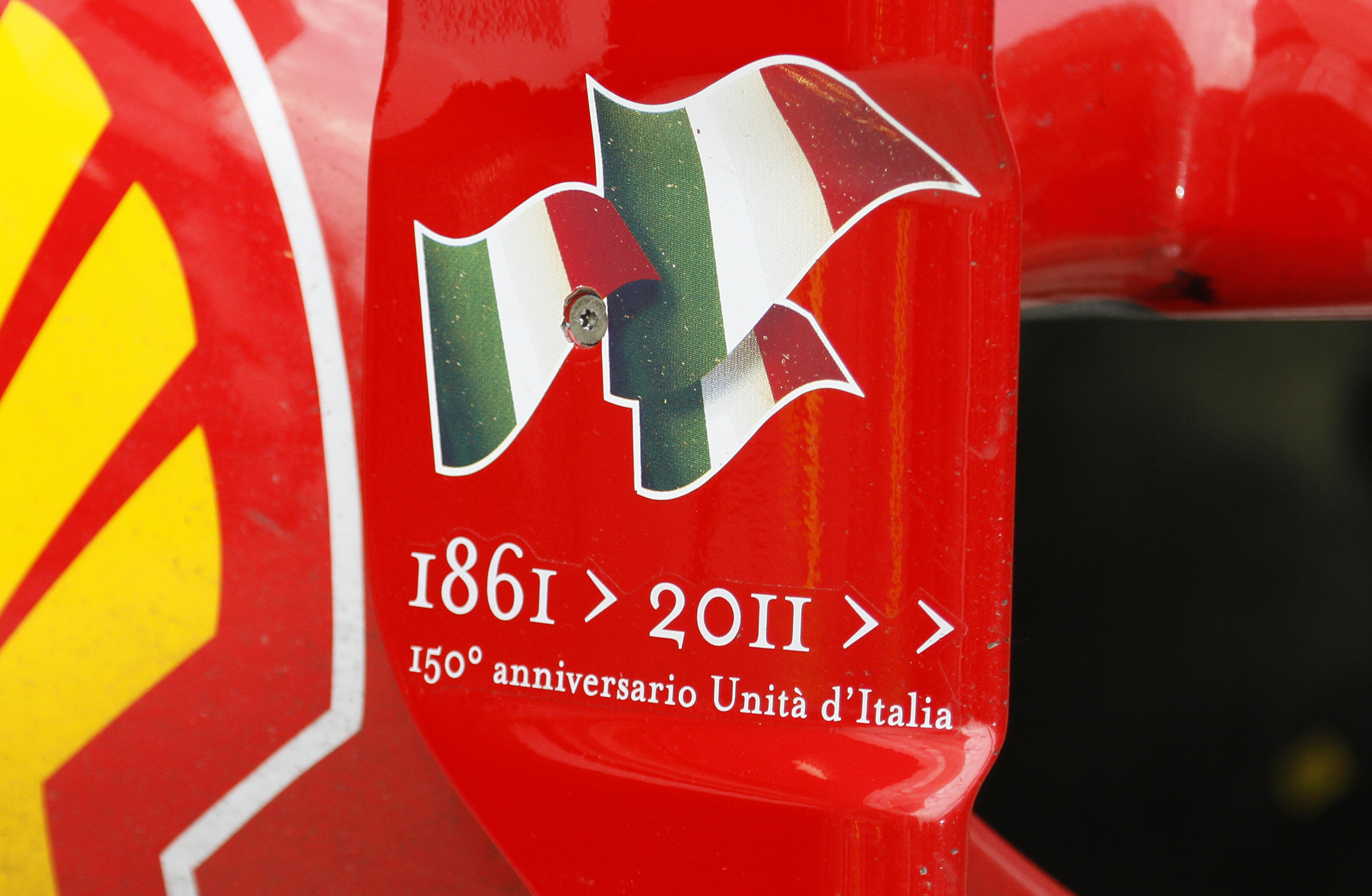
.

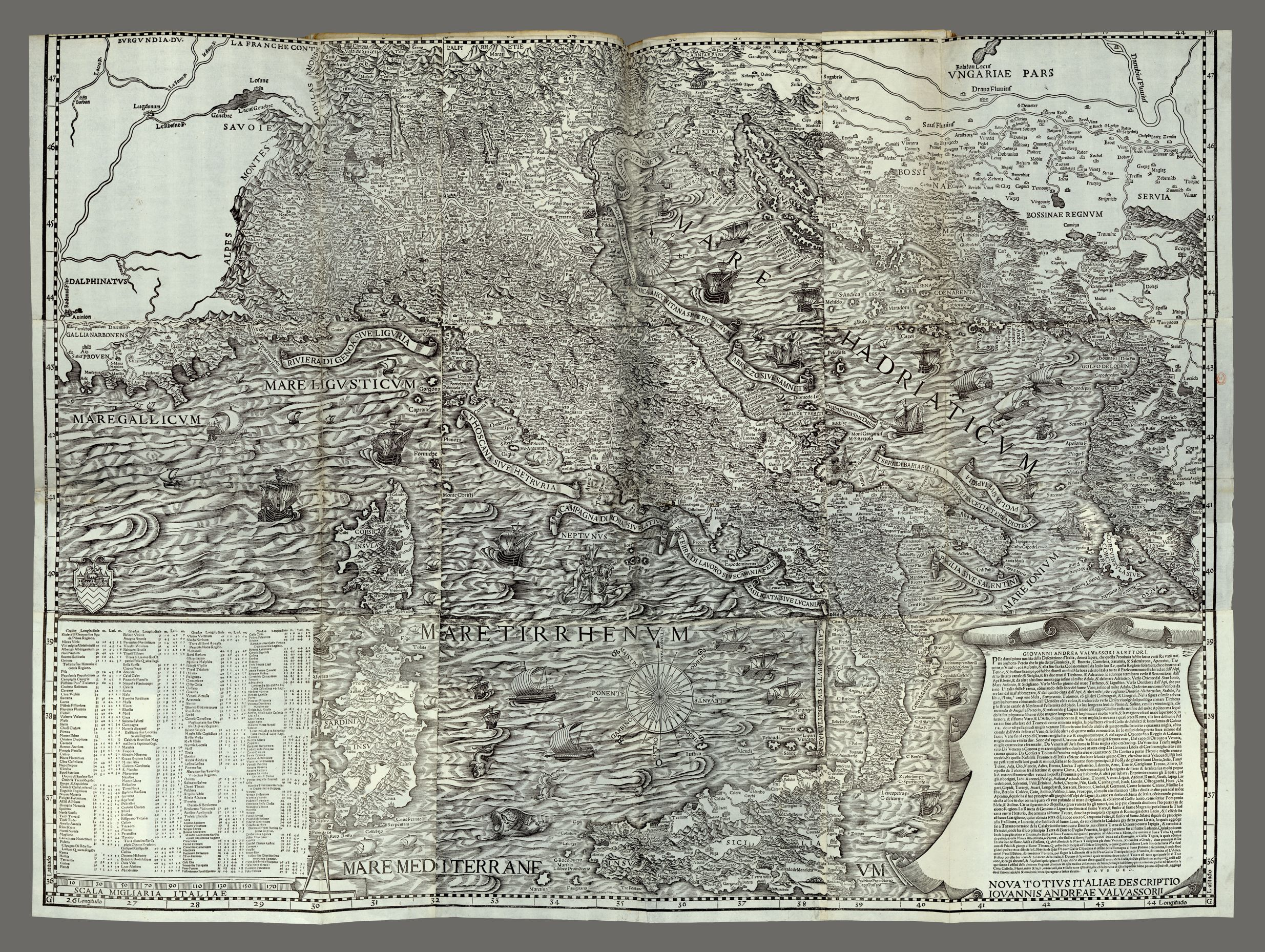
Carte ancienne de l'Italie au XVIe siècle (Bibliothèque interuniversitaire de la Sorbonne, NuBIS).

Du XIVe au XVIe siècle, c'est la Renaissance en Italie avec des artistes tels que Michel-Ange ou Raphaël, et des scientifiques comme Galilée qui font littéralement « renaître » l'art et la science, d'abord dans la péninsule puis dans l'Europe tout entière. À l'époque de Léonard de Vinci, l'Italie reste très morcelée sur le plan politique. Elle est constituée d'une mosaïque de principautés (duchés, cités-États…). Les princes italiens organisent chacun leur propre cour et se livrent souvent à des guerres sanglantes avec de multiples interventions extérieures, notamment de la France et de l'Espagne (guerres d'Italie). Les guerres incessantes du XVIe siècle dues aux ingérences des grands états européens ainsi que la montée en puissance de l'Autriche et des principautés allemandes expliquent en partie le déclin des principautés italiennes du XVIIe au XIXe siècle.
La Révolution française et les guerres d'Italie qui s'ensuivent font naître au sein de l'intelligentsia italienne l'espoir d'une Italie unifiée, espoir vite effacé après que la péninsule se trouve de nouveau découpée en différents états.
Après les campagnes napoléoniennes, la maison de Savoie, qui voit une occasion d'agrandir le royaume de Sardaigne, utilise les poussées nationalistes et s'engage dans trois guerres d'indépendance contre l'Empire Austro-Hongrois, la deuxième se faisant avec l'appui extérieur de la France. En 1859, la France du Second Empire et le royaume de Sardaigne concluent une alliance dans le but de rejeter l'Autriche hors de l'Italie du nord, la France devant recevoir la Savoie et le comté de Nice en récompense pour son aide. Toutefois, après l'occupation de la Lombardie, Napoléon III signe l'armistice de Villafranca qui met fin à la campagne d'Italie, laissant ainsi la Vénétie autrichienne. N'ayant pas rempli ses obligations, le chef de gouvernement de Sardaigne Camillo Cavour refuse de céder la Savoie et Nice à la France. Toutefois, la défaite de l'Autriche affaiblit les petits États de la péninsule, où des gouvernements libéraux se forment et demandent l'annexion au royaume de Sardaigne. Cavour arrache l'accord de la France mais doit lui sacrifier la Savoie et Nice. La cession de Nice soulève de vives protestations, en particulier de Giuseppe Garibaldi, né dans la ville.

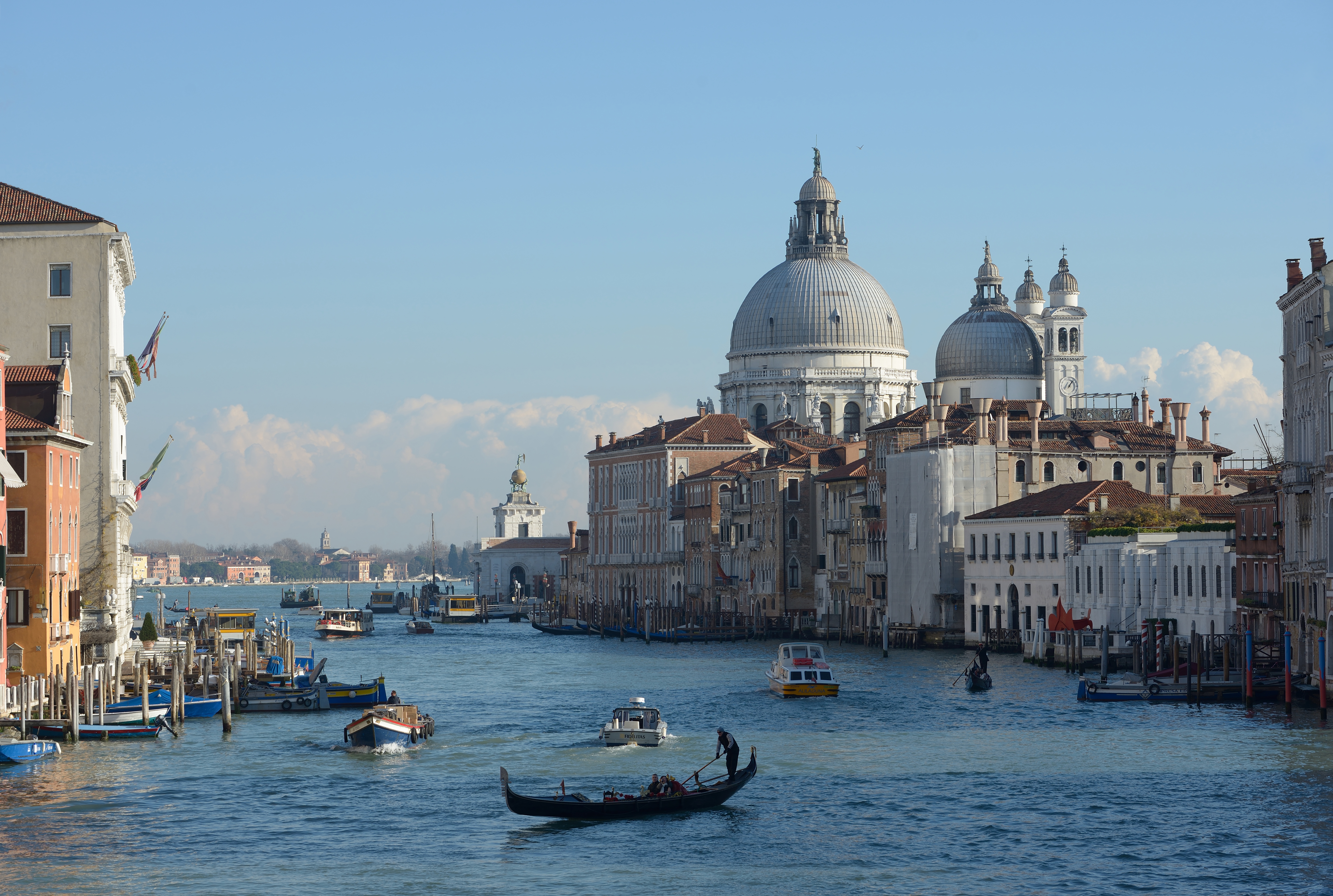
Venise.

Le 24 mars 1860, Napoléon III et Victor-Emmanuel II signent le traité de Turin, qui prévoit l'annexion de la Savoie et de Nice à la France. À la suite de l'expédition des Mille au sud et la descente subséquente des Piémontais du nord, le royaume de Sardaigne réussit à unifier une grande partie de la péninsule (à l'exclusion de Rome et de Venise) et à provoquer la proclamation du royaume d'Italie le 17 mars 1861, ayant comme capitale Turin, puis Florence à partir de 1865.
En 1866, Venise est annexée au royaume d'Italie, suivie par Rome, en 1870. Ceci provoque le début d'une fracture entre l'État italien et l'Église qui durera jusqu'aux accords du Latran, en 1929. La forme de gouvernement proclamée est celle d'une monarchie constitutionnelle, avec un parlement élu au suffrage restreint. Rome devient officiellement capitale de l'Italie en 1871.
En même temps, dans le nord de la péninsule, se développe une puissante industrialisation, facilitée par les capitaux d'une agriculture modernisée dans la plaine du Pô, les ressources hydroélectriques des Alpes dans le dernier quart du siècle et la délocalisation des industries du sud, notamment textiles, vers le nord. Cette industrialisation se concentre essentiellement sur le « Triangle d'Or »: Turin, Milan et Gênes. Le Sud reste dominé par la production agricole mais aussi par des structures agraires quasi féodales : c'est le système des latifundia, grandes exploitations aux propriétaires absentéistes et routiniers, aux ouvriers agricoles sous-payés et des microfundia, minuscules propriétés destinées principalement à l'auto-consommation. Cette situation économique conduit au développement du brigandage, mouvement insurrectionnel politique et social de l'Italie méridionale, violemment réprimé et donnera naissance au début de l'immigration méridionale.

### De la Première à la Seconde Guerre mondiale
Bien qu'ayant adhéré à la Triple-Alliance en 1882, l'Italie reste neutre au début de la Première Guerre mondiale, puis décide de s'allier à la Triple-Entente. Le 24 mai 1915, l'Italie déclare la guerre à l'Autriche-Hongrie. La guerre s'avère plus difficile que prévu : les armées autrichiennes et italiennes ne parviennent pas à prévaloir l'une sur l'autre. En 1917, après la défaite russe, les Allemands concentrent sept divisions sur le front italien pour aider leurs alliés autrichiens. Dans la bataille qui suit, à Caporetto, les Italiens subissent une très grave défaite et reculent de plus de 100 km sur la ligne du Piave. En juin 1918, s'engage la bataille du Piave au cours de laquelle, les Autrichiens essayent sans succès de briser la ligne nord du front italien. Le 24 octobre 1918, l'armée italienne lance une offensive victorieuse à Vittorio Veneto et contraint l'Autriche-Hongrie à demander un armistice. Le 4 novembre 1918 est signé l'armistice de Villa Giusti. Par le traité de Versailles, les frontières italiennes furent rectifiées en sa faveur. Toutefois l'Italie n'obtint pas tous les territoires qu'elle revendiquait, notamment sur la question de l'irrédentisme, qui fut ressentie comme une « victoire mutilée », ce qui va favoriser l'agitation nationaliste et l'ascension de Mussolini. En 1912, l’Italie s’empare de la Libye qui était sous domination ottomane depuis plusieurs siècles. La résistance libyenne soutenu par les chefs militaires comme Mustafa Kemal et Enver Bey s’avère efficace mais, les Italiens prennent l’avantage sur l’Empire qui combat aussi dans les Balkans contre la Ligue balkanique.

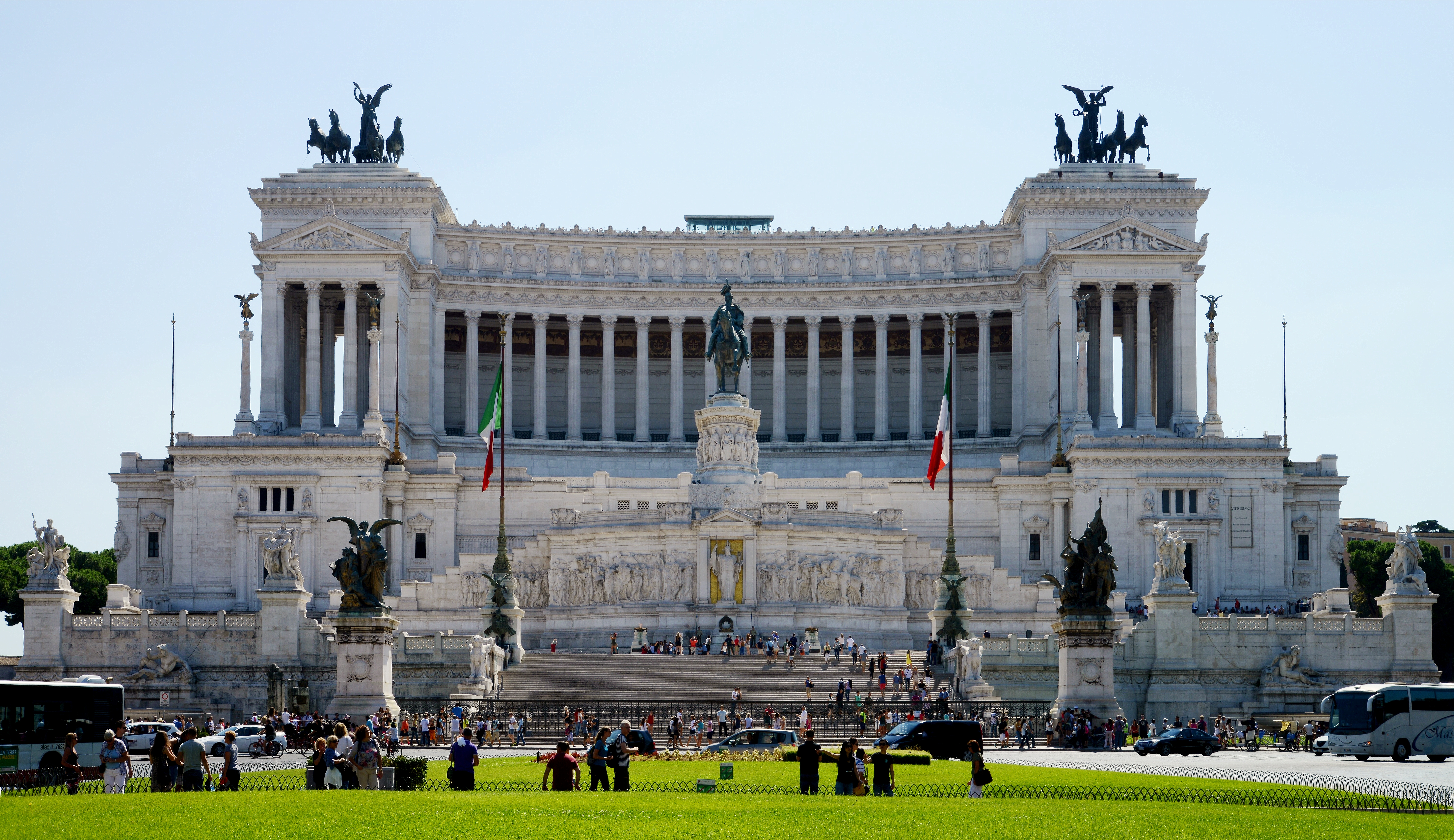
Le Vittoriano.

Benito Mussolini était dans le Pacte d'acier en 1939 avec l'Allemagne, l'Italie avait estimé ne pas pouvoir participer à une guerre de vaste ampleur avant l'année 1943, à cause de l'usure et de la vétusté de son armement. Les victoires éclair des Allemands poussent Mussolini à entrer en guerre dès 1940, pensant que l'issue du conflit est alors proche.
Contrairement à la Première Guerre mondiale où elle combattait sur un seul front, l'armée italienne est forcée de s'engager sur quatre fronts différents : en Afrique du Nord, en Afrique orientale, dans les Balkans et en URSS. Les Italiens subissent plusieurs graves défaites et sont de plus en plus dépendants de leurs alliés allemands. Après la défaite de El Alamein et le débarquement anglo-américain au Maghreb en novembre 1942, Italiens et Allemands abandonnent l'Afrique en mai 1943. De plus, les armées de l'Axe ayant subi une grave défaite à Stalingrad en janvier 1943, l'armée italienne en URSS se désagrège dans une déroute catastrophique.
Le 10 juillet 1943, les Alliés débarquent en Sicile puis pénètrent dans le sud de l'Italie ; Mussolini est renversé puis emprisonné, sur ordre du roi. Le dictateur est délivré par un commando allemand le 12 septembre 1943. Alors que les Allemands se transforment d'alliés en occupants, le Duce installe, sous l'ordre d'Adolf Hitler, une République sociale italienne (appelée aussi République de Salò) dans le nord du pays, qui est en réalité un État fantoche fasciste entièrement dépendant des forces allemandes. Le maréchal Pietro Badoglio signe la capitulation le 8 septembre 1943, et l'Italie du Sud poursuit la guerre aux côtés des Alliés, en même temps que s'engage une guerre civile en Italie du nord (fasciste) de Mussolini soutenue par les Allemands. L'Italie devient alors un vaste champ de bataille où s'affrontent plusieurs armées étrangères. Le 28 avril 1945, tentant de fuir vers la Suisse, Mussolini est exécuté (puis pendu) par des partisans communistes.

### Époque contemporaine
(novembre 2024).
Le 2 juin 1946, un référendum met fin à la monarchie : la République italienne est proclamée et la famille royale est exilée.

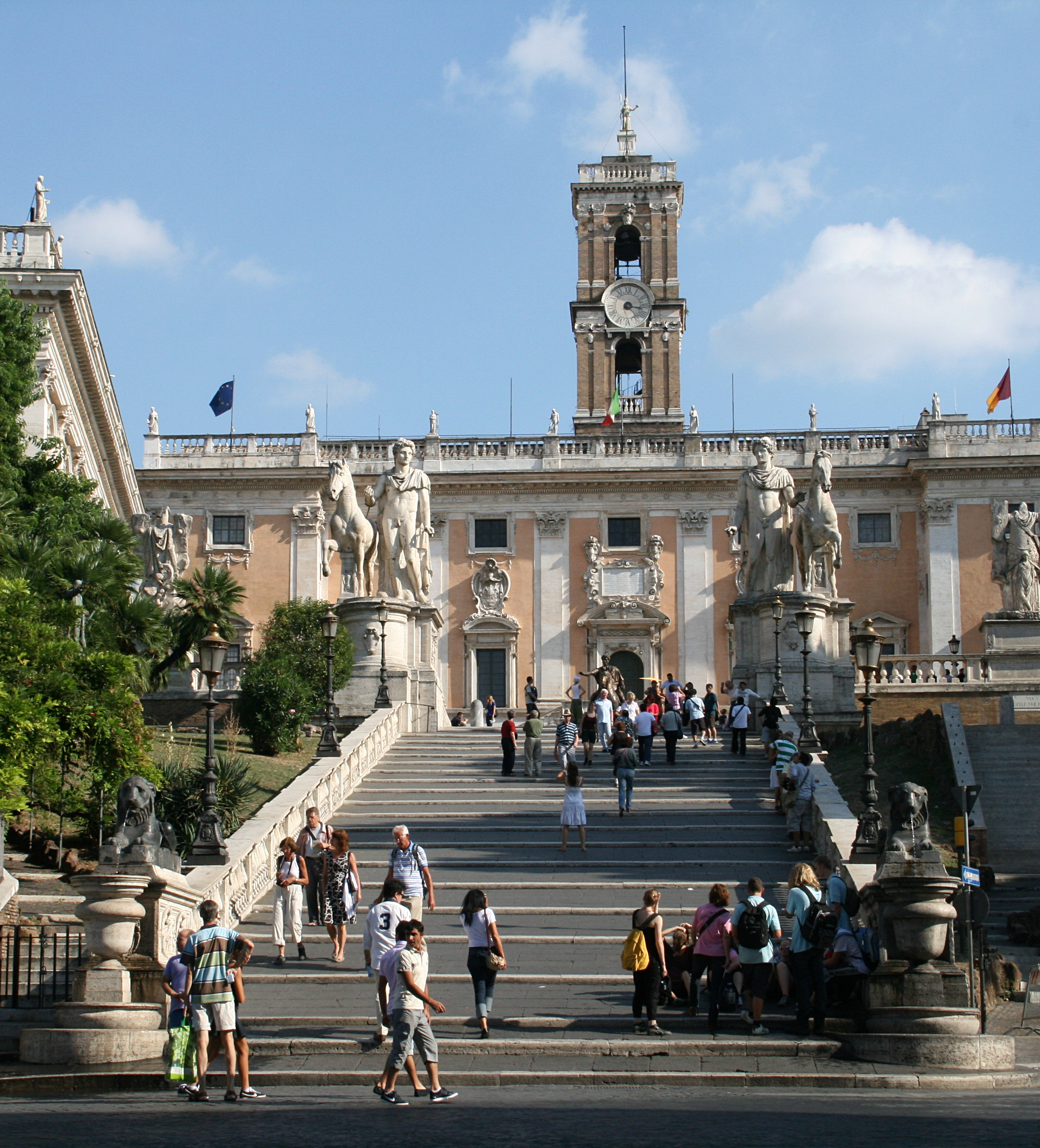
Le Palais sénatorial à Rome.

L'Italie s'installe alors dans un régime parlementaire, dominé par la Démocratie chrétienne et des partis laïques antifascistes, qui favorise, malgré de fréquentes crises ministérielles, à la fois la reconnaissance internationale, l'intégration européenne et un développement économique sans précédent.
Le secteur du tourisme est dopé par la mode des villages de vacances contribuant à la découverte des paysages et du potentiel touristique de l'Italie du sud auprès de la clientèle internationale. Vedette de la bourse italienne milanaise, Fiat est le symbole du miracle italien, dont la période va des élections d'avril 1948 aux Jeux olympiques de Rome en 1960 : 700 000 automobiles en 1955, 10 millions cinq ans après. Le fabricant de scooters Vespa n'est pas en reste. Entre 1945 et 1965, il s'en vendra 3,5 millions.
Un Parti communiste italien de plus en plus fort, et relativement modéré, empêche toute alternance électorale jusqu'en 1976, moment du « compromis historique » mais aussi des années de plomb, marquées par le terrorisme d'extrême gauche et d'extrême droite. Peu à peu, la démocratie chrétienne, tout en restant incontournable, laisse une partie du pouvoir à des partis moins importants comme le Parti républicain italien ou le Parti socialiste italien. Des réformes sociales majeures sont adoptées après référendum (le divorce, l'avortement) ou après le vote de lois, ainsi qu'une transformation du Système de retraite en Italie, afin de développer des formules de retraite par capitalisation.

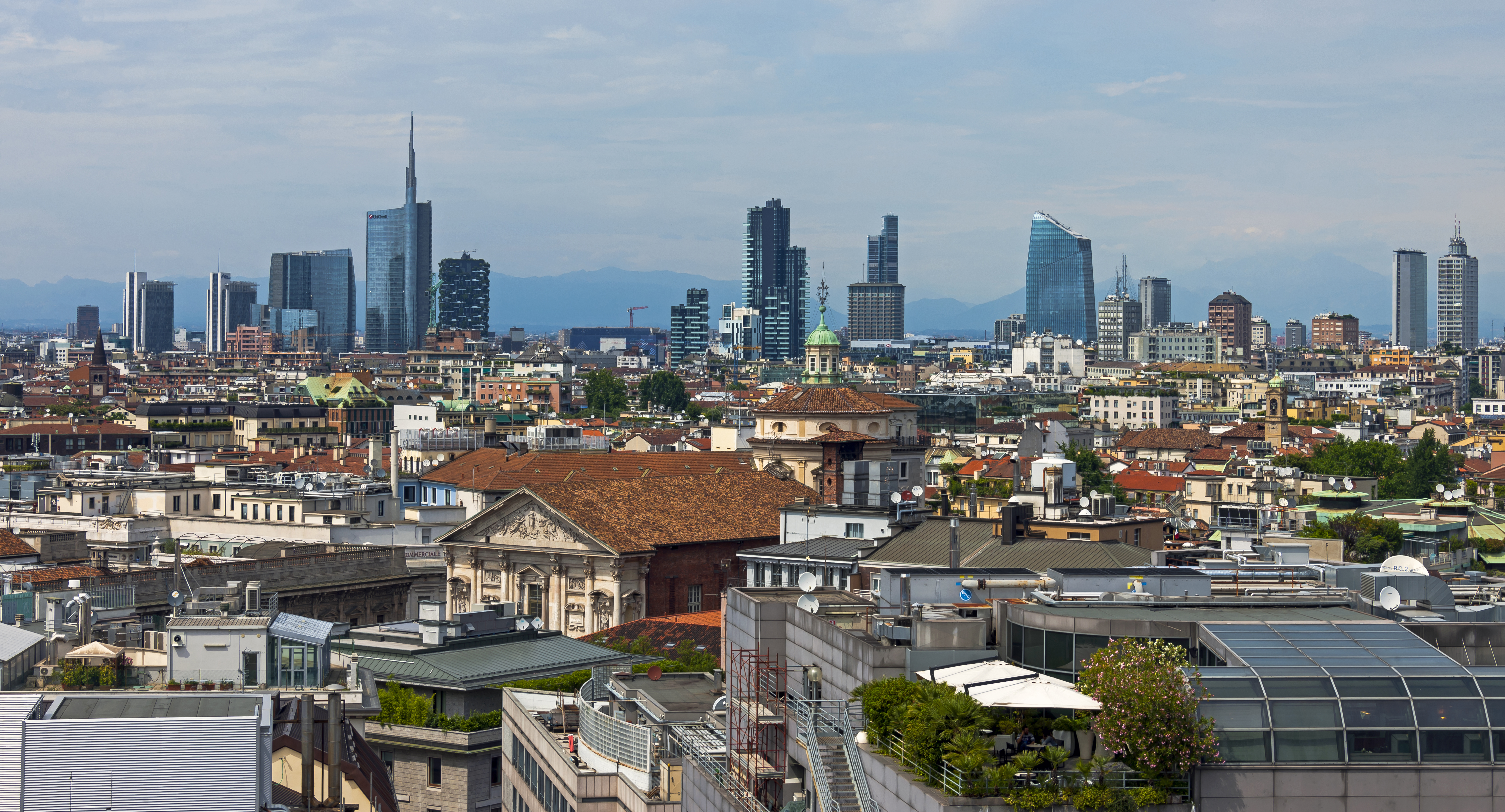
Les gratte-ciel de Milan.

Un climat affairiste corrompu s'installe, ce qui provoque l'opération judiciaire dite Mani pulite (Mains propres). Il s'ensuit une réorganisation politique massive qui voit l'explosion des trois grandes forces politiques (la Démocratie chrétienne, le Parti communiste et le Parti socialiste) en une myriade de partis, changements accentués par le référendum de 1993 et l'adoption en 1994 d'une loi électorale posant les bases d'un système électoral mixte. Ces changements provoquent la descente politique de Silvio Berlusconi dont les affaires avaient bénéficié du gouvernement du socialiste Bettino Craxi. S'il est rapidement lâché par ses alliés (comme la Ligue du Nord), il n'en revient pas moins au pouvoir en 2001 avec une victoire électorale écrasante, après un intermède, dominé par le centre gauche, incapable de faire aboutir une réforme constitutionnelle majeure. Ce gouvernement Berlusconi II est jusqu'à présent le plus long de toute l'histoire républicaine.
En 2006, la gauche, menée par Romano Prodi, revient au pouvoir à la suite d'une courte victoire aux élections législatives. En août 2006, Ehud Olmert demande à Romano Prodi que l'Italie prenne la direction de la Finul renforcée après le conflit israélo-libanais, ce qui fut le cas en février 2007.
Le quatrième gouvernement dirigé par Silvio Berlusconi, qui entamait son troisième mandat, a été nommé le 8 mai 2008 et était composé d'une alliance entre le parti Peuple de la liberté et le parti de la Ligue du Nord (Lega Nord, droite voire extrême droite fédéraliste, régionaliste, populiste, eurosceptique).
À la suite de la démission de Silvio Berlusconi, en novembre 2011, un gouvernement dit technique est dirigé par l'économiste Mario Monti qui démissionne le 21 décembre 2012 mais reste en fonction jusqu'au 28 avril 2013 et annonce sa montée en politique à travers la coalition électorale Avec Monti pour l'Italie puis le parti centriste et libéral Choix civique pour l'Italie (Scelta Civica per l'Italia).
Dans les années 2010, le paysage politique a beaucoup changé : le centre gauche a convergé en un seul parti, le Parti démocrate (Partito Democratico), et le centre droit a fait, provisoirement de même avec la création du Peuple de la liberté (Popolo della Libertà), le parti créé par Silvio Berlusconi et Gianfranco Fini. Cela a pour conséquence d'enrayer l'instabilité chronique de la vie politique italienne, même si le PDL subit le départ de Futur et liberté pour l'Italie, doit abandonner la direction du gouvernement à la suite de la crise de la dette dans la zone euro en 2011 et finit par éclater en 2013. D'un autre côté, une formation populiste, anti-corruption et partisane d'une démocratie directe par opposition aux formes de démocraties représentatives, le Mouvement 5 étoiles (Movimento 5 Stelle) de l'ancien humoriste et polémiste Beppe Grillo, a joué du rejet croissant des partis traditionnels au sein d'une partie de l'opinion publique pour devenir l'une des principales forces électorales du pays.
Les élections générales des 24 et 25 février 2013 aboutissent à des résultats incertains. La coalition de gauche Italie. Bien commun (Italia. Bene Comune) formée autour du Parti démocrate et comprenant la Gauche, écologie et liberté (Sinistra Ecologia Libertà, gauche écosocialiste et eurocommuniste), le Parti socialiste italien (Partito socialista italiano, gauche sociale-démocrate et socialiste démocratique) et le Centre démocrate (Centro democratico, centre chrétien social) arrive en tête en nombre de voix et sécurise la majorité absolue à la Chambre des députés, mais ne peut obtenir le contrôle du Sénat où elle fait presque jeu égal avec la coalition de centre droit de Silvio Berlusconi. Le Mouvement 5 étoiles fait une percée avec un quart des suffrages exprimés, talonnant les deux formations politiques traditionnelles et les forçant à s'entendre pour stabiliser une majorité à la chambre haute. Enfin, dernière coalition à obtenir des sièges, Avec Monti pour l'Italie réunissant Choix civique pour l'Italie, Futur et liberté pour l'Italie (Futuro e libertà per l'Italia, centre droit libéral-conservatisme et europhile) et l'Union de centre (Unione di Centro, centre démocrate chrétien).
À la suite de ce scrutin, une Grande coalition (Grande coalizione) est formée entre le Parti démocrate (centre gauche), qui prend la tête du gouvernement, Le Peuple de la liberté (centre droit), le Choix civique pour l'Italie (centre) et l'Union de centre (centre), ainsi qu'avec l'appui extérieur du Parti socialiste italien, du Centre démocrate et de plusieurs formations régionalistes, autonomistes ou à la représentation spécifique (Parti populaire sud-tyrolien, Parti autonomiste tridentin et tyrolien, l'Union pour le Trentin, l'Union sud-américaine des émigrés italiens, le Mouvement associatif des Italiens à l'étranger et l'Union valdôtaine). Puis, Le Peuple de la liberté se scinde en deux en novembre 2013 : une majorité des parlementaires suivent Silvio Berlusconi dans l'opposition et reforment Forza Italia, tandis qu'une forte minorité emmenée par le ministre de l'Intérieur Angelino Alfano reste au sein de la Grande coalition et fondent le Nouveau Centre droit (Nuovo Centrodestra). Enfin, en décembre 2013, le centre démocrate chrétien se réunit au sein des groupes communs Pour l'Italie (Per l'Italia) dans les deux chambres du Parlement, toujours membres de la majorité gouvernementale et coalisant l'aile démocrate chrétienne du Choix civique pour l'Italie qui crée en février 2014 le parti Populaires pour l'Italie (Popolari per l'Italia) et l'Union de centre.
Le gouvernement, formé le 12 décembre 2016, est présidé par Paolo Gentiloni. La Chambre des députés est présidée par Laura Boldrini, députée de la Gauche, écologie et liberté élue le 16 mars 2013 juste après les élections de 2013 alors que la coalition Italie. Bien commun, et alors que son parti est entré immédiatement dans l'opposition au gouvernement de grande coalition qui s'est formé ensuite. Au Sénat, c'est l'ancien juge antimafia et membre du Parti démocrate Pietro Grasso qui préside depuis le 16 mars 2013.
Le 24 mars 2018, après divers blocages, le parlement italien parvient à élire les nouveaux présidents des deux chambres. La présidence Chambre des députés revient à Roberto Fico, membre du Mouvement 5 étoiles, et celle du Sénat à Elisabetta Alberti Casellati, proche de Silvio Berlusconi. Cet accord permet de convoquer l'ensemble des mouvements politiques afin de former le nouvel exécutif. Transparency International (TNI) place en 2018 l'Italie au 53e rang sur 180 pays pris en compte dans son classement selon d'indice de perception de corruption. En janvier 2021 en pleine Pandémie de Covid-19 et en crise économique, Giuseppe Conte démissionne de son poste de Président du Conseil des ministres d'Italie dans l'espoir de retrouver une nouvelle majorité depuis la défection d'un parti pivot L'Italia Viva, le parti de son prédécesseur Matteo Renzi après des semaines de critiques sur la gestion de la crise sanitaire et les plans de dépenses économiques de Giuseppe Conte. Le 2 février suivant, il est annoncé que les négociations ouvertes pour la formation d'un nouveau gouvernement dirigé par Conte ont échoué en raison de tensions provoquées par la mésentente entre le chef d'Italia Viva, Matteo Renzi, et les responsables du Mouvement 5 étoiles et du Parti démocrate. C'est Mario Draghi qui est chargé par le président Mattarella de former un gouvernement, ce qu'il réussit quelques jours plus tard.
À partir de février 2020, l’Italie est l’un des pays les plus touchés par la pandémie de Covid-19. L'Italie du Nord est mise en quarantaine, qui s'étend à la totalité du pays par la suite.
À la suite des Élections parlementaires italiennes de 2022 largement remportées par la coalition de centre-droit, et en particulier le parti d'extrême-droite Frères d'Italie, Giorgia Meloni devient première ministre.

## Politique et administration

### Organisation constitutionnelle
Avant l'unification de l'Italie, la péninsule était divisée en plusieurs États indépendants, chacun ayant sa propre structure constitutionnelle. Parmi les principaux États, on trouvait le royaume de Sardaigne, les États pontificaux, le royaume des Deux-Siciles, le grand-duché de Toscane, le duché de Parme, et le duché de Modène.
Le royaume de Sardaigne, dirigé par la maison de Savoie, adopta le Statut albertin en 1848, établissant une monarchie constitutionnelle avec une certaine liberté de presse et de religion. Les États pontificaux, gouvernés par le Pape, étaient une théocratie où le pouvoir temporel et spirituel était centralisé dans les mains du Pape. Le royaume des Deux-Siciles, couvrant le sud de l'Italie et la Sicile, était une monarchie absolue jusqu'en 1848, quand une brève période constitutionnelle fut instaurée, avant de retourner à l'absolutisme. Le grand-duché de Toscane et les duché de Parme et de Modène étaient également des monarchies, souvent influencées par les grandes puissances européennes, notamment l'Autriche.
Ces États avaient des niveaux variés de réformes et de libertés civiles, avec des constitutions allant de la monarchie absolue aux chartes constitutionnelles limitées. L'absence d'unité et les différences entre ces systèmes ont été des facteurs déterminants pour les mouvements nationalistes et révolutionnaires du Risorgimento, qui ont finalement conduit à l'unification de l'Italie sous la couronne de Victor-Emmanuel II de Savoie en 1861.
Sous le royaume d'Italie, le Statut albertin faisait office de constitution flexible. Adopté en 1848 par Charles-Albert de Sardaigne, cette charte constitutionnelle, initialement destinée au royaume de Sardaigne, est devenue la loi fondamentale du royaume d'Italie unifié en 1861. Contrairement aux constitutions rigides, le Statut pouvait être amendé par des procédures législatives ordinaires, ce qui permettait une certaine adaptabilité au fil du temps. Le Statut albertin est resté en vigueur jusqu'en 1948, date à laquelle il a été remplacé par l'actuelle Constitution, marquant une transition vers une forme de gouvernement républicaine et un cadre démocratique moderne.
En effet, l'ordre juridique italien contemporain trouve sa source dans la Constitution, promulguée en 1947 et entrée en vigueur en 1948. En vertu de son Article 1er, l'Italie est une république démocratique fondée sur le travail, la souveraineté étant exercée par le peuple dans les formes et les limites ainsi prévues.
La Constitution consacre les droits et libertés fondamentaux reconnus en droit interne, la suprématie de l'État de droit ainsi que la séparation des pouvoirs entre l'exécutif, le législatif et le judiciaire (respectivement confiés au Gouvernement, au Parlement et à la magistrature).

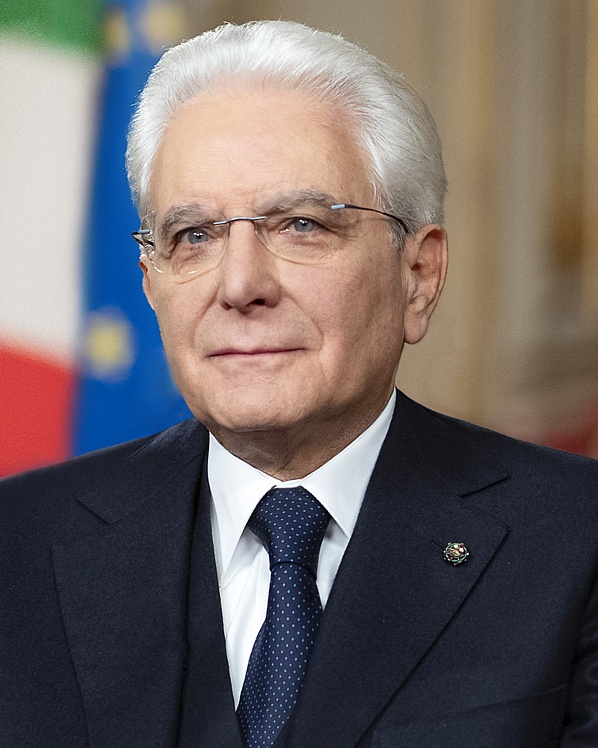
Sergio Mattarella, Président de la République italienne depuis le 3 février 2015 en Italie.

Le Président de la République italienne (it. Presidente della Repubblica Italiana) est le chef de l'État, élu pour un mandat de sept ans par les députés et les sénateurs ainsi que des représentants de régions réunis en session commune. Le Président de la République a un rôle super partes, étant le garant de la Constitution. Bien que ses prérogatives politiques soient considérées comme étant symboliques, il dispose d'une certaine influence sur la vie institutionnelle et politique de l'État. Il donne le mandat au Président du Conseil des ministres de former un gouvernement et nomme, sur proposition de ce dernier, les Ministres du Gouvernement ; il dispose, également, du droit de dissoudre le Parlement sous sa propre responsabilité constitutionnelle et politique. S'il ne peut pas assurer l'exercice de ses fonctions, il revient au président du Sénat de le suppléer par interim, c'est-à-dire jusqu'à ce qu'un successeur soit élu. Depuis le 3 février 2015, Sergio Mattarella, anciennement dans les rangs du Parti démocrate, est le Président de la République.
La Cour constitutionnelle de la République italienne est une institution d'importance constitutionnelle et indépendante, car elle ne tombe en aucun des trois pouvois de l'État. Elle est le juge constitutionnel italien, chargé d'interpréter et d'appliquer les sources constitutionnelles, à l'exclusion du droit européen, soit au principal sur saisine d'une institution constitutionnelle soit à titre d'incident au moyen d'un renvoi effectué par un magistrat ordinaire ou spécial. La Cour constitutionnelle peut ainsi imposer son interprétation sur l'application d'une source législative ou acte ayant force de loi, voire modifier le même acte pour autant que la conformité aux sources constitutionnelles le requiert.
Parmi ses autres attributions, la Cour constitutionnelle résout les conflits d'attribution entre les pouvoirs de l'État, voire entre l'État et les régions. Elle juge également de l'admissibilité de tout réferendum au regard des sources constitutionnelles.

#### Pouvoir législatif
Le pouvoir législatif est partagé, au niveau national, entre deux chambres paritaires et, au niveau régional, par des assemblées régionales (it. Consigli regionali). Au niveau national, l'Italie suit un régime parlementaire bicaméral parfait si bien que les mêmes compétences législatives sont partagées entre :
- la Chambre des députés (it. Camera dei deputati) au sein de laquelle siègent 400 députés au mandat électif ;
- le Sénat de la République (it. Senato della Repubblica) au sein de laquelle siègent 200 sénateurs au mandat électifs, les anciens Présidents de la République et des sénateurs à vie ; chaque Président de la République peut nommer jusqu'à cinq sénateurs à vie pendant son mandat.

Les chambres sont élues au suffrage universel par les citoyens italiens, ayant au mons dix-huit ans révolus dans le cas de la Chambre des députés ou au moins vingt-et-un ans révolus s'agissant du Sénat de la République.

##### Loi électorale
La loi électorale a été substantiellement modifiée à la suite d'un référendum abrogatif en 1993, pour introduire une part de scrutin majoritaire (75 %). L'objectif de cette réforme était d'éviter l'instabilité gouvernementale chronique du début de la République due, entre autres, à un multipartisme excessif et à l'absence d'alternance. La loi électorale a été à nouveau modifiée à la fin de l'année 2005, pour rétablir un scrutin proportionnel de listes bloquées, de façon à réduire l'échec probable de la Maison des libertés. Critiquée, y compris par le ministre qui en a présenté le projet, cette réforme est qualifiée de Porcellum (de porcata, une cochonnerie) contrairement à la précédente, le Mattarellum (en réalité, la loi Mattarella, du nom de son rapporteur). Une certaine présidentialisation de la vie politique italienne s'est opérée dans les années 1990 et 2000, incarné par la rivalité entre deux personnalités autour desquelles ont convergé plusieurs partis réunis en vastes coalitions, aboutissant à la formation du premier véritable bipartisme italien : Silvio Berlusconi qui crée un parti personnel, Forza Italia, en 1994 qui réunit autour de lui une coalition successivement appelée Pôle des libertés - Pôle du bon gouvernement (Polo delle Libertà - Polo del Buon Governo, au pouvoir de mai à décembre 1994), Pôle pour les libertés (Polo per le Libertà, principale formation d'opposition de 1996 à 2000), Maison des libertés (Casa delle libertà, au pouvoir de 2001 à 2006, principale force d'opposition de 2006 à 2007) et Peuple de la liberté (Popolo della Libertà, transformé en parti politique en 2009, au pouvoir de 2008 à 2011) au centre droit ; Romano Prodi qui forme successivement les coalitions de L'Olivier (L'Ulivo, au pouvoir de 1996 à 2001, principale force d'opposition de 2001 à 2006) puis de L'Union (L'Unione, qui se transforme en octobre 2007 en parti politique appelé Parti démocrate, au pouvoir de 2006 à 2008) au centre gauche.

#### Pouvoir exécutif

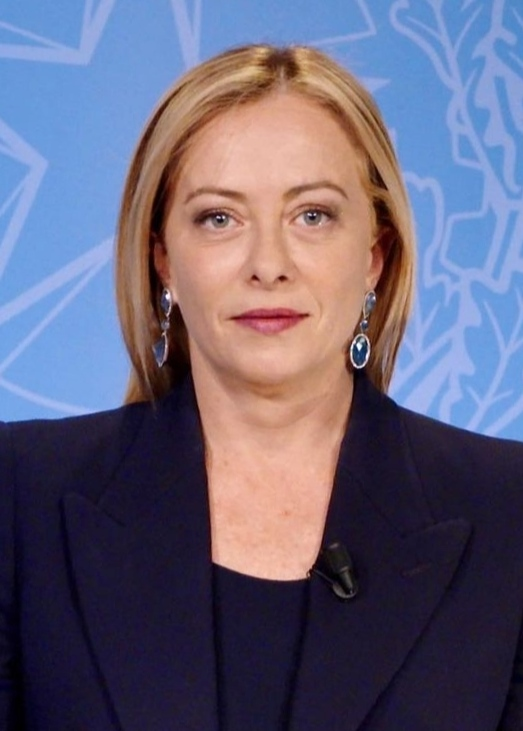
Giorgia Meloni, Présidente du Conseil des ministres depuis le 21 octobre 2022 en Italie.

Le Gouvernement de la République est constitué par le Président du Conseil des ministres (it. Presidente del Consiglio dei ministri), les Ministres de la République ainsi que par les Secrétaires d'État. L'ensemble des membres du Gouvernement endosse une responsabilité politique devant le Parlement concernant les actes accomplies dans l'exercice des fonctions exécutives.

#### Pouvoir judiciaire
En Italie, l'administration de la justice est assurée par la magistrature (it. magistratura), qui est détentrice du pouvoir judiciaire et veille à l'application et à l'interprétation du droit. La magistrature se compose d'un ordre dit ordinaire, ayant compétence sur les affaires et litiges de nature civile et pénale, et d'un ordre dit spécial, ayant compétence sur les affaires et litiges d'ordre administratif, fiscal et comptable. La magistrature militaire constitue un ordre constitutionnel autonome. Au sein de chaque ordre juridictionnel, les magistrats peuvent relever du siège ou du parquet.
En vertu de l'article 101 de la Constitution, les magistrats du siège - soit, les juges - ne sont soumis qu'à la loi. Cette disposition entraîne une double conséquence en ce que les décisions juridictionnelles ne produisent d'effets juridiques qu'entre les parties au procès si bien que les autres juridictions sont en principe libres de s'en écarter. Néanmoins, le système juridique italien reconnaît de plus en plus la valeur de précédent aux décisions de justice, notamment celles de la Corte suprema di cassazione,. À cet égard, l'Ufficio del massimario, une des sections au sein de cette cour suprême, est chargé d'identifier et compiler les principes de droit formulés dans les jugements de cassation afin de guider l'interprétation et l'application conformes du droit par toute juridiction égale ou inférieure (ce que l'on appelle fonction nomophylactaire).
À l'instar des magistrats du siège, la Constitution consacre l'indépendance des magistrats ordinaires du parquet (procureurs de la République, it. Procuratore della Repubblica) ainsi que des magistrats relevant de l'ordre spécial vis-à-vis de tout autre pouvoir et, en particulier, de l'exécutif. Le Ministre de la Justice n'a pas la faculté de nommer les magistrats dans leur poste, ni il peut les transférer auprès d'une autre juridiction ou adopter des sanctions disciplinaires. De même, le Ministre ne peut pas influer sur le déroulement des enquêtes menées par un magistrat du parquet. Seules l'organisation et le fonctionnement du service public de la justice relèvent de sa compétence, dont les questions relatives au budget.
Chaque ordre de la magistrature est régi par un conseil d'autogouvernance indépendant. Le Conseil supérieur de la magistrature dispose d'une prérogative constitutionnelle quant à la discipline, aux modes d'organisation et de fonctionnement de la magistrature ordinaire, dont la nomination des magistrats, à la fois du siège et du parquet, dans tout poste. Or, le Ministre de la justice, appelé également Guardiasigilli, peut promouvoir l'action disciplinaire devant le conseil d'autogouvernance compétent.

## Géographie

L'Italie entre la plaque tectonique africaine et européenne.
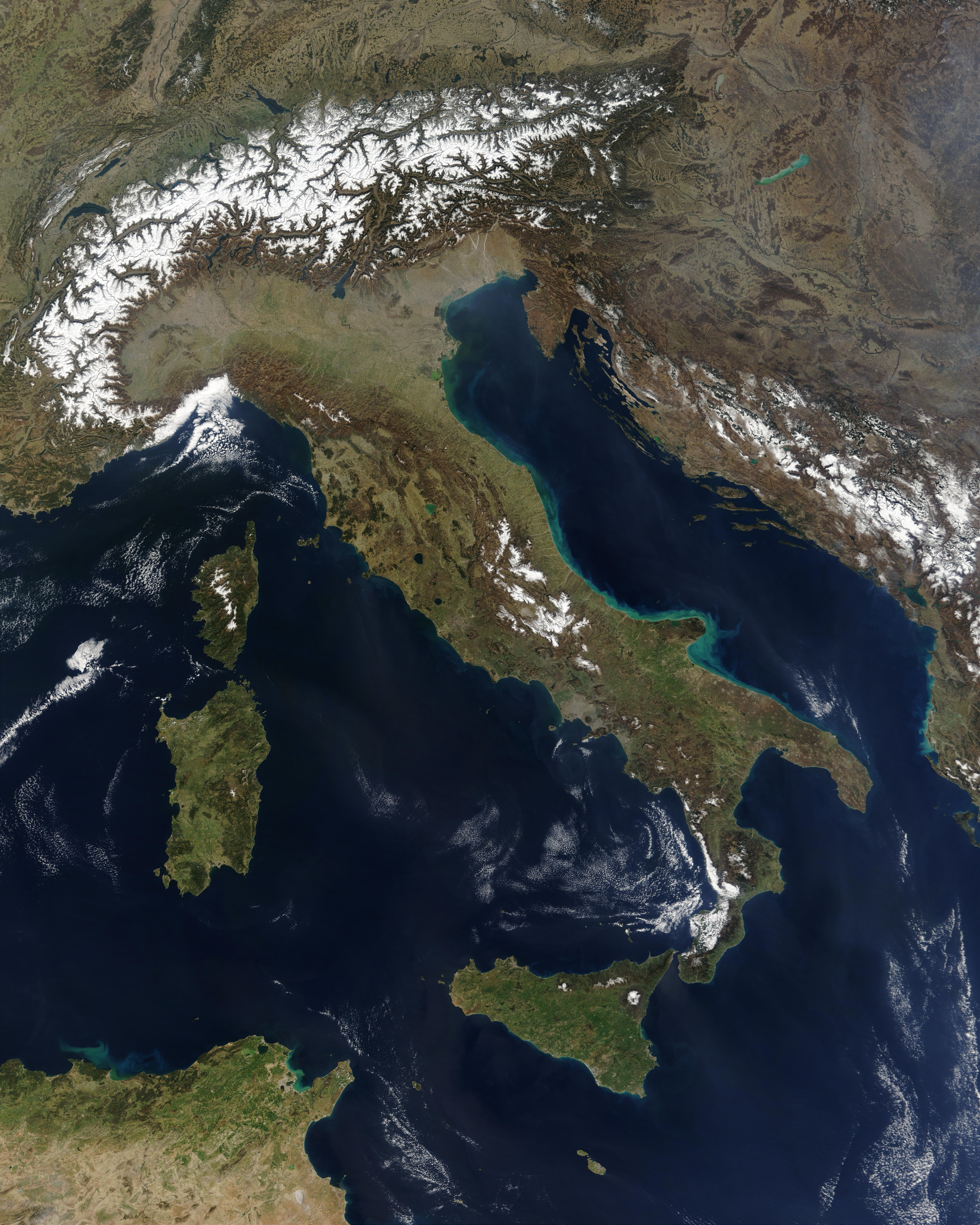
Photo satellite de l'Italie.
Zones altimétriques d'Italie.
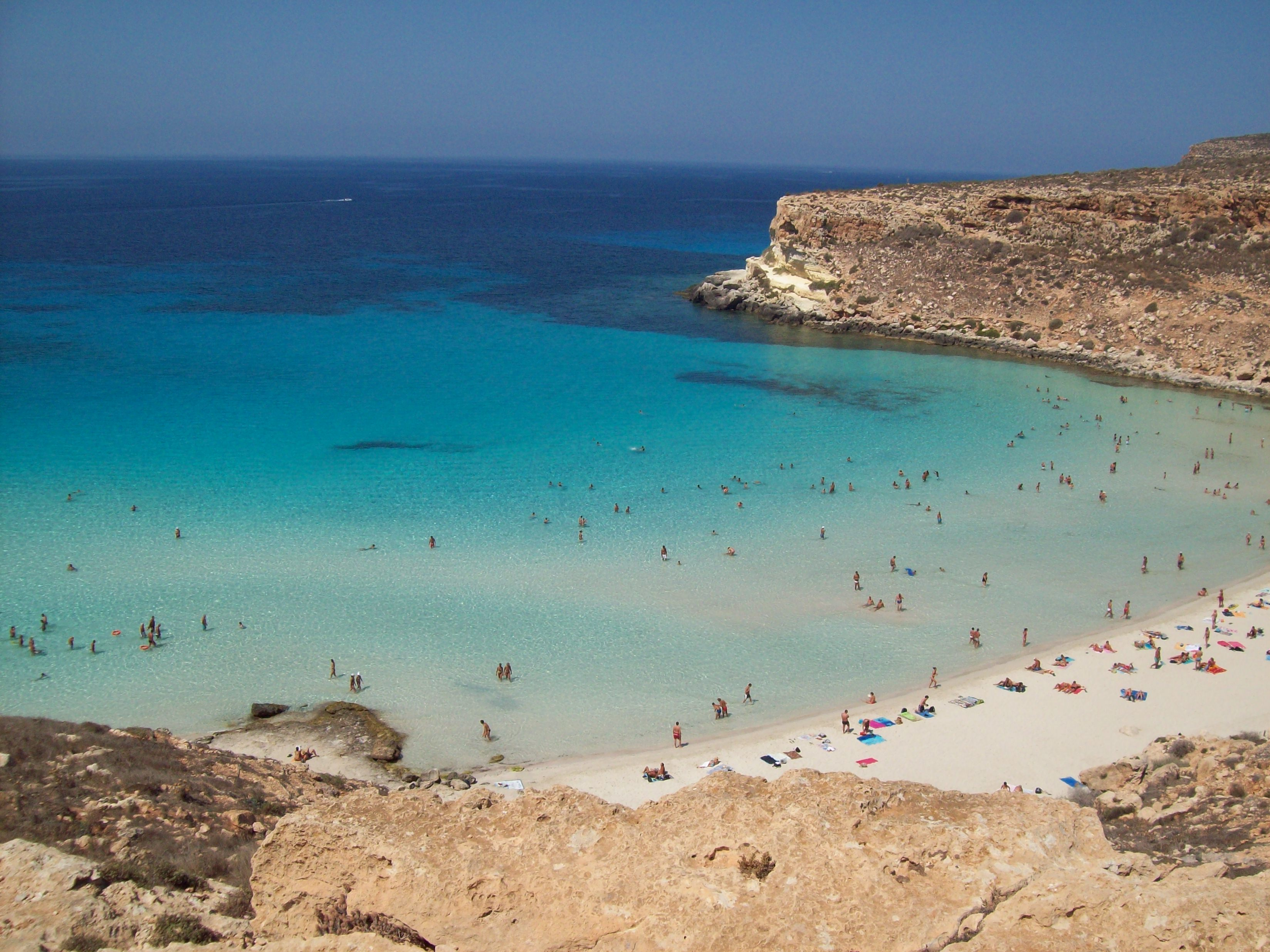
L'île de Lampedusa au sud de la Sicile.
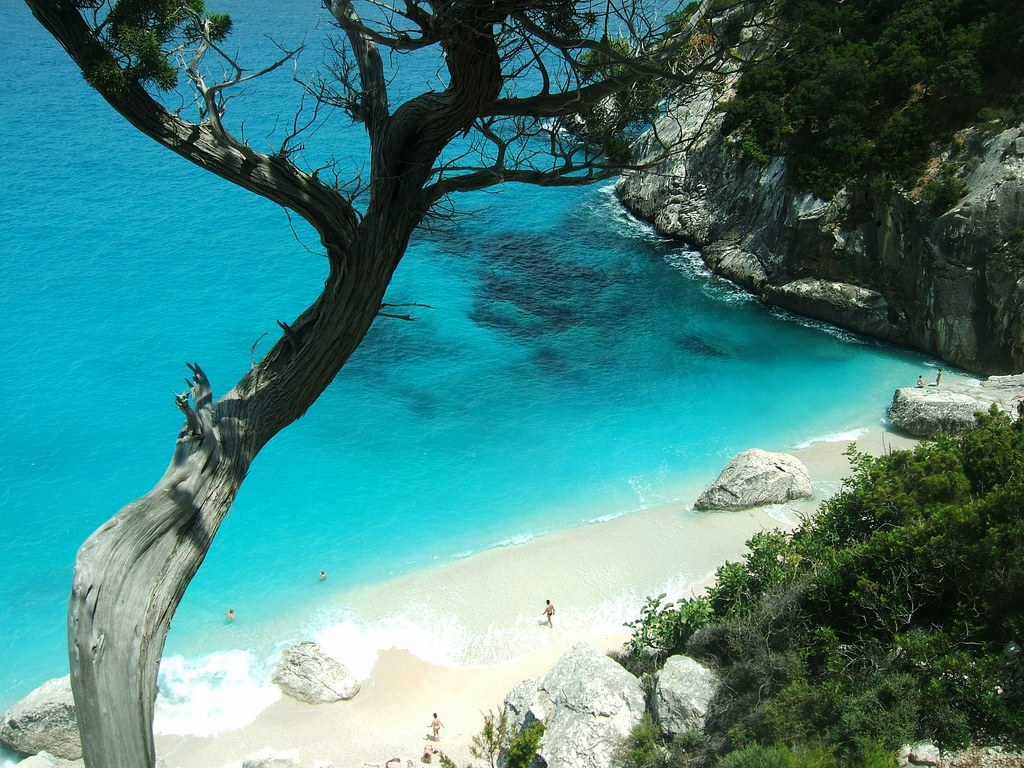
Crique de Cala Goloritzé en Sardaigne.
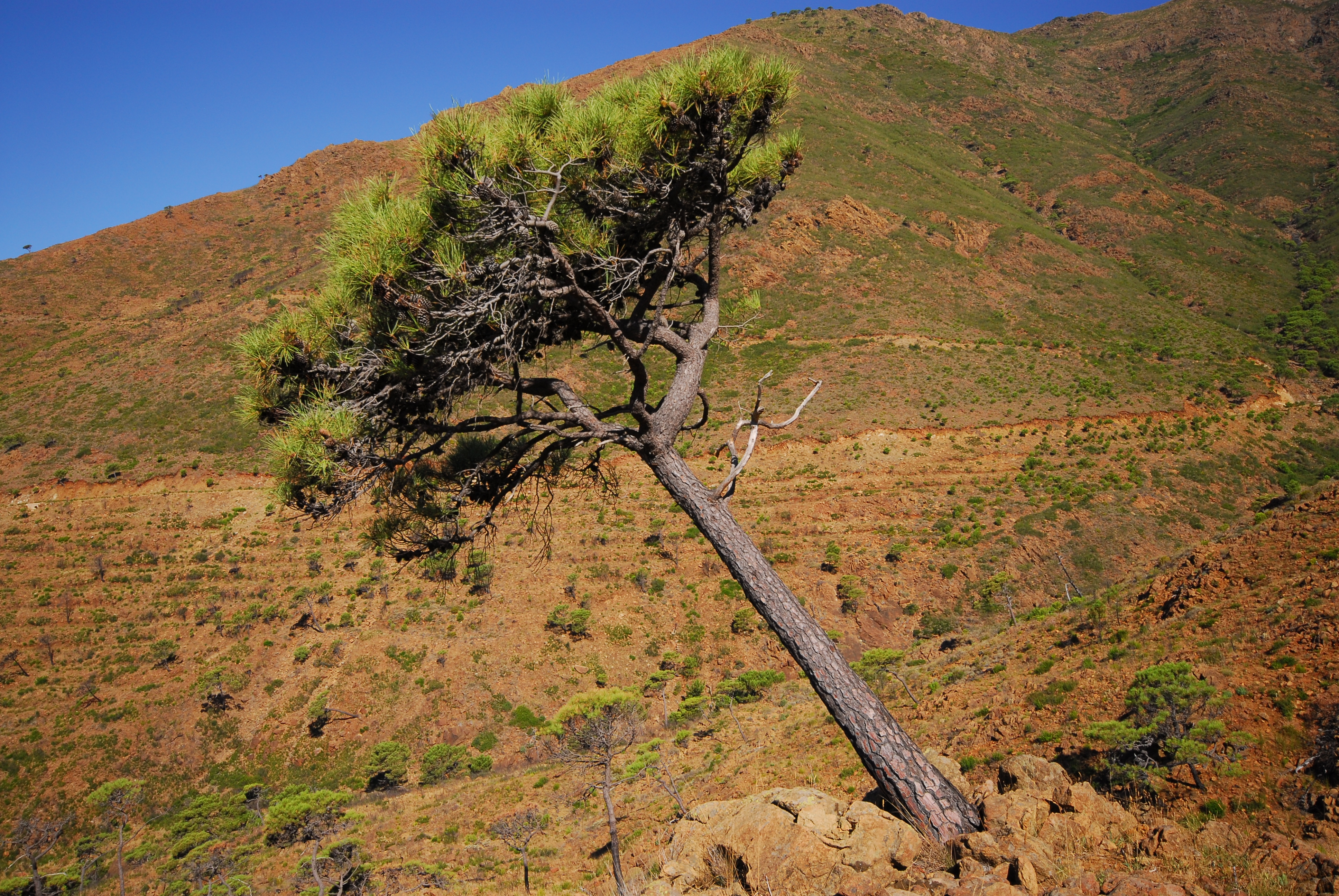
Province d'Oristano en Sardaigne.
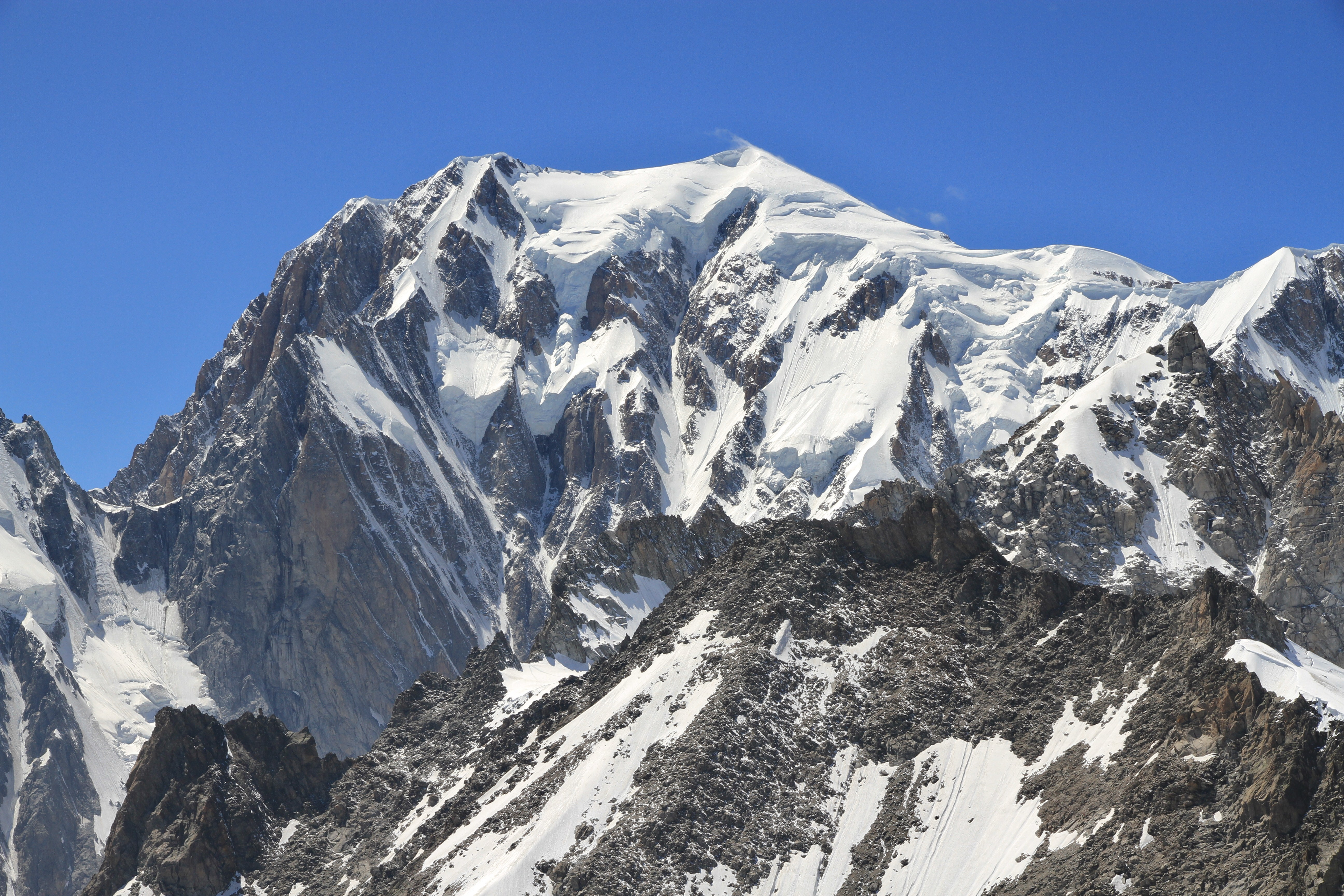
Mont Blanc vu de la Vallée d'Aoste.
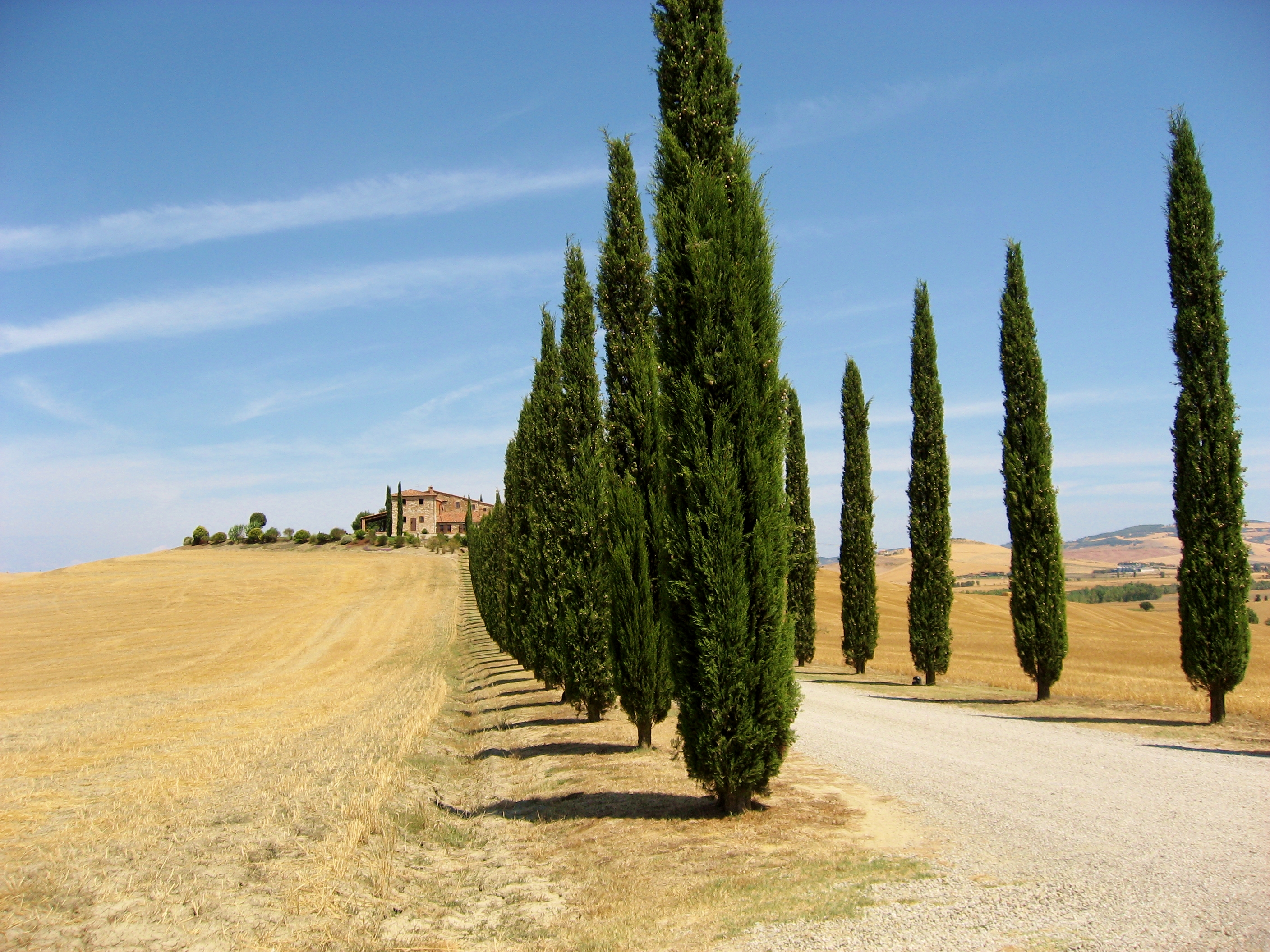
Val d'Orcia en Toscane.
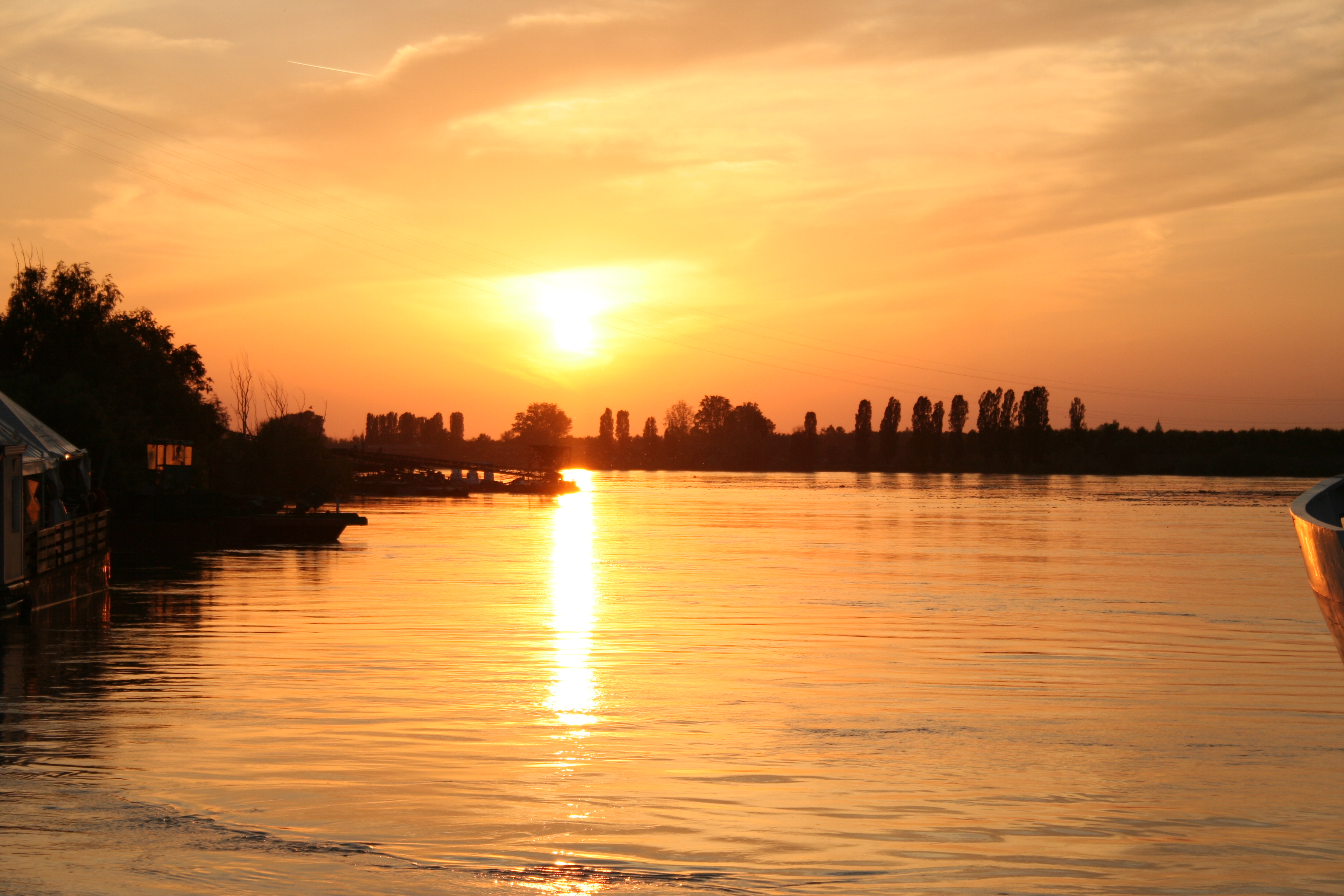
Le Pô à Boretto (Émilie-Romagne).
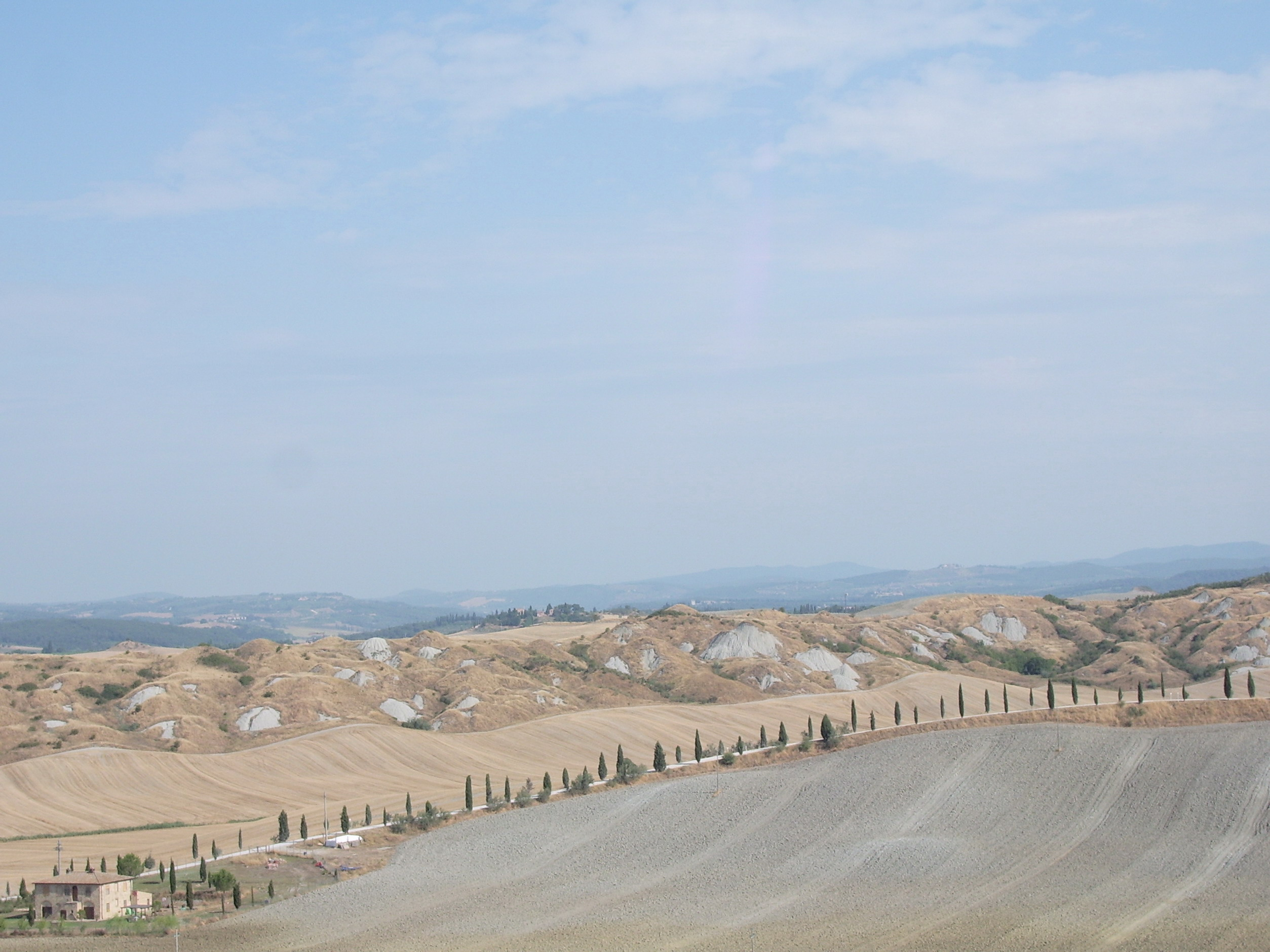
Le désert d'Accona en Toscane.
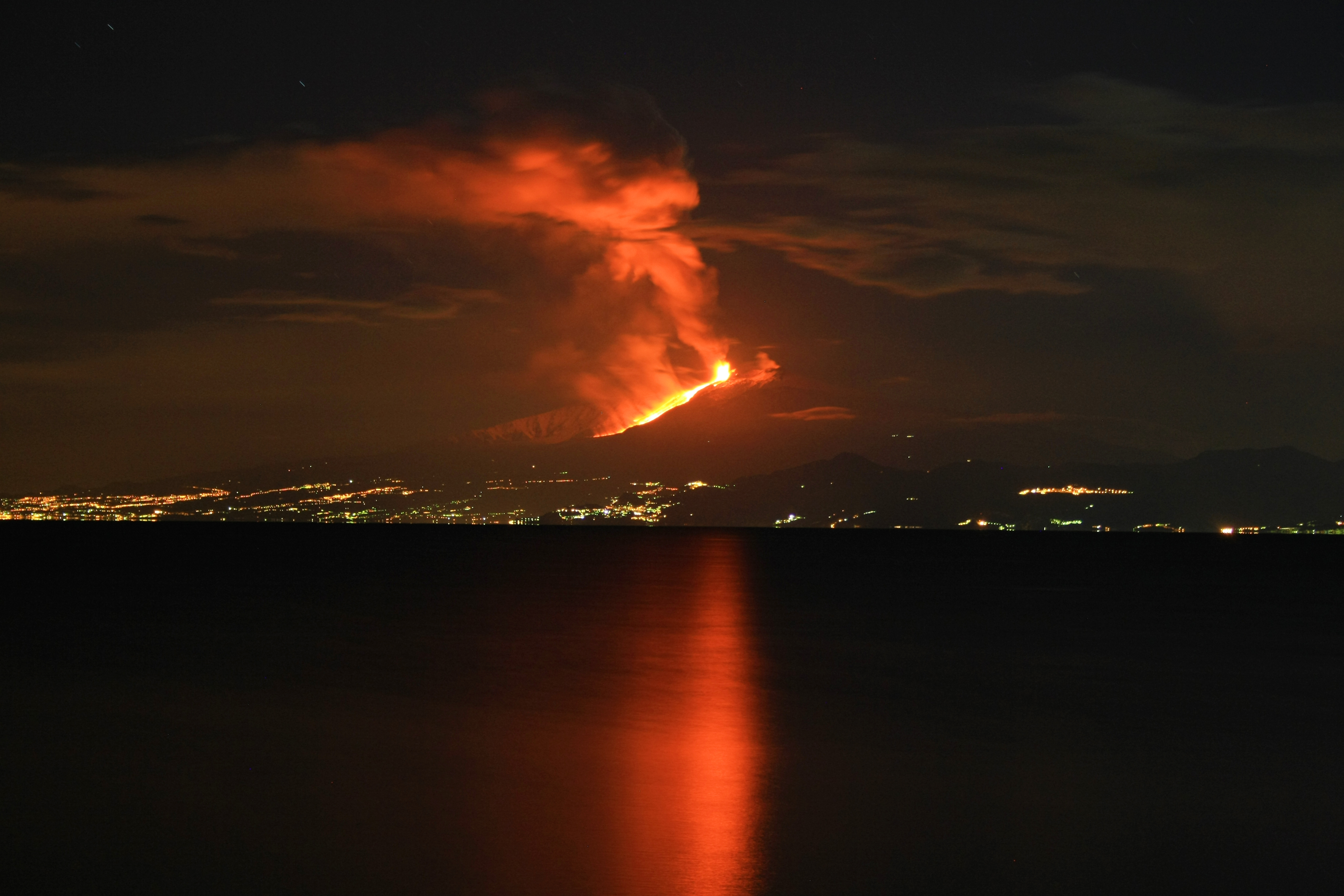
L'Etna, volcan sicilien.
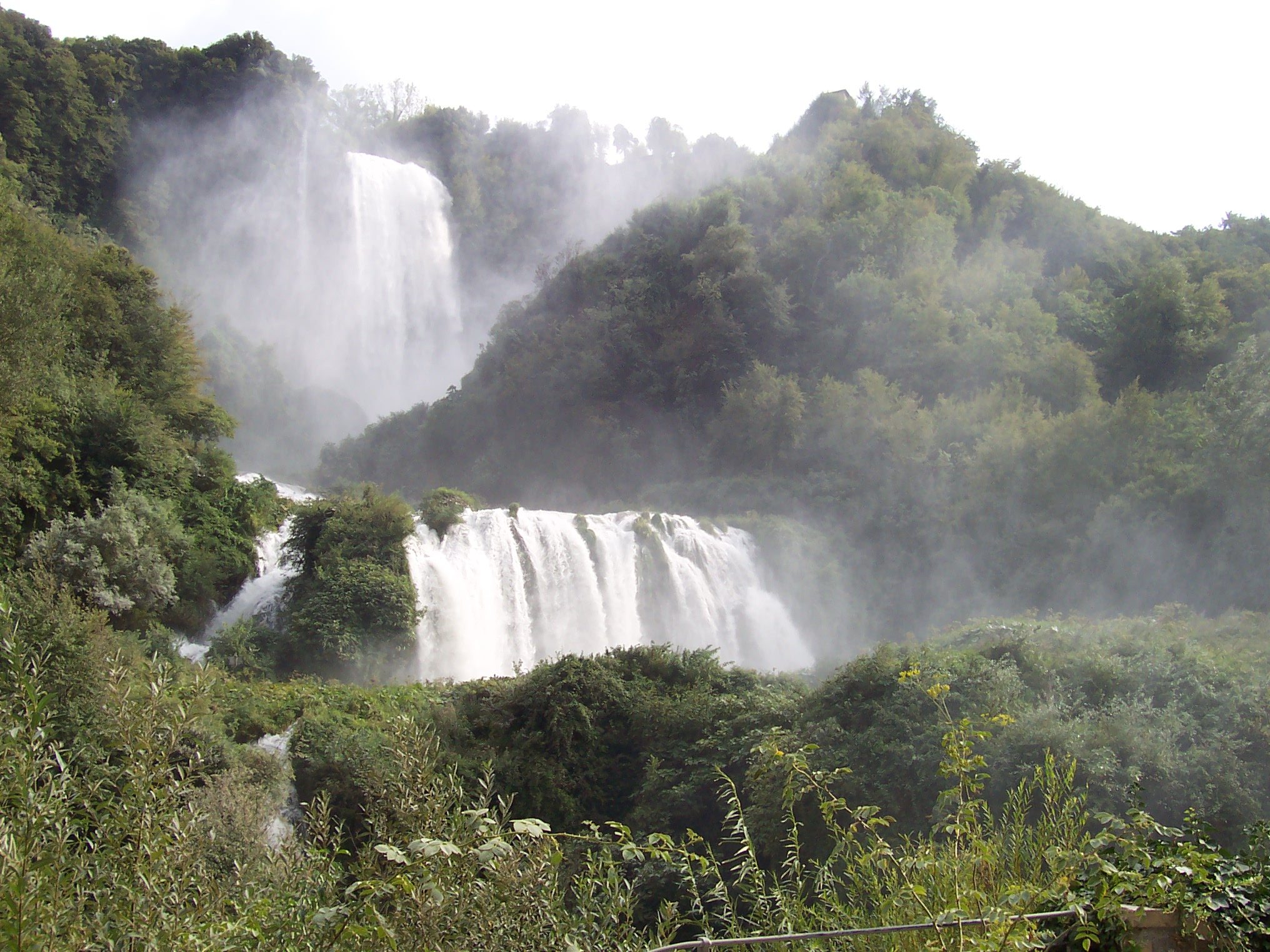
La cascade des Marmore, située en Ombrie.
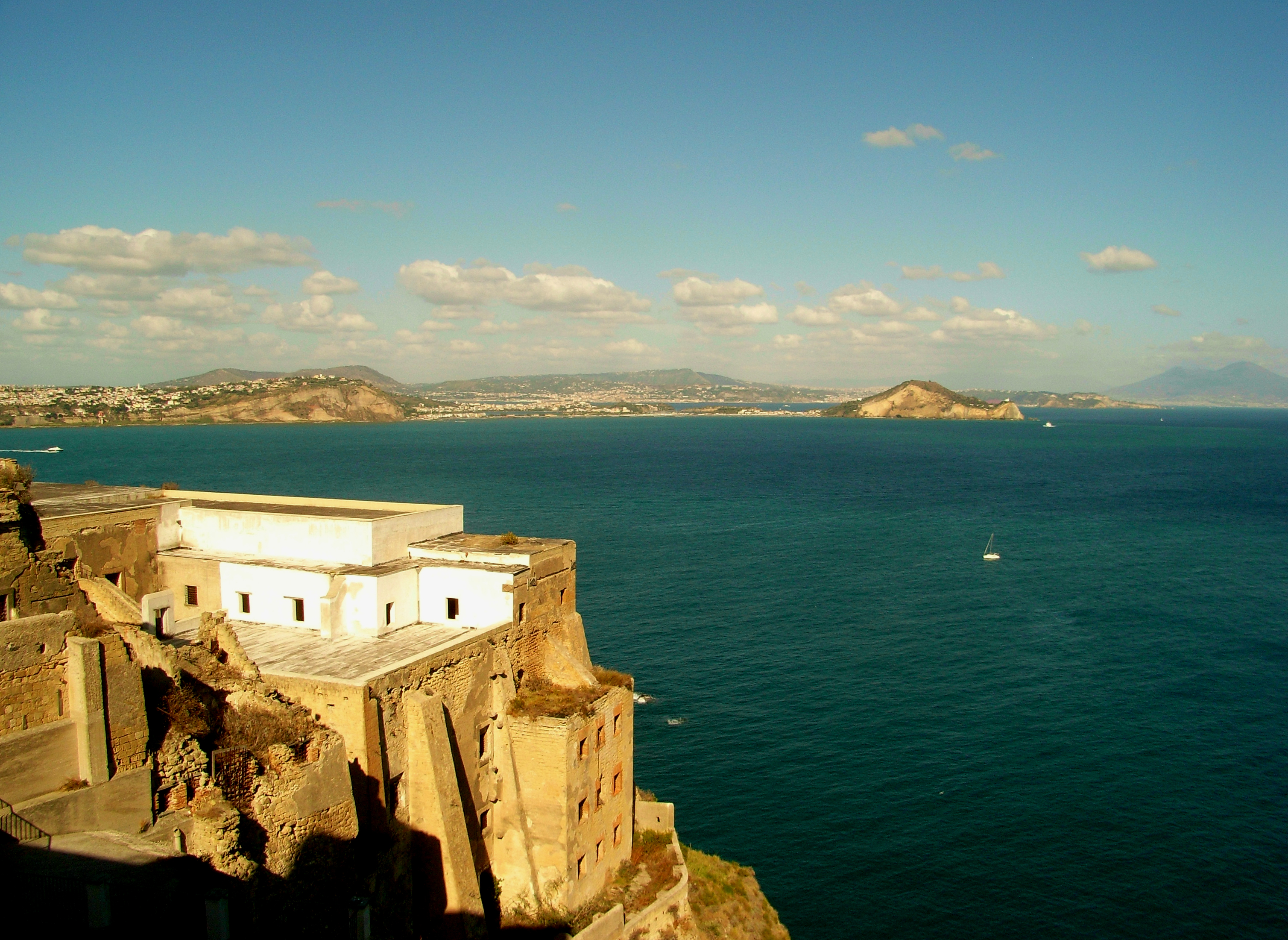
La baie de Naples en Campanie.
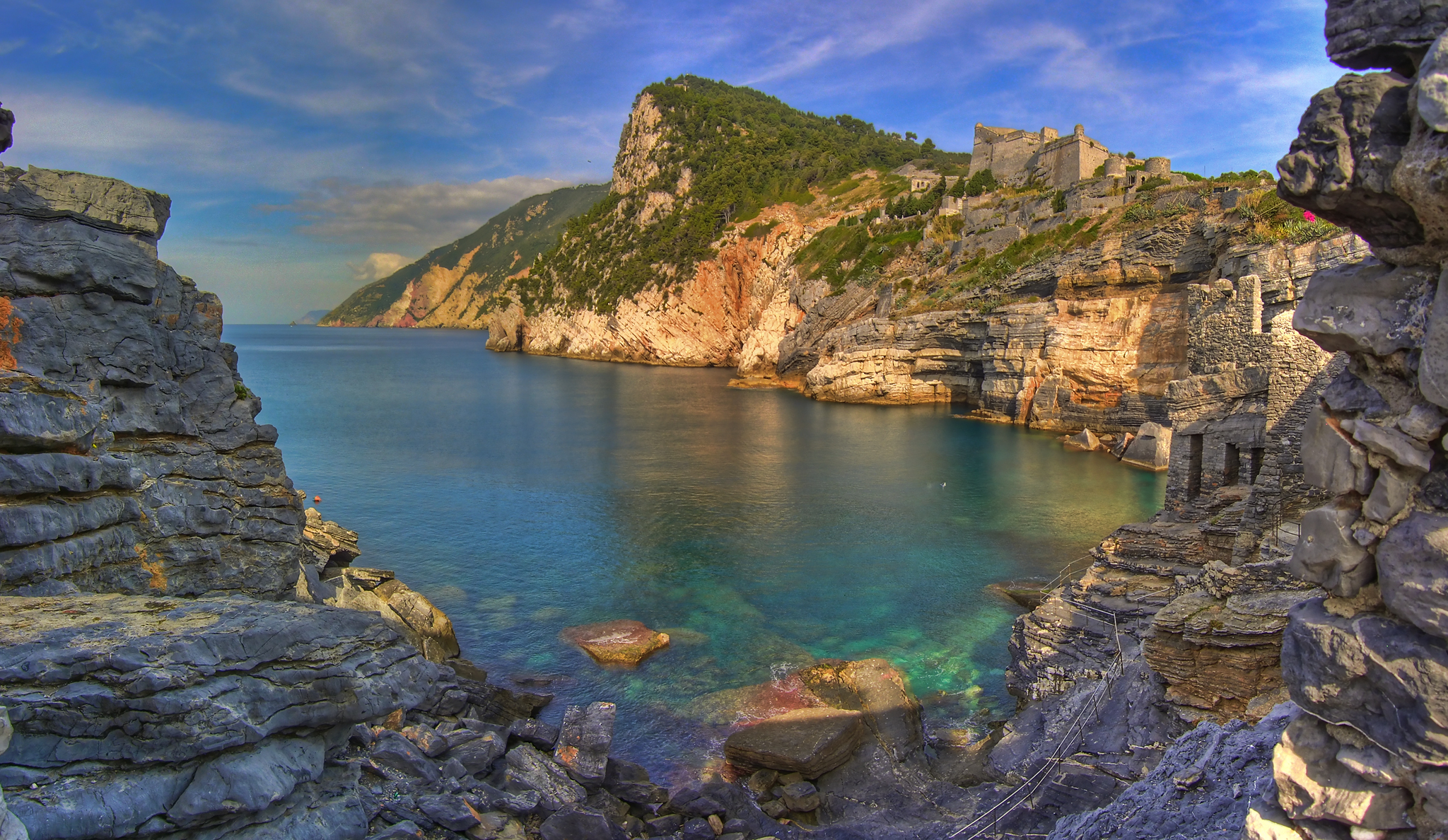
La Riviera en Ligurie.
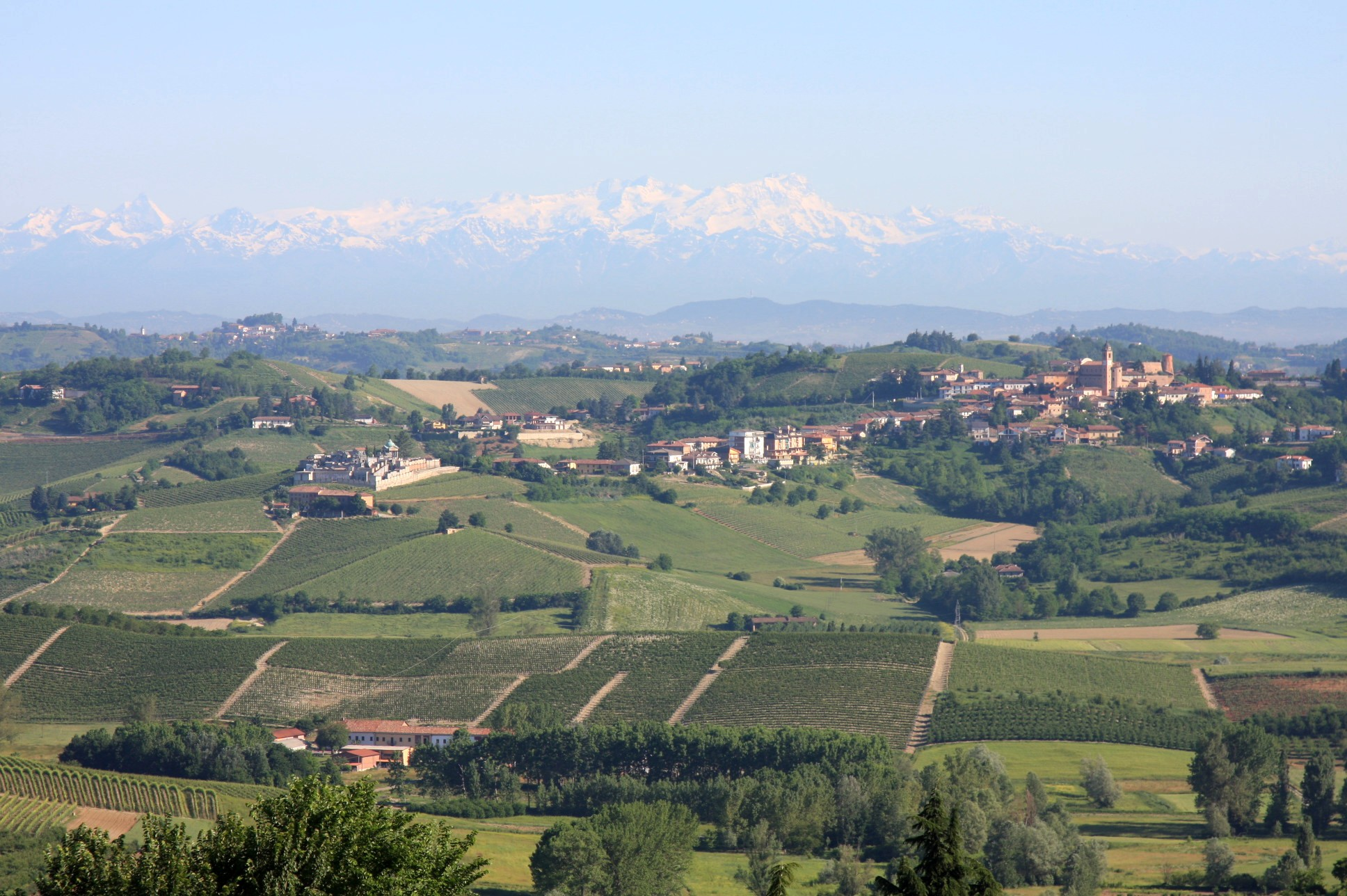
La région historique du Montferrat au Piémont.
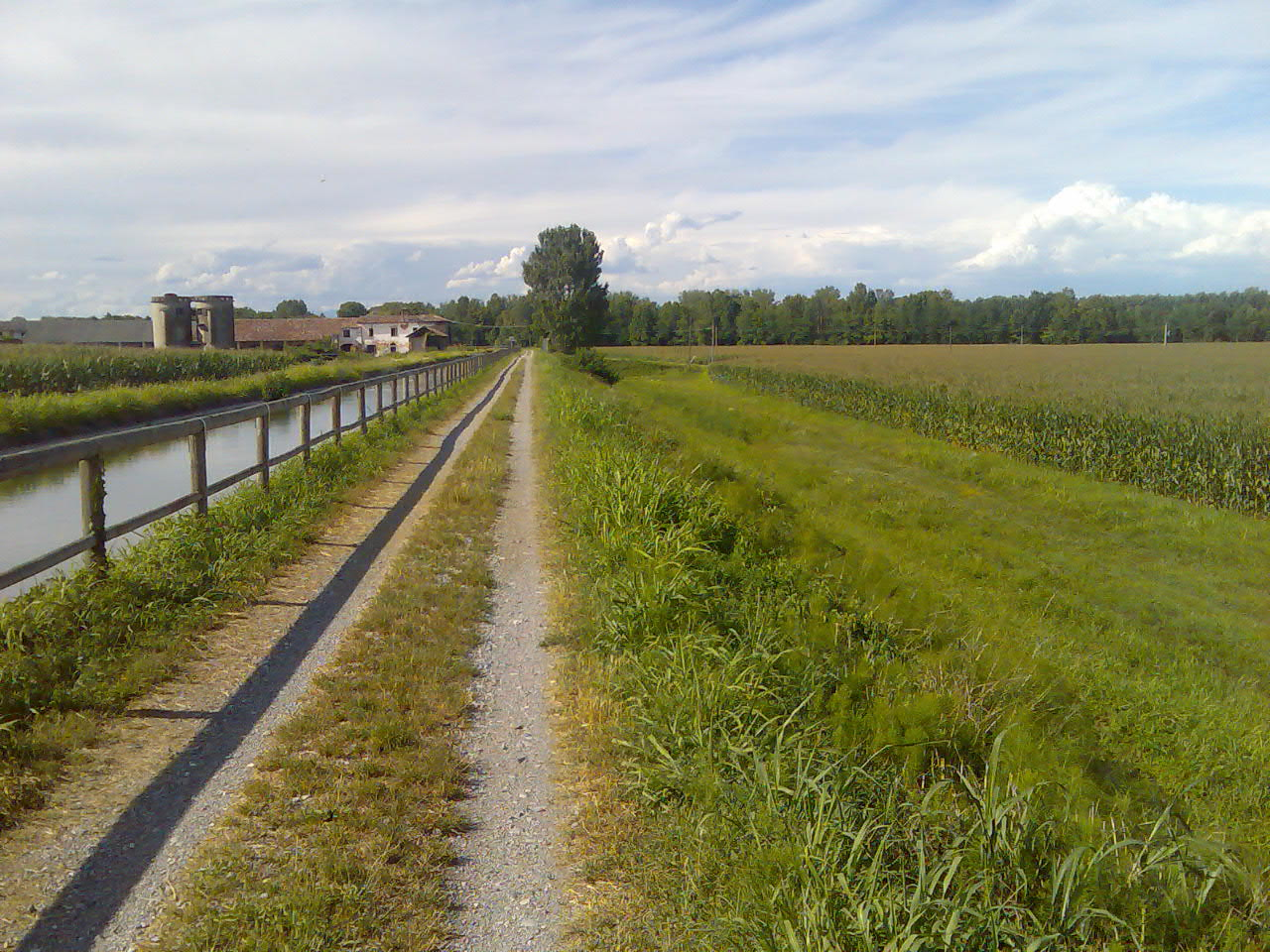
La plaine du Pô entre Lombardie et Émilie.
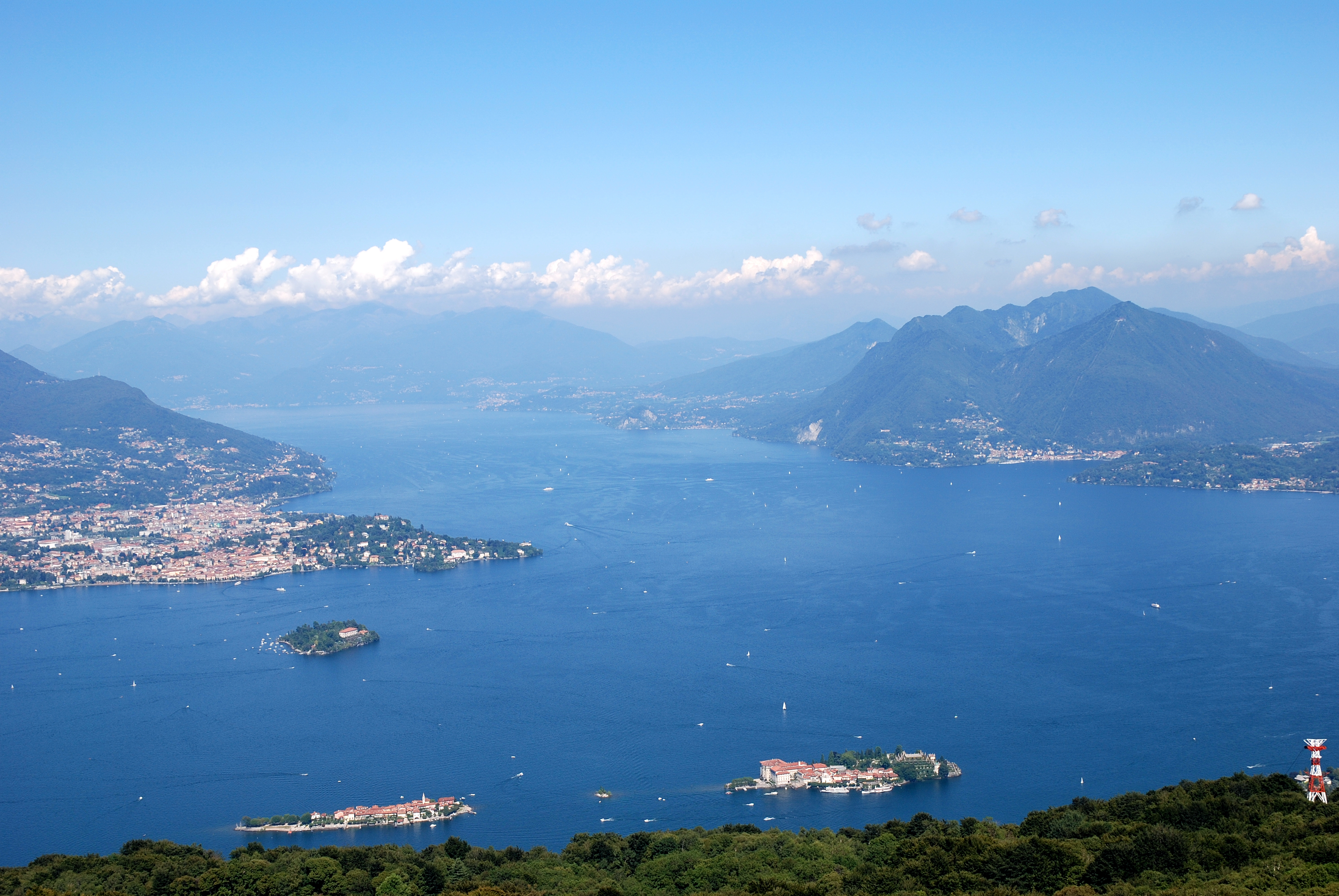
Lac Majeur, l'un des lacs préalpins.

L'Italie est une péninsule de l'Europe du Sud située au centre du bassin méditerranéen. D'une superficie de 301 300 km2, elle est longue de 1 360 km du nord au sud et couvre à 92 % la superficie de la région géographique italienne. Ouverte sur la mer Adriatique au nord-est, la mer Tyrrhénienne au sud-ouest, la mer Ionienne au sud-est et la mer de Ligurie à l'ouest-nord-ouest, elle englobe de nombreuses îles dont les principales sont la Sicile et la Sardaigne. Au sud, l'Italie est séparée de Malte, de l'Afrique dont la Tunisie par le détroit de Sicile et au nord les Alpes constituent une frontière naturelle avec le reste de l'Europe (France, Suisse, Autriche, Slovénie). Au sud-est le canal d'Otrante sépare l'Italie de l'Albanie. Dans le sud de l'Italie, on trouve les derniers volcans en activité d'Europe (si on exclut l'Islande), le Vésuve près de Naples, l'Etna en Sicile et le Stromboli dans les îles Éoliennes. Le Centre de la péninsule et le Nord du pays sont occupés par des chaînes de montagnes, les Apennins et la face interne de l'arc alpin.
Ces zones sont un réservoir d'eau très important et donc un grand fournisseur d'énergie hydroélectrique. Pour faciliter les liaisons nationales et internationales, les autorités ont fait de gros efforts d'aménagement. Huit mille kilomètres d'autoroute ont été construits. L'équipement des cols et le percement de grands tunnels comme ceux du Mont-Blanc ou du Fréjus relient l'Italie au reste de l'Europe.
Au nord de l'Italie la plaine du Pô est une riche zone agricole. Le méthane présent dans son sous-sol est la seule source d'énergie fossile présente en Italie. Les autres plaines sont situées sur le littoral. Longtemps marécageuses, elles ont été drainées et amendées pour permettre le développement de l'agriculture et du tourisme.
La botte italienne connaît un climat méditerranéen, avec des nuances. Plus on va vers le sud, plus les étés sont longs et secs. Dans le Sud des Pouilles et de la Calabre, la sécheresse estivale est supérieure à cinq mois. Dans les Apennins, les hivers sont plus froids. Le nord de l'Italie connaît un climat de type subtropical humide avec des hivers plutôt froids mais des étés très chauds et humides et des précipitations plus abondantes que dans la péninsule.
Les montagnes les plus hautes sont le mont Blanc, le mont Rose, le Cervin et le Grand Paradis. Les fleuves et rivières les plus importants sont : le Pô, le Tanaro, le Tessin, l'Adige, l'Adda, l'Arno, le Tibre, en italien Tevere. Les lacs les plus importants sont : le lac Majeur, le lac de Côme, le lac de Garde et le lac Trasimène. Le point culminant est le mont Blanc (4 806 m) ou le mont Blanc de Courmayeur (4 748 m) selon le regard que l'on porte au litige entre l'Italie et la France sur la frontière du mont Blanc. Madesimo est la commune italienne la plus éloignée de la mer, soit par la route 292 km jusqu'à
Gênes.

### Climat
Le climat italien est à la fois méditerranéen dans la péninsule, subtropical humide aux hivers parfois froids dans le nord, et montagnard à l'intérieur des terres. Au nord et sur un axe central du pays, le relief est montagneux. Les températures moyennes en zones de montagnes varient de −5 °C l'hiver à 20 °C l'été. Les côtes bénéficient d'un climat plus doux grâce à la proximité de la mer Méditerranée. Les températures varient de 1 °C l'hiver à 30 °C l'été. Au sud de la péninsule, la Sicile est la région la plus chaude du pays. Les températures en hiver varient de −2 °C à l'Etna à 11 °C sur la côte sicilienne. En été, les températures sur l'île varient de 17 à 34 °C.
À l'ouest de la péninsule, la Sardaigne est dotée, comme ses voisines, d'une influence méditerranéenne et montagnarde.
Les précipitations varient de 800 mm du côté du Val d'Aoste au nord à 350 mm en Sicile et en Calabre. En été, des épisodes de Sirocco peuvent survenir sur le sud du pays, notamment en Sicile, pouvant faire grimper la température à plus de 40 °C quelques jours consécutifs.
La neige tombe chaque hiver sur tous les massifs italiens.
De façon générale, l'Italie bénéficie d'une durée d'ensoleillement comprise entre 1 700 et 2 900 h par an.

### Effets du changement climatique
Le changement climatique a aggravé les problèmes environnementaux existants en Méditerranée. Ceci s'applique également à l'Italie. Dans cinq domaines (eau, écosystèmes, nutrition, santé et sécurité), les changements actuels et les scénarios futurs font systématiquement apparaître des risques importants et croissants dans les décennies à venir. Dans de grandes parties de l'Italie, les précipitations diminuent, les températures augmentent et les phénomènes météorologiques extrêmes deviennent de plus en plus fréquents. Les conséquences des changements dans les Alpes sont particulièrement visibles. Certaines parties du glacier de Planpincieux, à la frontière avec la France, menacent maintenant de plonger dans la vallée en raison de la hausse des températures.
Les conséquences sont également évidentes dans l'agriculture. Au cours de la saison 2018/2019 en Italie, la pire récolte d'olives depuis 25 ans a été prise et l'Association des agriculteurs italiens parle déjà d'un « effondrement de l'huile d'olive ». En Sicile, les agriculteurs ont commencé à cultiver des plantes tropicales telles que la mangue ou l'avocat, en raison de l'évolution des conditions, plutôt que les oranges et les olives, qui étaient auparavant indigènes. La crise climatique menace également le patrimoine culturel du pays. Treize des quinze sites du patrimoine mondial de l'UNESCO sont menacés par l'érosion côtière en Italie car ils sont situés dans la région côtière de basse altitude.

### Environnement
La pollution de l'air est à l'origine de 60 000 décès par an en Italie selon les chiffres communiqués en 2016 par l'Agence européenne pour l'environnement. Le pays est épinglé en 2020 par la Cour de justice de l'Union européenne, laquelle soulignant que l’Italie avait « enfreint le droit de l’Union sur la qualité de l’air ambiant » en dépassant de « manière systématique et persistante » les valeurs limites fixées pour les particules fines.
La vétusté des canalisations en Italie est responsable d’un gaspillage d’eau permanent : plus de 40 % de l’eau qui coule dans les installations se perd en route. Le taux de perte atteint même les 70 % dans la province de Chieti. Parmi les régions les plus touchées figurent également la Sicile ou encore la Basilicate. Cette situation est surtout due à l'ancienneté du réseau de canalisation, dont 60 % remontent à plus de trente ans et 25 % à plus de cinquante ans.
Le jour du dépassement (date de l'année à partir de laquelle l'humanité est supposée avoir consommé l'ensemble des ressources que la planète est capable de régénérer en un an) de l'Italie est le 15 mai.

## Subdivisions
L'organisation territoriale de l'Italie se compose de :
- 20 régions (regioni) : 15 de statut normal et cinq régions autonomes(Vallée d'Aoste, Trentin-Haut-Adige, Frioul-Vénétie Julienne, Sicile, Sardaigne) ;
- 110 provinces (province) : 107 de statut normal, deux provinces autonomes et une province statistique ;
- 8 101 communes (comuni).

## Population

### Démographie

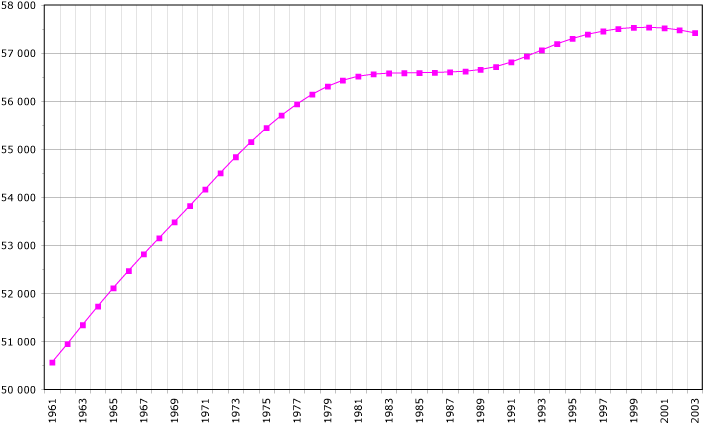
Évolution de la démographie entre 1961 et 2004 (chiffre de la FAO, 2005). Population en milliers d'habitants.

En janvier 2023, l'Italie compte 58 851 000 habitants. La densité est de 195 habitants/km2. Longtemps réservoir démographique de l'Europe et de l'Amérique, l'Italie est devenue une terre d'immigration. En effet l'indice de fécondité est particulièrement bas depuis de nombreuses années. Il était en 2022 de 1,24 enfant par femme. Le taux d'accroissement naturel est négatif. Le vieillissement de la population commence déjà à grever le budget social (financement des retraites). La longévité des Italiens est cependant la plus forte d'Europe et une des plus élevées au monde : les hommes y vivent en moyenne 80,4 ans tandis que les femmes vivent 85,3 ans. En avril 2017, l'ISTAT publie une étude intitulée Il futuro demografico del Paese (le futur démographique du pays) dont il ressort une forte chute prévisible de la population italienne qui va passer des plus de 60 millions actuels à 58,6 millions en 2025 et 53,7 millions en 2065. Avec un pic négatif jusqu'en 2045, quand seulement 54,3 % de la population sera en âge de travailler. Les prévisions démontrent toutefois une Italie toujours plus déséquilibrée, avec un Nord qui croît et attire les migrants et un Sud qui se dépeuple et où reste une population vieillissante.
Les politiques de relance de la natalité ont jusqu'ici échoué du fait de la grande instabilité gouvernementale (chaque nouvel exécutif voulant mettre en place ses propres mesures, n'hésitant pas à annuler des dispositions en vigueur ou à les réactualiser) et du déséquilibre entre le Nord et le Sud, marqué par des inégalités dans l’accès aux structures de santé et d’aide à l’enfance. Les femmes trouvent par ailleurs des difficultés à se réinsérer dans le marché du travail après avoir élevé leurs enfants.
Le nombre d'étrangers résidant sur le territoire italien était de 1,25 million au début du XXIe siècle. En 2008, il semble désormais approcher les 2,5 millions, principalement des ressortissants d'Europe de l'Est (Roumanie, Ukraine, Albanie surtout) et du Maghreb. Les citoyens étrangers résidant en Italie au 1er janvier 2008 sont évalués à 2 432 651 par l'ISTAT (octobre 2009). Ils ont augmenté de 493 729 en une année (+ 16,8 %). Il s'agit de la plus forte augmentation jamais enregistrée en Italie, essentiellement due aux Roumains (+283 078). La longueur des côtes, la proximité du Sud du bassin méditerranéen et de pays en voie de développement, comme l'Albanie, font de l'Italie, à l'instar de l'Espagne, un important lieu de transit pour les filières de l'immigration clandestine.
La répartition de la population est largement dictée par les contraintes naturelles. Les montagnes et les régions très sèches du sud de l'Italie connaissent des densités assez faibles alors que les plaines littorales, et l'industrieuse plaine du Pô, supportent de très fortes densités. Environ 67 % de la population est urbaine. Le réseau urbain est dense en Italie du Nord et centrale, où l'on trouve la capitale économique du pays, Milan, et des grandes villes industrielles comme Gênes ou Turin. L'Italie possède un grand nombre de villes comptant entre 100 000 et 500 000 habitants.
Avec un taux de fécondité de 1,3 enfant par femme, plus de 20 % de la population a plus de 65 ans, contre 15 % de moins de 15 ans (chiffres de 2012).
L’Italie compte environ 160 000 Roms sédentarisés. Près de 26 000 d’entre eux vivent dans des bidonvilles.
Entre 1860 et 1960, environ 26 millions d'Italiens ont quitté leur pays natal en raison de l'instabilité économique, de la pauvreté et des tensions politiques. En 2018, la population est en diminution depuis quatre années consécutives, perdant 90 000 personnes. En 2019, ce sont 160 000 Italiens qui ont émigré, soit 3 % de plus qu'en 2017.
Selon un rapport du ministère italien du travail et des politiques sociales, le nombre de travailleurs étrangers en Italie a atteint près de 2,4 millions en janvier 2023, ces travailleurs gagnant moins que leurs homologues indigènes.

### Inégalités entre les genres
Les écarts de salaires horaires entre hommes et femmes en Italie sont relativement faibles par rapport à la moyenne européenne — presque inexistants dans le secteur public et de 17 % dans le secteur privé. Cependant, les obligations familiales qui s’imposent aux femmes en conduisent beaucoup à interrompre leur carrière professionnelle, notamment en raison du caractère particulièrement onéreux des services de garde d'enfants ou de personnes âgées. Ainsi, le patrimoine construit par les femmes en Italie au moment de la retraite ne correspond qu'à 76 % de celui des hommes et les pensions perçues ne représentent que 60 % de celles reçues par les hommes.

## Économie

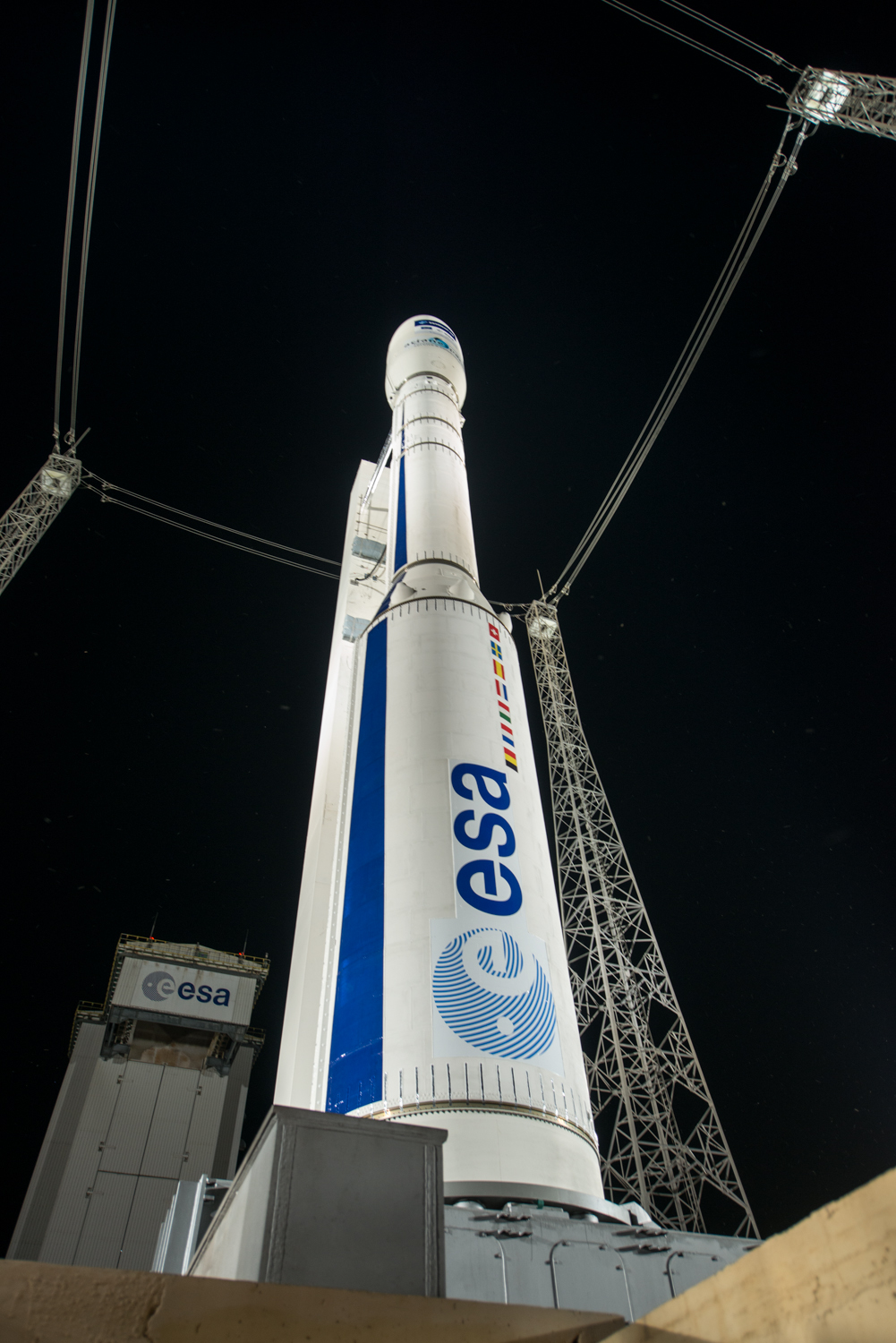
Fusée italienne VEGA.

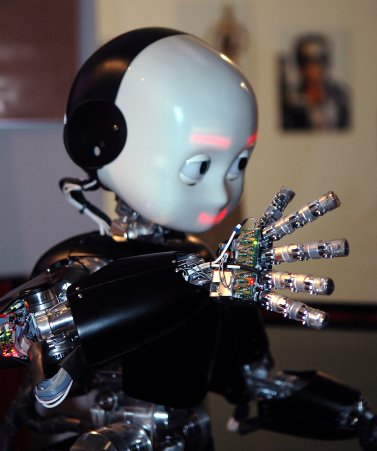
Robot ICUB développé à Gênes.

L'Italie est membre du G7. Elle est la huitième puissance économique du monde en 2018 et est avec la France l'un des plus grands exportateurs mondiaux de produits de luxe. En octobre 2024, l'Italie est devenue le 4e exportateur mondial derrière la Chine, les États-Unis, l'Allemagne. Elle est classée en 26e position pour l'indice mondial de l'innovation.
L'économie italienne a des dimensions européennes : produits agricoles (huile, fruits, vinaigre balsamique, fromages, pâtes), produits industriels (voitures), vêtements (deuxième rang mondial), services (tourisme : avec 65 millions de touristes l'Italie se classe comme le quatrième pays le plus visité). L'Italie est la quatrième puissance européenne (49 pays), son produit brut étant de 2 256 milliards de dollars (USD) en 2023 et 3e puissance de l'Union Européenne derrière l'Allemagne et la France.

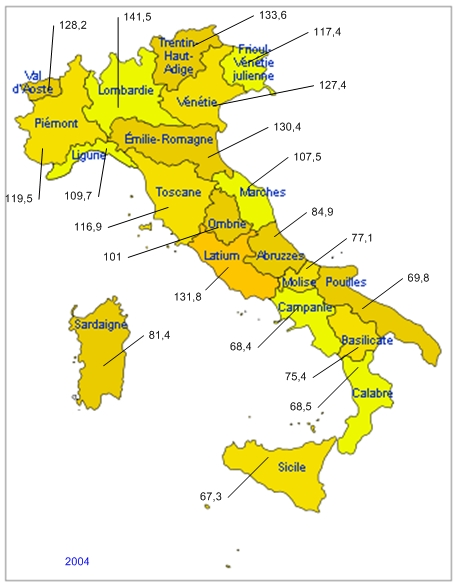
PIB par habitant (l'indice 100 étant la moyenne de l'Europe).

Les régions du nord, notamment la Lombardie et l'Émilie-Romagne, ont un des PIB par habitant les plus élevés de l'Union européenne (30 200 euros par habitant en 2018) et comparable à celui de l'Île-de-France ou de la région de Londres. En revanche, les régions méridionales accusent toujours un retard économique notable par rapport aux régions du nord. Le taux de chômage en 2007 était de 5,6 % mais varie selon les régions, notamment entre le nord (3 %) le centre (6 %) et le sud (15 %) du pays. En décembre 2017, le chômage était à 10,8 %.
La pension des retraités italiens se calcule depuis 1996 au prorata des cotisations versées tout au long de la carrière, et indexée sur l'espérance de vie. Depuis 2001 et à la suite de la crise financière de 2008, les pensions ont été revues à la baisse et l'âge donnant droit à la retraite a été repoussé à 66 ans.
L'Italie a une longue tradition de fabrication de qualité et de dynamisme commercial (les premières banques furent Italiennes, la puissance des cités-État médiévales reposaient déjà sur leur puissance commerciale). Encore aujourd'hui, son économie est tirée par le dynamisme entrepreneurial, que ce soit grâce aux grands groupes industriels comme Fiat (qui connaît aujourd'hui un renouveau), Olivetti, Fincantieri, Prysmian, Saipem ou Benetton, à des sociétés d'État largement privatisées comme l'Eni, Enel, Leonardo et à l'existence d'un dense réseau de PME constitué de sous-traitants ou de petites structures tournées vers l'excellence, la qualité, le design et constituant la force d'exportation de l'économie italienne. Les grands noms du luxe italien comme Ferrari, Maserati dans l'automobile, Gucci, Dolce & Gabbana, Armani, Alberta Ferretti, Prada, Max Mara dans la mode et Ferretti, Azimut et Riva dans le yachting font de l'Italie une référence mondiale dans le domaine de l'élégance et design. Parallèlement, il existe une économie souterraine surtout présente dans le sud de l'Italie. Le travail au noir représenterait 20 % du PIB.
Les grandes organisations criminelles comme la mafia sicilienne, la camorra napolitaine et la 'Ndrangheta calabraise pratiquent l'extorsion de fonds, le trafic de stupéfiants, de cigarettes, d'armes, les paris clandestins et l'usure.
La plupart des entreprises ainsi que les réseaux de PME dynamiques sont implantés dans le centre et le nord ou dans les régions méridionales. Le triangle industriel Milan-Gênes-Turin fait partie de la mégalopole européenne. Il en représente la partie sud. Avec l'Émilie-Romagne et la Vénétie, il compose le cœur industriel de l'Italie, fortement ancré vers l'Europe et les exportations. On y trouve des industries puissantes comme Fiat et l'Eni mais aussi des PME dynamiques. Les PME de la troisième Italie sont elles aussi fortement tournées vers l'exportation. Cette partie de l'Italie est beaucoup plus riche que le Sud et ne compte que 2 % de chômage alors que le sud atteint les 15 %. Entre les deux, il existe une région que les géographes ont appelé la troisième Italie. Elle base son développement économique sur des réseaux de PME dynamiques dans des secteurs diversifiés comme le textile, le cuir, les industries métalliques et mécaniques. L'Italie est le deuxième fabricant et exportateur de machines-outils après l'Allemagne. Ce pays est le premier partenaire économique de l'Italie, le suivant étant la France. Concernant les échanges commerciaux, 60 % sont effectués en Europe. L'Italie dispose d'infrastructures de communication vers l'Europe (lignes ferroviaires, autoroutes, cols aménagés) ainsi qu'une ouverture sur l'Europe Centrale et de l'Est grâce à la Slovénie et l'Autriche.
L'allègement des prélèvements obligatoires, l'assouplissement du marché du travail, la réforme du système de retraites, avancent lentement du fait de l'opposition des syndicats qui craignent une précarisation des conditions de travail des employés et un appauvrissement des futurs retraités. Le gouvernement de Silvio Berlusconi dispose de plus de latitude pour engager ces transformations car il ne repose pas sur une coalition trop hétéroclite. Toutefois, l'Italie ayant une situation financière (dette publique) délicate, ses marges de manœuvres sont réduites. En 1991, la dette publique dépassait les 100 % du PIB. En 2011, cette proportion a atteint 120 %, puis 135 % en 2019.
En 2019 la production industrielle est en baisse et le chômage en hausse. Selon la Commission européenne et le FMI, la croissance prévue pour 2019 est proche de zéro. Pour l'OCDE, elle serait même négative.
Le déficit (2, 4 % en 2019) est dû à la charge de la dette (3,8 % du PIB). Si l'on exclut cette dernière, les recettes fiscales dépassent les dépenses publiques de 1,4 % du PIB. Le ressentiment est élevé en Italie à l'égard de l'Union européenne. Depuis l'adoption de l'euro, le revenu par habitant de l'Italie n'a quasiment pas augmenté (le salaire moyen brut est passé, à prix constants, de 28 939 euros en 2001 à 29 214 euros en 2017).
En 2018, le gouvernement promet des privatisations massives à la Commission européenne. Les actifs cessibles devraient être essentiellement immobiliers, les gouvernements précédents ayant déjà privatisé la plupart des entreprises publiques. Une amnistie fiscale, mesure défendue par la Ligue du Nord, est adoptée afin d'éponger les contentieux dans la limite de 500 000 euros. Une baisse de la fiscalité pour le petit patronat et les travailleurs indépendants est également décidée. Elle devrait par la suite concerner l'ensemble de l'impôt sur les sociétés, selon un mécanisme de flat tax (système d'imposition à taux unique) tout en avantageant principalement les revenus les plus élevés. Des dispositions favorables aux étrangers fortunés sont également introduites, leur permettant de bénéficier de privilèges fiscaux s'ils transfèrent leur résidence fiscale en Italie. Le régime fiscal du pays, qui en outre ne prévoit pas de droits de donation et de succession, rencontre un certain succès auprès de riches ressortissants britanniques effrayés par le retrait du Royaume-Uni de l'Union européenne,.

### Régions économiques
L'Italie présente de fortes inégalités de développement entre ses régions. En 2019, selon l’Institut national de statistique (Istat), le PIB des régions du Sud et des îles (Sardaigne et Sicile) ne représentait que la moitié de celui des régions du nord-ouest du pays. Les efforts de l’État visant à amoindrir ces inégalités ont été abandonnés dans les années 1990 : « l’État a dû s’attaquer à son problème de dette publique considérable, et il a commencé à vivre au jour le jour, en investissant prioritairement sur les régions les plus fortes du pays, là où le bénéfice semblait plus immédiat », explique l’économiste Gianfranco Viesti. Entre le début des années 2000 et la période 2017-2019, les investissements publics annuels dans le Sud et les îles ont chuté de 50 %.

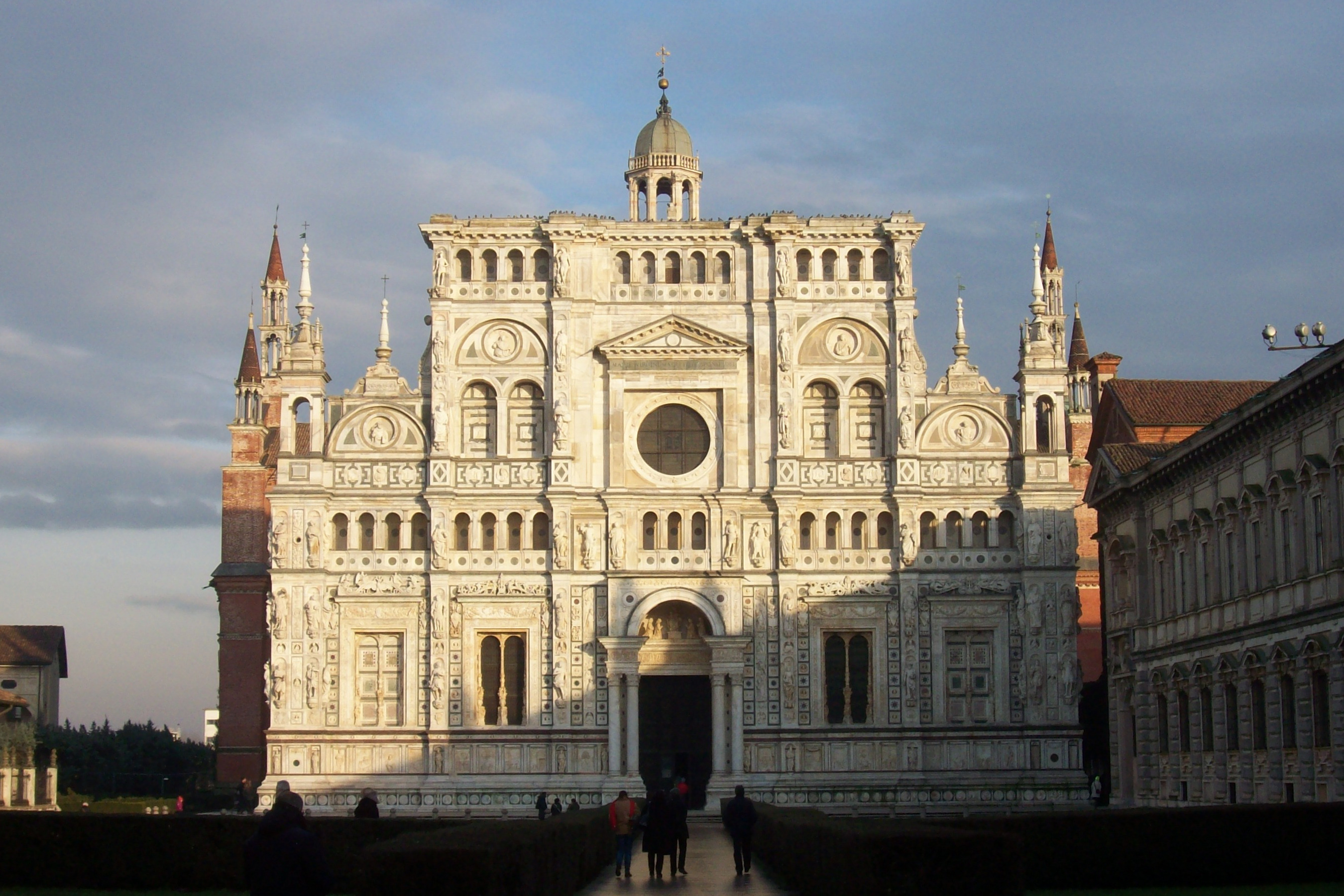
Chartreuse de Pavie.
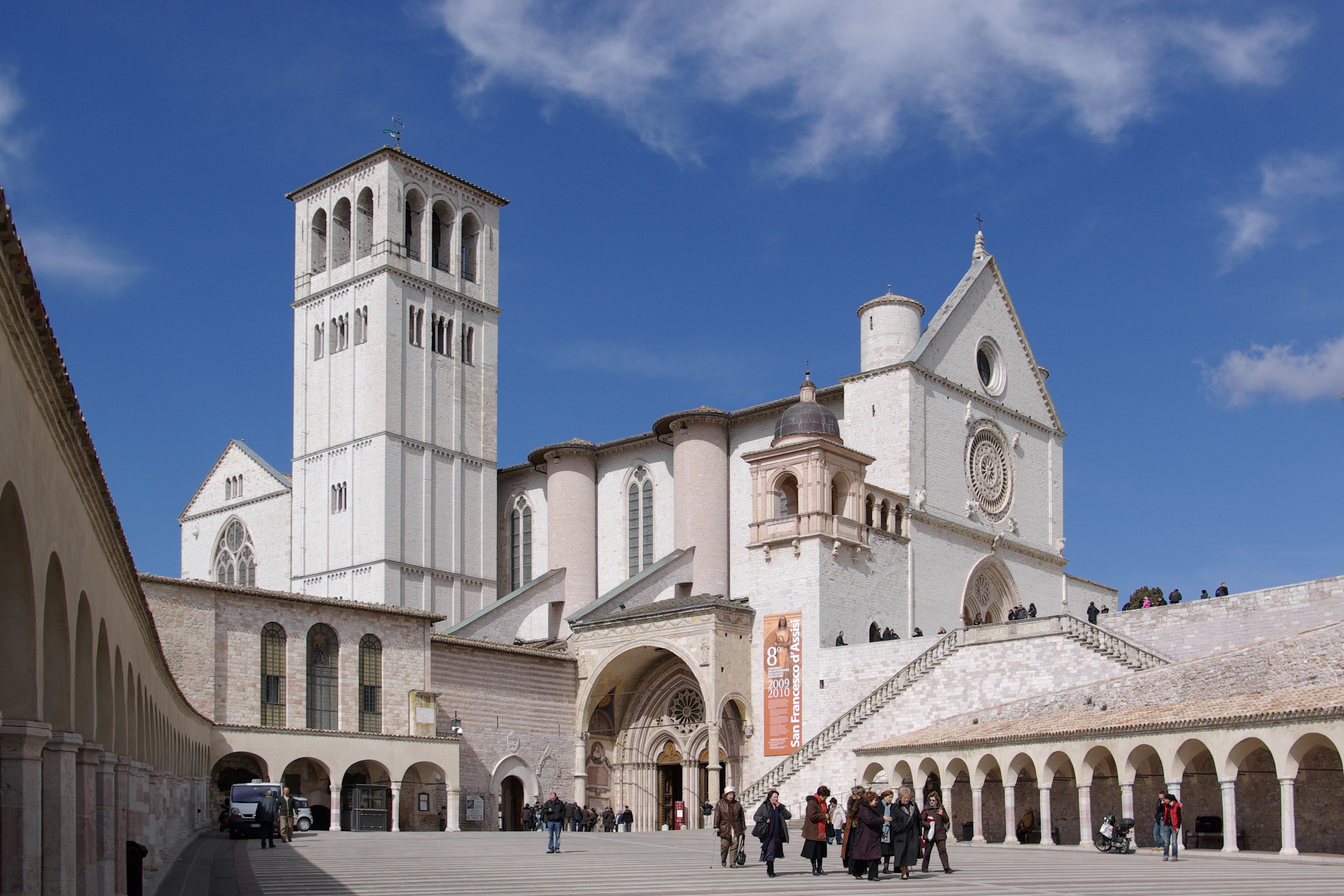
Assise - la basilique de San Francesco.
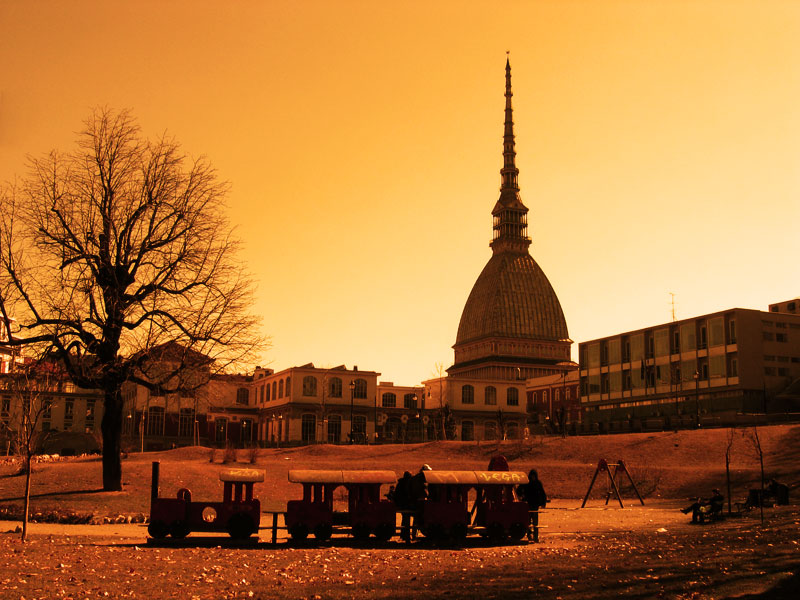
Turin - Mole Antonelliana.
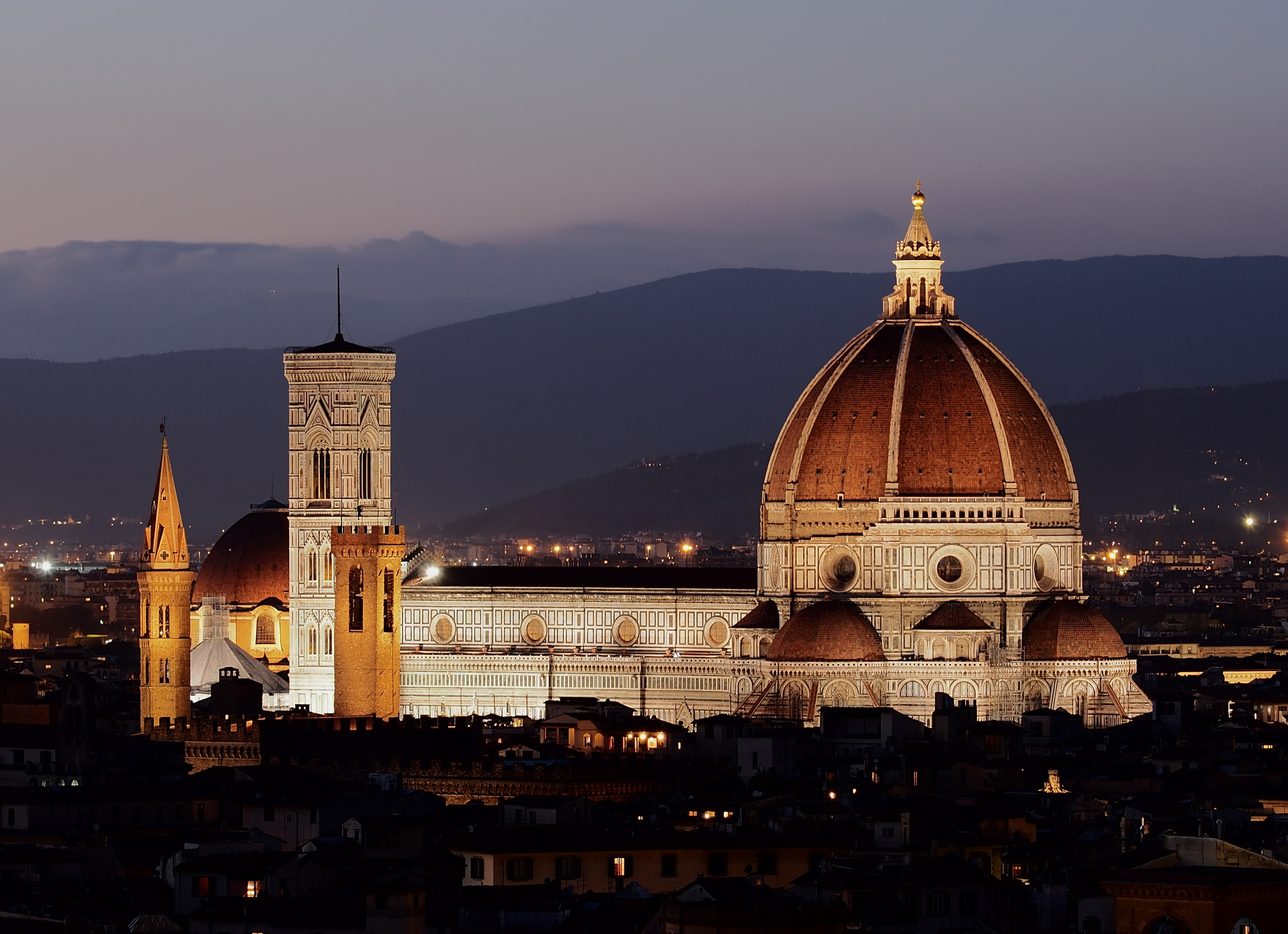
Dôme de Florence.
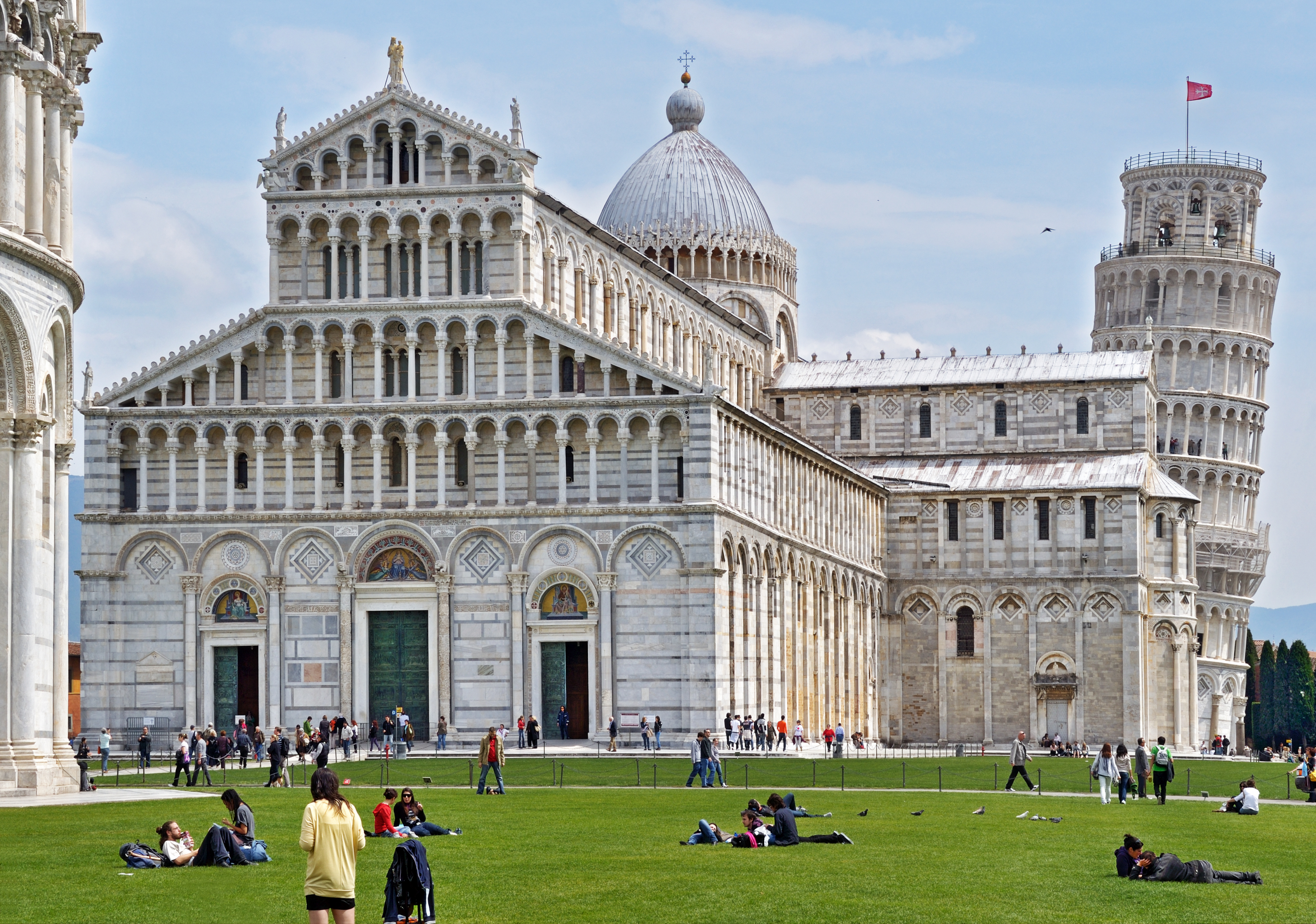
Cathédrale Notre-Dame-de-l'Assomption et Tour de Pise.
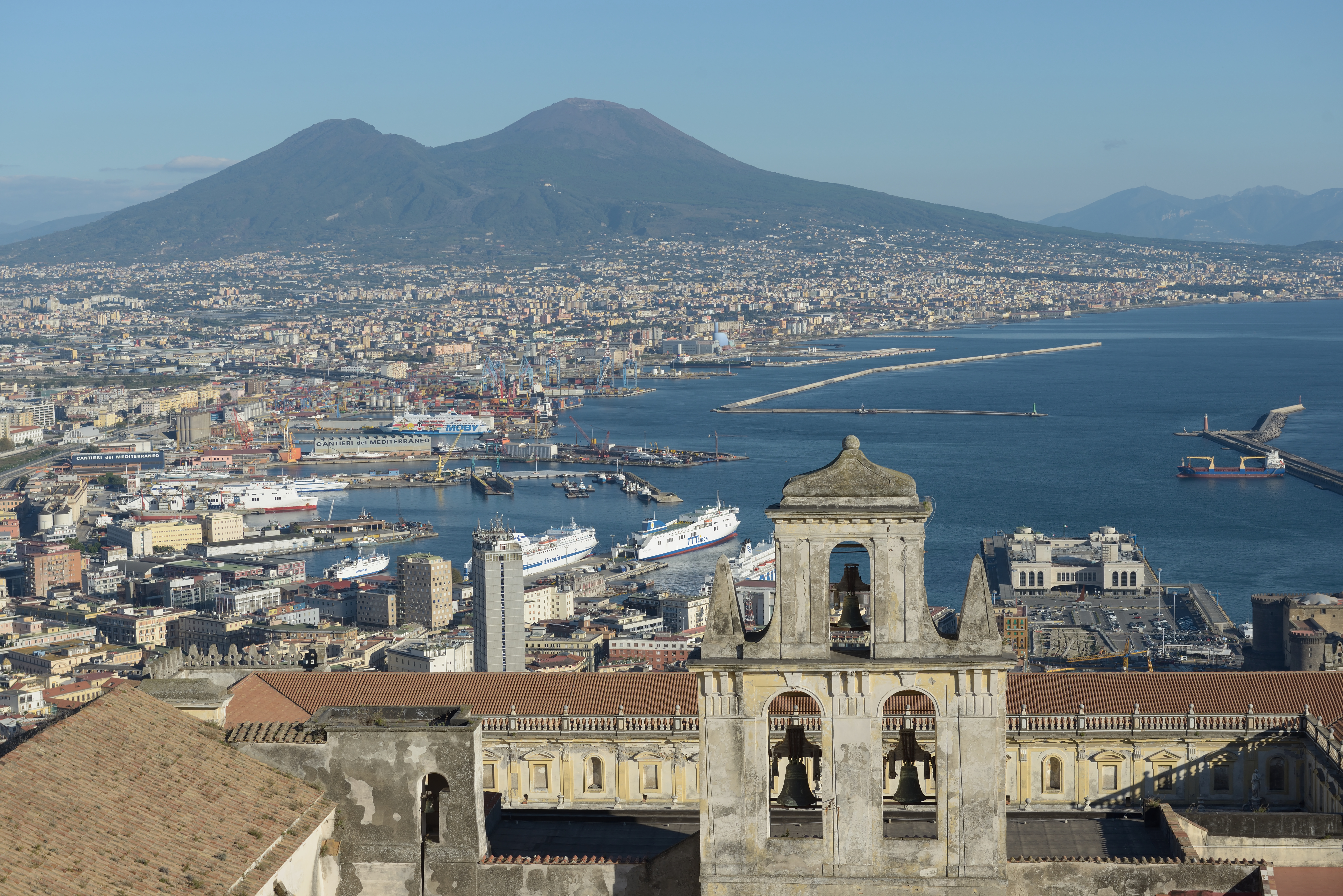
Naples et sa célèbre baie, menacée par le Vésuve.
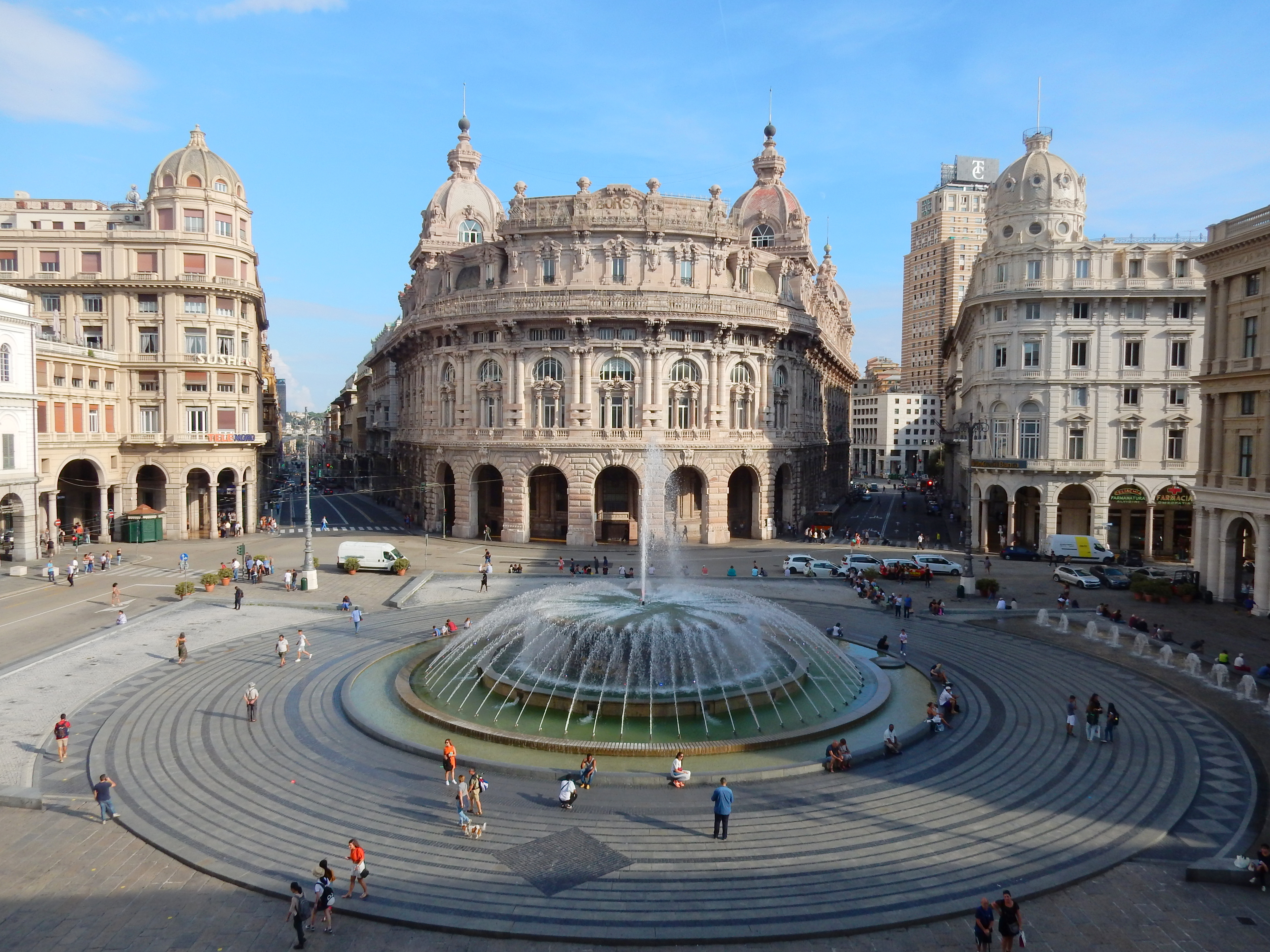
Gênes - Piazza De Ferrari.
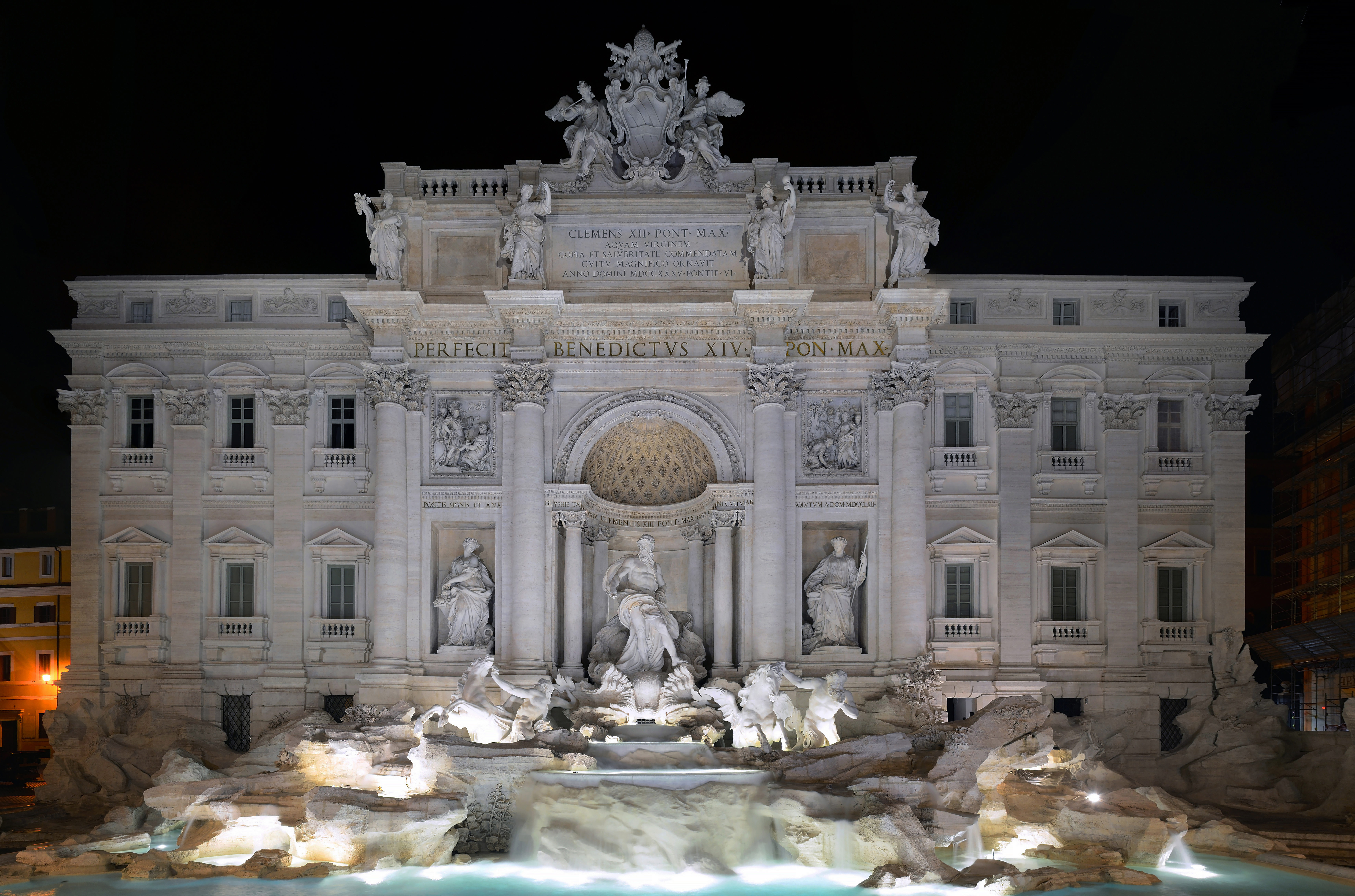
Rome - Fontaine de Trevi.

L'Italie se divise en quatre grandes régions économiquement distinctes :
- le Nord-Ouest, le « Triangle économique », qui appartient au cœur économique de l'Europe et occupe le sud de la mégalopole européenne. La région concentre les principales activités lourdes ainsi que les sièges d'entreprise et s'organise autour des trois grandes villes :
  - Milan, métropole industrielle et tertiaire, médias et industries culturelles, capitale financière du pays,
  - Turin, construction automobile, banque-finance-assurance,
  - Gênes, premier port d'Italie et second de la mer Méditerranée après Marseille, associant dans la région construction navale et tourisme haut-de-gamme ;
- le Nord-Est, correspond à la région des PME-PMI, où leur concentration est la plus forte d'Europe. Le tissu urbain est composé de villes moyennes telles que : Vérone, Padoue, Venise-Mestre, Trieste, Modène, Parme, Bologne. Deux ports d'importance (Venise et Trieste) concentrent les activités d'industrie lourde et de construction navale (chantiers Fincantieri) et offrent un débouché pour les industries locales, s'ajoutant à la proximité des pays de l'Europe Centrale (qui connaissent un fort développement depuis peu) ;
- l'Italie du centre ou troisième Italie est une région dynamique de l'Europe grâce à des PME innovantes à structures familiales et de puissantes coopératives. Le réseau urbain est également composé de villes moyennes qui conjuguent patrimoine historique et zones d'activités industrielles et artisanales (tissus, automobile, haute couture). Le nord et Bologne influent sur la façade adriatique des Marches mais c'est davantage le pôle florentin (Florence, Prato et Pistoia) associé au port de Livourne, d'une part, et Rome, d'autre part, qui dominent le centre ;

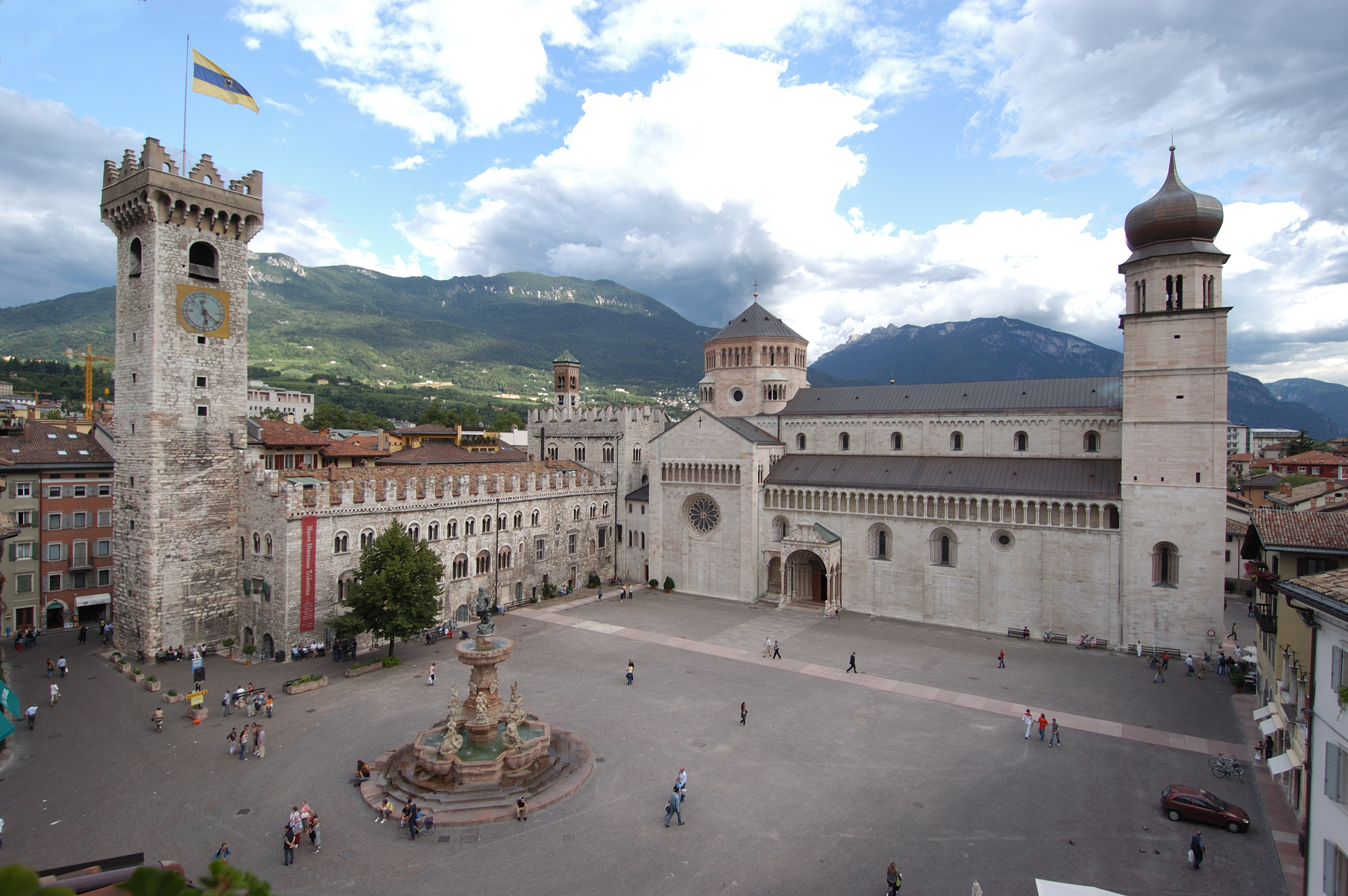
Piazza Duomo de Trente.

- l'Italie du Sud, (ou Mezzogiorno) est un espace moins industrialisé et, globalement, moins aisé que le reste d'Italie. Les territoires méridionaux bénéficient des aides de l'État et de l'Union européenne notamment pour financer un réseau routier performant et installer des complexes industrialo-portuaires, bien que ces projets se soient souvent révélés être des "cathédrales dans le désert", selon l'expression créé par Luigi Sturzo[79],[80]. L'ensemble des difficultés socio-économiques éprouvées par les Italiens du Sud sont connues, dans le débat public, sous l'expression « question méridionale » (questione meridionale), terme forgé après l'unification de l'État[81],[82]. Or, les moindres opportunités économiques alimentent une émigration interne du Sud au Nord-Ouest de la peninsule. Parmi les régions les plus performantes, l'on trouve les Pouilles, qui accueille la deuxième plaine d'Italie et, partant, une activité agricole intense en sus d'un secteur touristique développé; cette région dispose d'importants ports situés à Tarente, Bari et Brindisi. Le Molise et les Abruzzes, qui sont moins exposés à la mainmise de la mafia ou de la camorra, ont connu une croissance plus forte que le sud-ouest de l'Italie.

| Région                   | Chef-lieu  |
| ------------------------ | ---------- |
| Vallée d'Aoste*          | Aoste      |
| Piémont                  | Turin      |
| Ligurie                  | Gênes      |
| Lombardie                | Milan      |
| Trentin-Haut-Adige*      | Trente     |
| Vénétie                  | Venise     |
| Frioul-Vénétie Julienne* | Trieste    |
| Émilie-Romagne           | Bologne    |
| Toscane                  | Florence   |
| Ombrie                   | Pérouse    |
| Marches                  | Ancône     |
| Latium                   | Rome       |
| Abruzzes                 | L'Aquila   |
| Molise                   | Campobasso |
| Campanie                 | Naples     |
| Pouilles                 | Bari       |
| Basilicate               | Potenza    |
| Calabre                  | Catanzaro  |
| Sicile*                  | Palerme    |
| Sardaigne*               | Cagliari   |

| Rang | Ville    | Agglomération urbaine | Aire urbaine | Superf. (en km2) |
| ---- | -------- | --------------------- | ------------ | ---------------- |
| 1    | Milan    | 5 248 000             | 7 400 000    | 8 054            |
| 2    | Rome     | 3 798 000             | 4 194 000    | 5 352            |
| 3    | Naples   | 3 726 000             | 4 150 000    | 2 300            |
| 4    | Turin    | 1 460 000             | 1 700 000    | 1 127            |
| 5    | Palerme  | 860 000               | 1 040 000    | 1 391            |
| 6    | Gênes    | 745 000               | 1 400 000    | 4 200            |
| 7    | Bari     | 620 000               | 1 000 000    | 2 270            |
| 8    | Florence | 600 000               | 1 500 000    | 4 844            |
| 9    | Bologne  | 580 000               | 980 000      | 3 703            |
| 10   | Catane   | 580 000               | 760 000      | 939              |
| 11   | Cagliari | 370 000               | 470 000      | 1 800            |
| 12   | Venise   | 360 000               | 3 270 000    | 6 680            |
| 13   | Messine  | 250 000               | 480 000      | 1 135            |
| 14   | Trieste  | 220 000               | 240 000      | 212              |

### Agriculture
On compte près de deux millions d'exploitations agricoles en Italie. Elles sont spécialisées dans la culture des produits traditionnels dans le monde méditerranéen, c'est-à-dire la vigne, le blé, l'olivier, les fruits et légumes et les agrumes (notamment la bergamote à Reggio de Calabre) et les produits laitiers.
En 2018, Global Slavery Index, une organisation calculant le nombre de personnes réduites à l'esclavage par pays, a estimé le taux de travailleurs agricoles exploités en Italie au nombre de 50 000. Un rapport de l'Union européenne sur l'esclavagisme indique en 2019 que 400 000 travailleurs agricoles en Italie risquent d'être réduits à l'esclavage et près de 100 000 sont contraints à vivre dans des conditions inhumaines. Beaucoup sont des travailleurs immigrés.

### Tourisme
Le tourisme constitue une activité motrice de l'économie : l'Italie, troisième pays touristique d'Europe derrière la France et l'Espagne, accueille 62 millions de touristes et la deuxième au monde en nombre de nuitées (221 millions) après Espagne (299), et devant Royaume-Uni (192) et France (137). La fréquentation totale est de 432,6 millions grâce aux Alpes, sur les littoraux et dans les villes d'art et d'histoire comme Milan, Gênes, Venise, Florence, Palerme, Naples et Rome. La présence des vestiges archéologiques fait également beaucoup dans la réputation touristique du pays ; l'Italie développe également depuis quelques années un tourisme œno-gastronomique (appelé agritourisme). Selon les estimations de la Banque d'Italie de 2018, le secteur du tourisme génère directement plus de 5 % du PIB national (13 % compte tenu également du PIB généré indirectement) et représente plus de 6 % de l'emploi,

## Transports

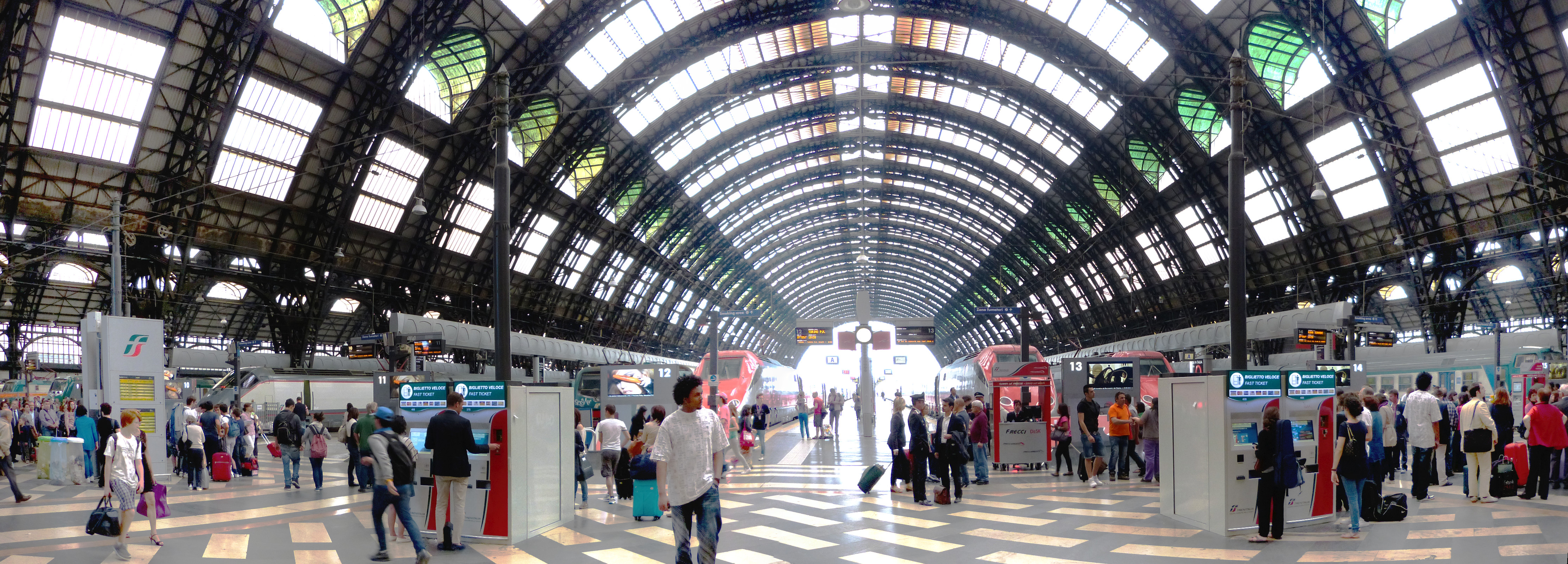
Gare de Milan-Centrale.

L'Italie est située au Centre du bassin méditerranéen. Sa position géographique centrale a permis à ses cités de jouer un rôle majeur dans le commerce entre l'Orient et l'Occident au Moyen Âge. La Méditerranée est traversée par des routes maritimes mondiales via le canal de Suez. Le port de Gioia Tauro est devenu le premier port de conteneurs de la Méditerranée bien que mal desservi et ne disposant pas de plateforme logistique adéquate ; il reste donc un port de transbordement. L'Italie cherche à renforcer ses liaisons avec l'UE : l'aéroport international de Milan Malpensa, achevé en 2001, permet de relier plus facilement le cœur économique de l'Italie au reste du monde, intention relayée par les projets ferroviaires Berlin-Palerme et Lyon-Turin-Budapest qui accentueront le rôle central de l'Italie du Nord. On note aussi un réseau de ports très efficace, aussi bien dans le trafic de marchandises que dans le trafic de passagers/touristes. Malgré un arc alpin très marquant, les flux économiques entre le nord de l'Europe et l'Italie ne sont pas limités grâce aux bonnes relations entretenues avec ses voisins et les nombreuses coopérations.

### Transport aérien
Le pays compte en tout 29 aéroports internationaux. Rome avec 46 millions de passagers par an est le hub le plus important du pays, deux aéroports se partagent ce trafic ; Leonardo da Vinci (ou Fiumicino) et Ciampino. Le hub de Milan est en deuxième position, avec trois aéroports (Malpensa, Linate et Orio al Serio) dont le trafic cumulé est de 44 millions de passagers par an. Les autres aéroports importants sont Bologne-Borgo Panigale, Venise-Marco-Polo, Naples-Capodichino et Catane-Fontanarossa.

### Réseau routier
Il y a 7 500 km d'autoroute parcourant le pays du nord au sud (y compris la Sicile). La plupart de ces autoroutes sont payantes, sauf, par exemple, l'autoroute A3 reliant Naples à Reggio de Calabre. La première autoroute mise en service au monde fut celle reliant Milan à Varese et ne comptait qu'une seule voie dans chaque sens. Inaugurée en 1927 par Mussolini, elle est toujours en fonction en 2008 et élargie à trois ou cinq voies dans chaque sens. À cela s'ajoute un réseau de superstrada, route nationale (SS : Strada Statale) à deux ou trois voies dans chaque sens d'un total de 2 500 km, qui connecte les régions périphériques aux grands axes. Le réseau est toutefois surchargé et de nombreux projets de réhabilitation des plus anciennes autoroutes sont en cours de réalisation, afin de réduire les risques liés à la vétusté de certains ouvrages et d'en augmenter les capacités.

### Réseau ferroviaire
Le TAV, équivalent du TGV français, utilise le réseau AV/AC italien (Alta Velocità/Alta Capacità) qui est composé de deux axes principaux : l'axe Turin-Milan-Verone-Venise et l'axe Milan-Bologne-Florence-Rome-Naples-Salerne. À cela s'ajoutera l'axe Milan-Gênes et Naples-Bari (ce dernier étant déjà desservi par un système à grande vitesse mais plus lent que le TAV). Actuellement le réseau TAV compte 1 243 km de lignes AV/AC. L'ensemble du réseau ferroviaire est de 16 726 km.

## Culture

### Langues

#### Langues en usage

L'italien dans le monde.

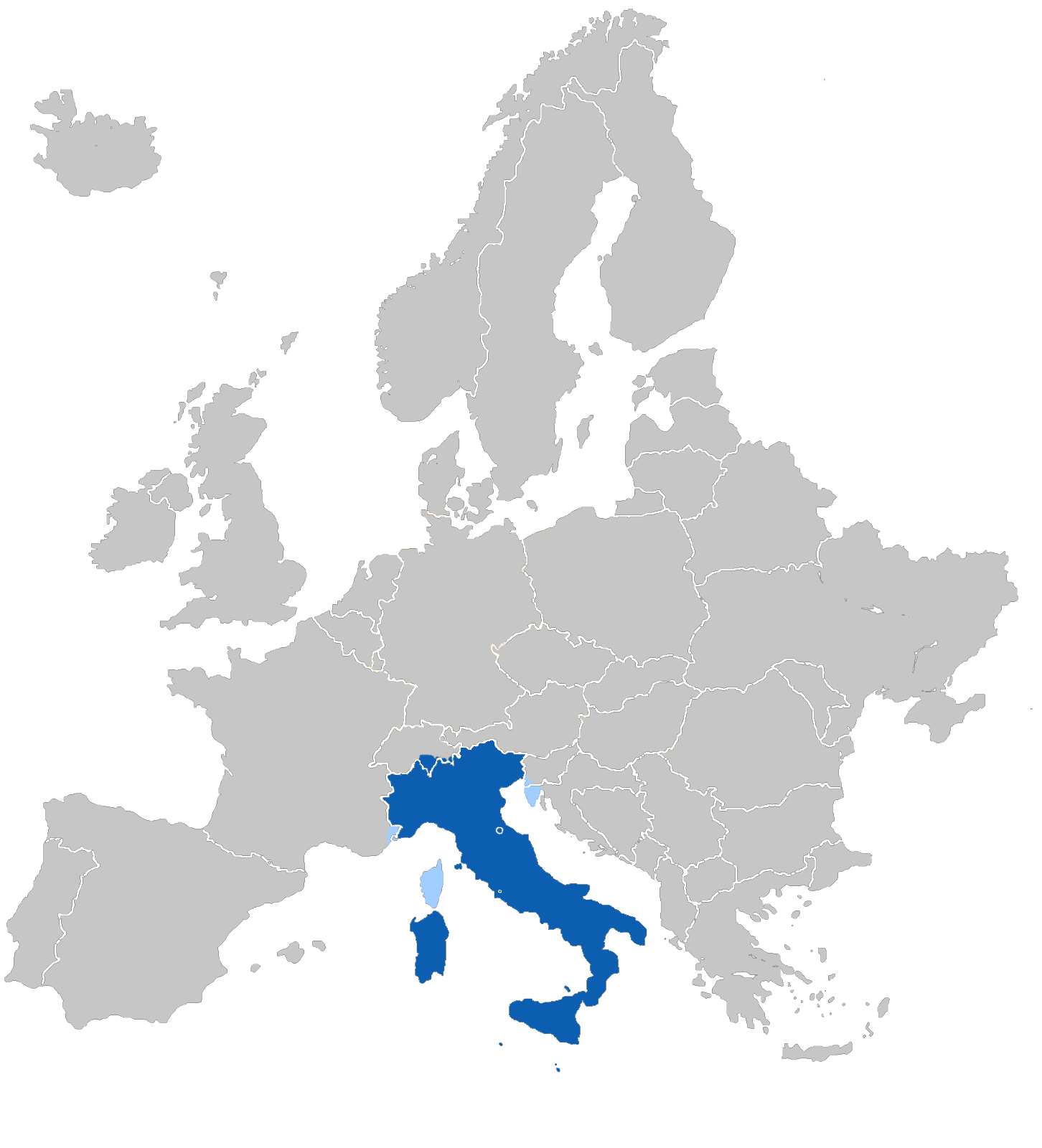
L'italien principalement parlé dans la zone géographique italienne en Europe.

La réalisation de l'unité nationale seulement en 1870, à l'issue du Risorgimento avec la prise de Rome, a contribué, en partie, à la persistance de plusieurs langues régionales ainsi que de différentes variantes locales, donnant ainsi vie à un phénomène de diglossie. Or, l'unification linguistique d'Italie s'est opérée sur fond d'une réelle diversité culturelle et linguistique, qui reste toujours d'actualité.
L'italien doit composer avec les langues minoritaires et dialectes locaux. D'après une étude de l'Istituto nazionale di statistica, en 2015, 45,9 % de la population résidant sur le territoire italien s'exprimait principalement en italien, tandis que 32,2 % employait à la fois l'italien et une autre langue régionale ou dialectale. Seule 14 % de la population utilisait exclusivement une langue régionale ou dialectale et 6,9 % une langue étrangère.
Dans la République italienne, les minorités linguistiques sont protégées en vertu de l'Article 6 de la Constitution de 1948, sachant que certaines langues minoritaires ont un statut de langue co-officielle dans certaines régions. Parmi l'ensemble des langues minoritaires, l'on trouve le frioulan (ou ladin oriental), le ladin dolomitique (ou ladin occidental), l'allemand, le slovène, l'occitan, le français, le francoprovençal, l'albanais, le grec, le sarde, le catalan et le croate. A titre d’exemple, le français est une langue de minorité, co-officielle dans la région de la Vallée d'Aoste.
Outre l'italien, les langues les plus parlées sont l'anglais (33 %), le français (9 %) et l'espagnol (6 %).

#### Italien
En Italie, l'italien est la langue officielle principalement par consuétude. Alors que la Constitution de 1948 ne dispose rien au sujet de la langue nationale, l'article 1 alinéa 1er de la loi no 482/1999 relative à la protection des minorités linguistiques prévoit que « la langue italienne […] est la langue officielle de l'État ».
L'italien fait partie de la famille des langues romanes et est la langue moderne la plus proche du latin, 90% des mots la composant en dérivant directement. Son histoire remonte au bas Moyen Âge lorsque la langue vulgaire toscane commença à s'imposer comme langue vernaculaire pour l'expression littéraire et ainsi à se propager au-delà de son aire géographique d'origine. Jusqu'alors, dans la péninsule, seul le sicilien avait brièvement émergé comme langue écrite aux côtés du latin.
Le succès du toscan littéraire se doit notamment aux œuvres de Dante Alighieri, Pétrarque et Boccace, réputés les trois couronnes de la langue italienne et auteurs de la Divine Comédie, du Canzoniere et du Décaméron respectivement. Grâce à leur travail naît l'italien vulgaire, lequel sert de base pour la formation de l'italien moderne entre les XVIIe et XVIIIe siècles par la succession de courants littéraires dont le romantisme italien. À cette époque, Alessandro Manzoni et Giacomo Leopardi figurent parmi les pères linguistiques fondateurs. D'autres représentants majeurs de la littérature italienne sont Grazia Deledda, Eugenio Montale, Alda Merini et Erri De Luca.
L'italien est principalement parlé en Italie, en Suisse italienne, au Vatican et à Saint-Marin comme langue officielle, mais aussi en Slovénie et Croatie, où elle bénéficie du statut de langue officielle de minorité,, ainsi qu'en Libye. Une communauté italophone subsiste en Éthiopie, là où des langues nationales comme l'Amharique et le Tigrigna ont été influencées par la présence coloniale. À travers le monde, une communauté italophone d'expatriés continue à exister, y compris d'Italiens de deuxième voire troisième génération.
En France, l'italien s'est diffusé à raison de l'immigration économique, puis politique sous le Fascisme, ayant eu lieu entre le XIXe et la première moitié du XXe siècle. Or, l'influence de l'italien sur le français remonte au moins aux XVIe et XVIIe siècles, lorsque l’engouement de la France pour l’art et la musique italienne avait pris une importance et une densité considérables, surtout à la Cour royale ce dont témoigne la présence de deux reines italiennes.

### Religions

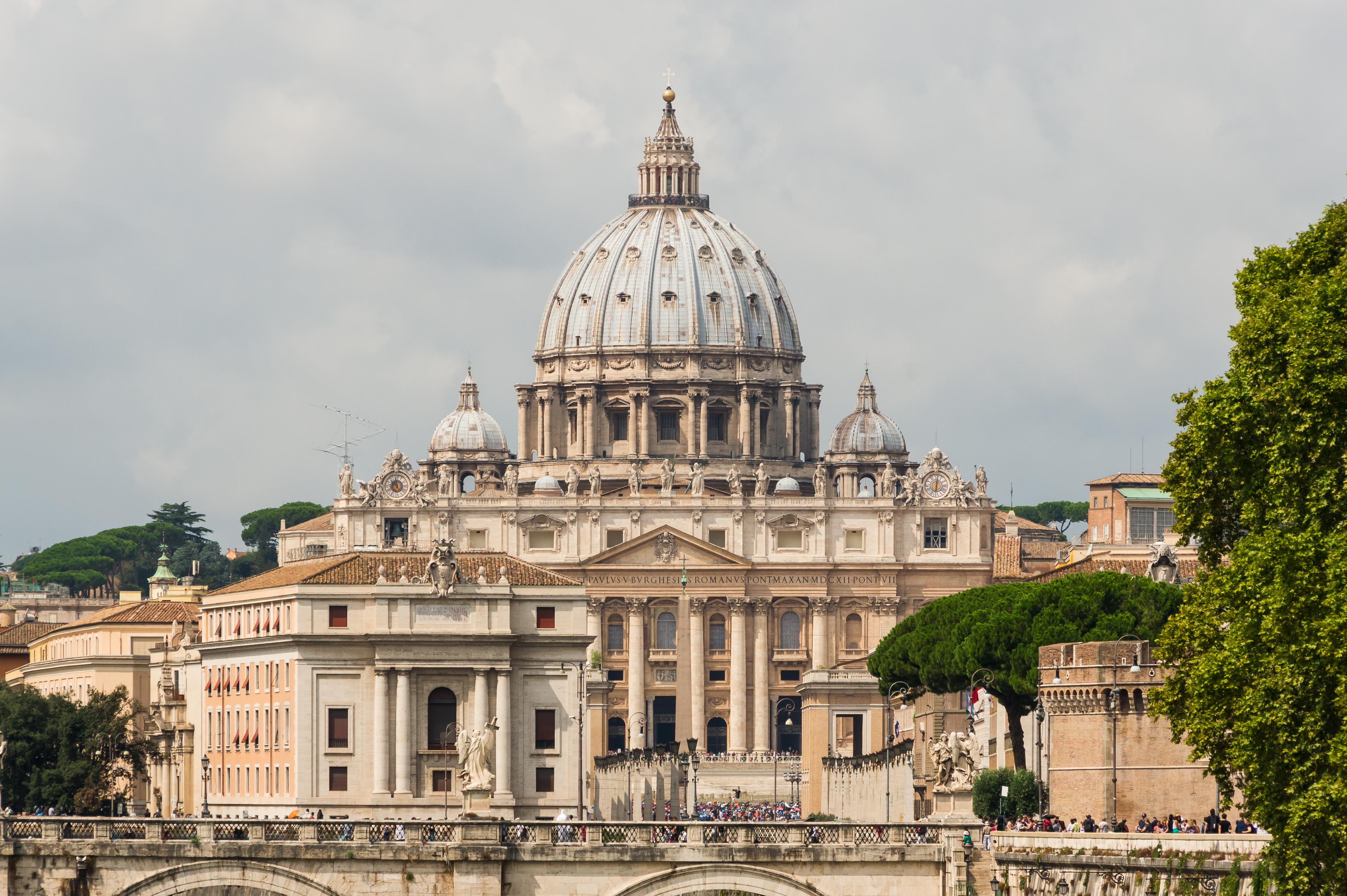
Basilique Saint-Pierre au Vatican.

L'Italie reconnaît la liberté de culte au niveau individuel, collectif, et institutionnel, ainsi que la liberté de toutes les confessions quant à leur organisation interne, tant que celle-ci ne porte pas atteinte à la loi. Cela consiste dans la liberté de croire, de ne pas croire, de manifester sa foi en public et en privé.
L'État italien est laïque, sachant que, selon la position assumée par le Consiglio di stato, le principe de laïcité (it. laicità) implique une attitude favorable à l’égard du phénomène religieux et des confessions religieuses engageant le pouvoir public à préserver toutes les confessions et maintenir une position équidistante et impartiale à l’égard de chacune d’elles, dans un régime de pluralisme confessionnel et culturel. Or, la laicità n'impose ni aux agents publics de ne pas manifester leur foi, pour autant que cela ne porte pas atteinte aux obligations de service public, ni l'indifférence du pouvoir public à l'égard du phénomène religieux.
Dans la jurisprudence de la Cour constitutionnelle de la République italienne, toutes les croyances, cultures et traditions différentes doivent vivre ensemble dans l’égalité et la liberté devant la loi.
L'Église catholique - dont le siège mondial se situe dans la Basilique Saint-Pierre dans la Ville du Vatican - représente la confession religieuse la plus importante en Italie. En nombre d'adhérents, la religion catholique est suivie de très loin par ce qu'on appelle les Assemblee di Dio, les communautés pentecôtistes ainsi que les témoins de Jéhovah. Les flux migratoires au XXIe siècle vers l'Italie ont permis le développement de communautés orthodoxes et musulmanes, auparavant inexistantes ou fortement minoritaires. Les juifs et les Valdesi (Vaudois dans les régions francoprovençales) du Piémont ont, quant à eux, une présence séculaire sur le territoire italien bien que marginale.

### Fêtes
| Date         | Nom français                            | Nom local                                                          | Remarques |
| ------------ | --------------------------------------- | ------------------------------------------------------------------ | --- |
| 1er janvier  | Solennité de Sainte Marie, Mère de Dieu | Solennità di Maria Santissima Madre di Dio                         | |
| 1er janvier  | Jour de l'an                            | Capodanno                                                          | |
| 6 janvier    | Épiphanie                               | Epifania (nom populaire : Befana)                                  | Le jour de l'Epiphanie commémore principalement la visite des rois Mages à l'Enfant Jésus, ainsi que la révélation (théophanie) de Dieu incarné dans sa qualité de Jésus-Christ. Ce jour férié a une deuxième signification de nature civile, liée à la légende de la Befana. Lors de cette nuit, l'on veut qu'une sorcière, portant le nom de Befana, se rende de maison en maison pour distribuer des présents aux enfants. Les enfants ayant été sages pendant l'année écoulée reçoivent des petits cadeaux ainsi qu'une orange ou une pomme, tandis que les enfants s'étant mal conduits reçoivent du charbon. Selon la tradition, les présents sont déposés dans une chaussette (que l'on appelle chaussette de la Befana, it. calza della Befana), le plus souvent accrochée à la porte de chambre de l'enfant ou à la cheminée. Comme dans le cas du père Nöel, tout enfant sait que la Befana ne passera que si ce dernier est endormi. |
| Mobile       | Pâques                                  | Pasqua                                                             | |
| Mobile       | Lundi de Pâques                         | Lunedì dell'Angelo ou Lunedì di Pasqua (nom populaire : Pasquetta) | |
| 25 avril     | Anniversaire de la Libération           | Anniversario della Liberazione                                     | Anniversaire (25 avril 1945) de la libération d'Italie du nazifascime, de la fin de l'occupation nazie et de la chute du régime fasciste. |
| 1er mai      | Fête du Travail                         | Festa dei lavoratori                                               | |
| 2 juin       | Fête de la République                   | Festa della Repubblica italiana                                    | Anniversaire du référendum (2 juin 1946) par lequel les Italiens ont été appelés aux urnes pour choisir la forme de l'État, donnant ainsi vie à la République italienne. |
| 15 août      | Assomption                              | Assunzione (nom populaire : Ferragosto)                            | |
| 1er novembre | Toussaint                               | Tutti i Santi ou Ognissanti                                        | |
| 8 décembre   | Immaculée Conception                    | Immacolata Concezione                                              | |
| 25 décembre  | Noël                                    | Natale                                                             | |
| 26 décembre  | Saint Étienne                           | Santo Stefano                                                      | Commémoration de Saint Étienne, premier martyr chrétien condamné pour blaphémie et mort par lapidation. |

Un décret de 1985 fixe les fêtes religieuses (catholiques), en application de l'accord concordataire (art. 6) signé à Rome le 18 février 1984 entre la République italienne et le Saint-Siège, ratifié par la loi no 121 du 25 mars 1985 :
- quasiment tous les mois ;
- le 1er janvier, Maria Santissima Madre di Dio (Marie saintissime, mère de Dieu) ;
- le 6 janvier, Epifania del Signore (Épiphanie du Seigneur) ;
- le 29 juin, SS. Pietro e Paolo (Saints Pierre et Paul), pour la commune de Rome ;
- le 15 août, Assunzione della Beata Vergine Maria (Assomption de la Bienheureuse Vierge Marie) ;
- le 1er novembre, Tutti i Santi (Toussaint) ;
- le 7 décembre, S. Ambrogio (la Saint-Ambroise), pour la commune de Milan ; ouverture de la nouvelle saison du théâtre La Scala ;
- le 8 décembre, Immacolata Concezione della Beata Vergine Maria (Immaculée Conception) ;
- le 25 décembre, Natale del Signore (Noël du Seigneur).

### Littérature

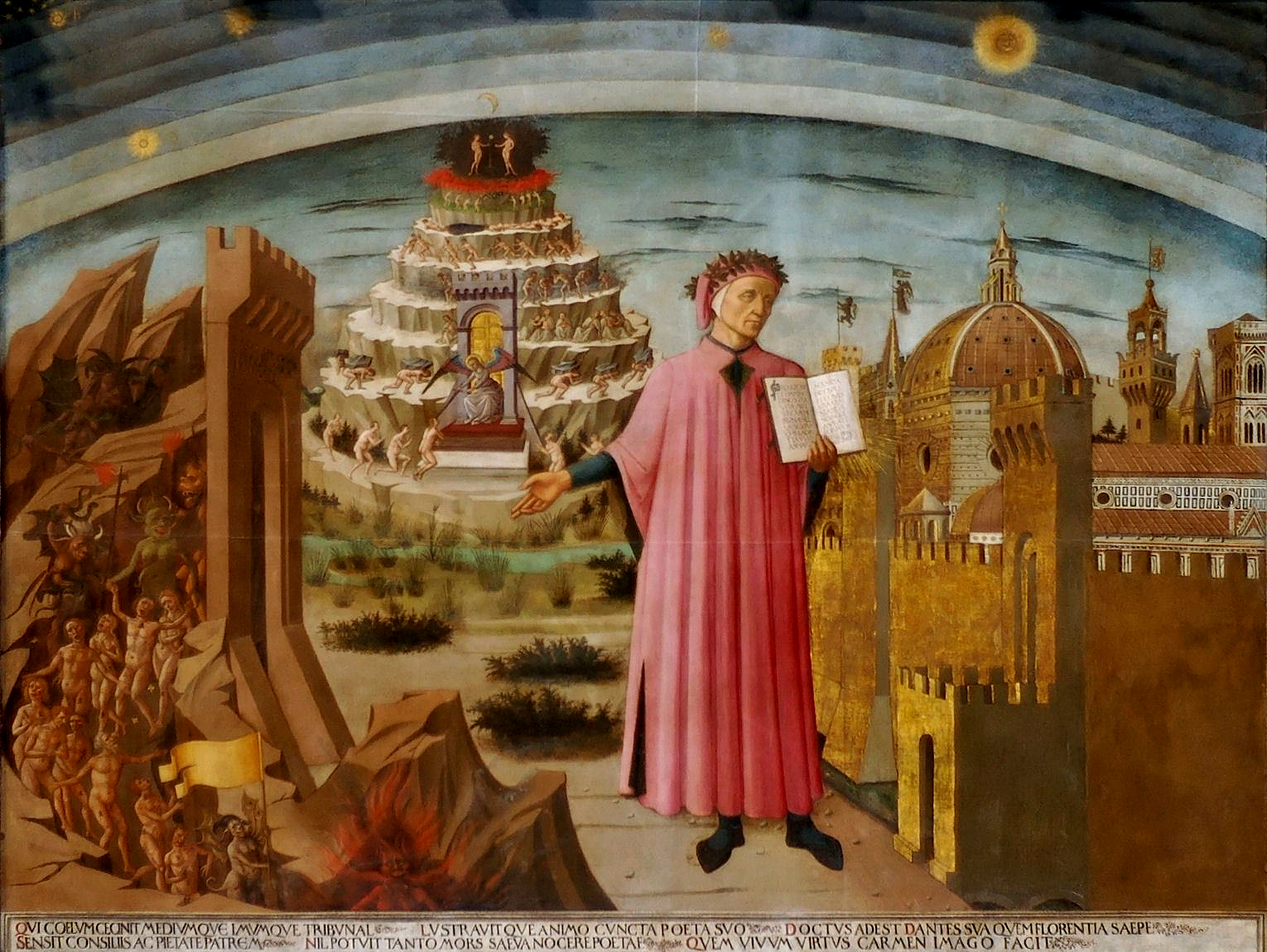
Dante, Le Purgatoire.

La littérature italienne naît avec les œuvres poétiques écrites en diverses langues régionales de l'Italie, issues du latin, et qui se développent aux environs du XIe siècle, mais c'est seulement au XIIIe siècle que débute la tradition littéraire en langue italienne, c'est-à-dire dans le dialecte toscan, de Florence, Pise et Sienne, qui s'est imposé et enrichi, sous l'influence et les apports romans, principalement de la langue d'oc et de la langue d'oïl, même si certains considèrent le Cantique des créatures de saint François d'Assise, écrit dans le dialecte italien de l'Ombrie autour de 1220, comme le premier document littéraire italien.
Après les grands fondateurs du Trecento (XIVe siècle) : Dante, Pétrarque et Boccace, on remarque au XVIe siècle les figures de L'Arioste, de Machiavel et du Tasse. Plus tard la comédie italienne connaît son maître avec Carlo Goldoni au XVIIIe siècle, tandis que la période romantique voit apparaître le grand romancier Alessandro Manzoni et le poète Giacomo Leopardi.
Si la fin du XIXe siècle est illustrée par Carlo Collodi, le père de Pinocchio, le XXe siècle est riche de grands dramaturges comme Luigi Pirandello ou Ugo Betti, à côté de romanciers comme Gabriele D'Annunzio, Curzio Malaparte, Giuseppe Tomasi di Lampedusa, Alberto Moravia ou Dino Buzzati, et leurs cadets Primo Levi, Leonardo Sciascia, Italo Calvino, Umberto Eco ou Erri De Luca. La poésie occupe, cependant, jusqu'à nos jours, une place primordiale.

### Cinéma
L'histoire du cinéma italien a commencé quelques mois après que les frères Lumière eurent présenté au public leur appareil original, le Caméra Cinématographe, le 28 décembre 1895 à Paris : ce sont eux qui l'introduisent en Italie au cours de l'année 1896. À la fin de l'après-guerre, le cinéma italien était l'un des cinémas nationaux les plus influents et reconnus au niveau mondial, avec des mouvements très forts comme celui du néoréalisme. Certains remarquables réalisateurs italiens sont Vittorio De Sica, Federico Fellini, Sergio Leone, Pier Paolo Pasolini, Luchino Visconti, Michelangelo Antonioni, Roberto Rossellini, Luigi Comencini, Dino Risi, Dario Argento, et Roberto Benigni. Le cinéma italien a aussi ses acteurs et actrices vedettes comme Sophia Loren, Claudia Cardinale, Rudolph Valentino, Anna Magnani, Rosanna Schiaffino, Gino Cervi, Monica Bellucci, Roberto Benigni, Nino Manfredi, Bud Spencer ou Terence Hill.
Le cinéma italien se déploie dans de nombreux sous-genres, dont le fameux western spaghetti ou le giallo. Souvent méprisé par la critique, le cinéma de genre italien a pourtant donné de véritables œuvres d'art et inspiré le reste du cinéma mondial.
D'un point de vue technique, le cinéma italien se caractérise par la généralisation dès l'après-guerre de la postsynchronisation, technique de doublage consistant à réenregistrer en studio a posteriori les dialogues d'un film. Ceci facilitera l'emploi de grandes vedettes étrangères dans les films italiens, en faisant substituer par des acteurs italiens la voix d'acteurs s'étant exprimés dans des langues différentes lors du tournage.

### Musique
L'histoire de la musique écrite en Italie remonte au XVIe siècle avec des pièces composées pour le luth par Francesco Canova da Milano. La période de la Renaissance voit s'imposer le compositeur Palestrina (1525-1594) qui par ses messes et motets renouvelle l'art de la polyphonie religieuse. Gregorio Allegri (1582-1652) quant à lui compose de nombreux motets et son célèbre Miserere à neuf voix. La période classique du XVIIe siècle voit la naissance de l'opéra en Italie avec les chanteurs-compositeurs Jacopo Peri et Giulio Caccini qui composent en 1597-1600 deux drames en musique Dafné et Euridice. Premier maître de l'opéra italien Claudio Monteverdi (1567-1643) compose l'Orfeo en 1607 et Ariane en 1608. Pour la musique instrumentale Arcangelo Corelli (1653-1713) compose de nombreux concertos. Le XVIIIe siècle voit s'affirmer le génie d'Antonio Vivaldi qui compose des centaines de concertos, des dizaines d'opéras et de cantates, et de Domenico Scarlatti, extraordinaire innovateur de sonates pour instruments à clavier.
Le XIXe siècle voit l'apogée de l'opéra romantique italien avec Gioachino Rossini (1792-1868) qui compose l'opéra-bouffe Le Barbier de Séville en 1816 et un opéra seria Guillaume Tell. Gaetano Donizetti (1797-1848) compose Lucie de Lammermoor tandis que Vincenzo Bellini (1801-1835) compose son célèbre opéra La Norma. Né en 1813, Giuseppe Verdi atteint la renommée avec ses opéras Le Trouvère, La traviata, Rigoletto, Aïda, Don Carlos. L'école vériste est représentée par Giacomo Puccini (1858-1924) qui compose les opéras Turandot, Madame Butterfly, La Bohème. Au XXe siècle Ottorino Respighi compose des poèmes symphoniques au style descriptif.
Parmi les plus célèbres compositeurs de musiques de film figurent Ennio Morricone et Nino Rota.
L'Italie donne également naissance à des chanteurs à tendance pop dès les années 1980 comme Eros Ramazzotti, Giorgia, Laura Pausini, Toto Cutugno, Zucchero, Umberto Tozzi ou encore Andrea Bocelli.
L'Italie voit chaque année depuis 1951 s'organiser le Festival de Sanremo, dont le vainqueur se voit offrir la possibilité de représenter le pays au concours Eurovision de la chanson. C'est le cas par exemple de Gigliola Cinquetti en 1964 et du groupe Måneskin en 2021, tous deux vainqueurs de Sanremo et de l'Eurovision.

### Cuisine

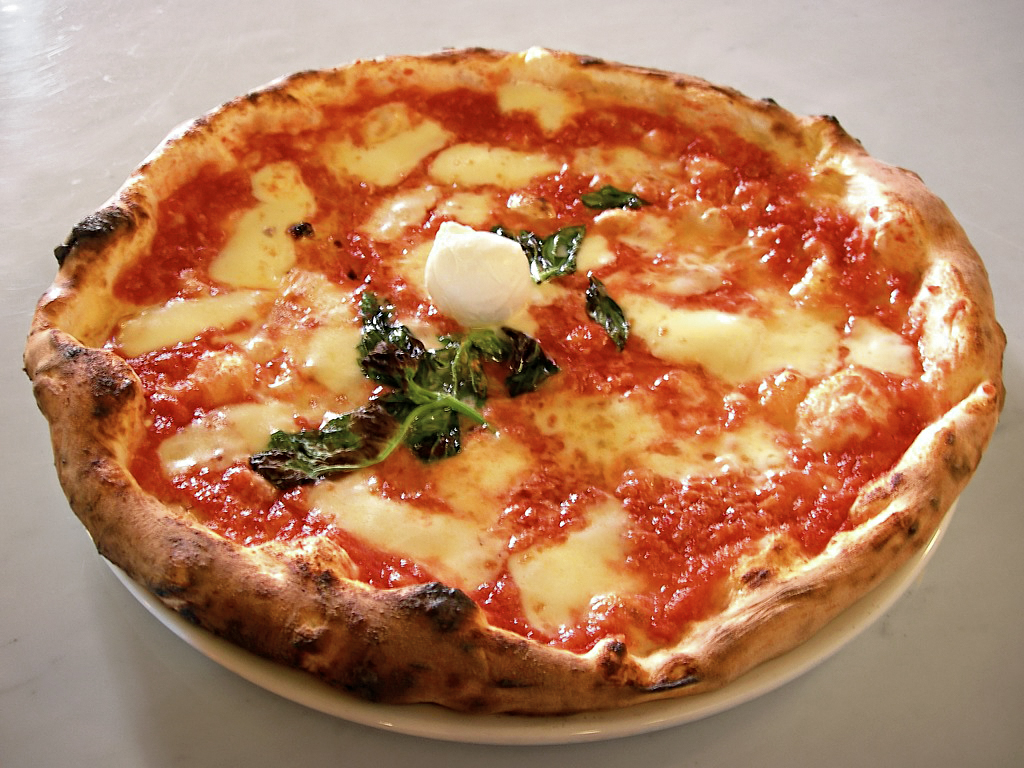
La pizza Margherita, créée en l'honneur de Marguerite de Savoie (reine d'Italie) en 1889 par le pizzaiolo Raffaele Esposito.

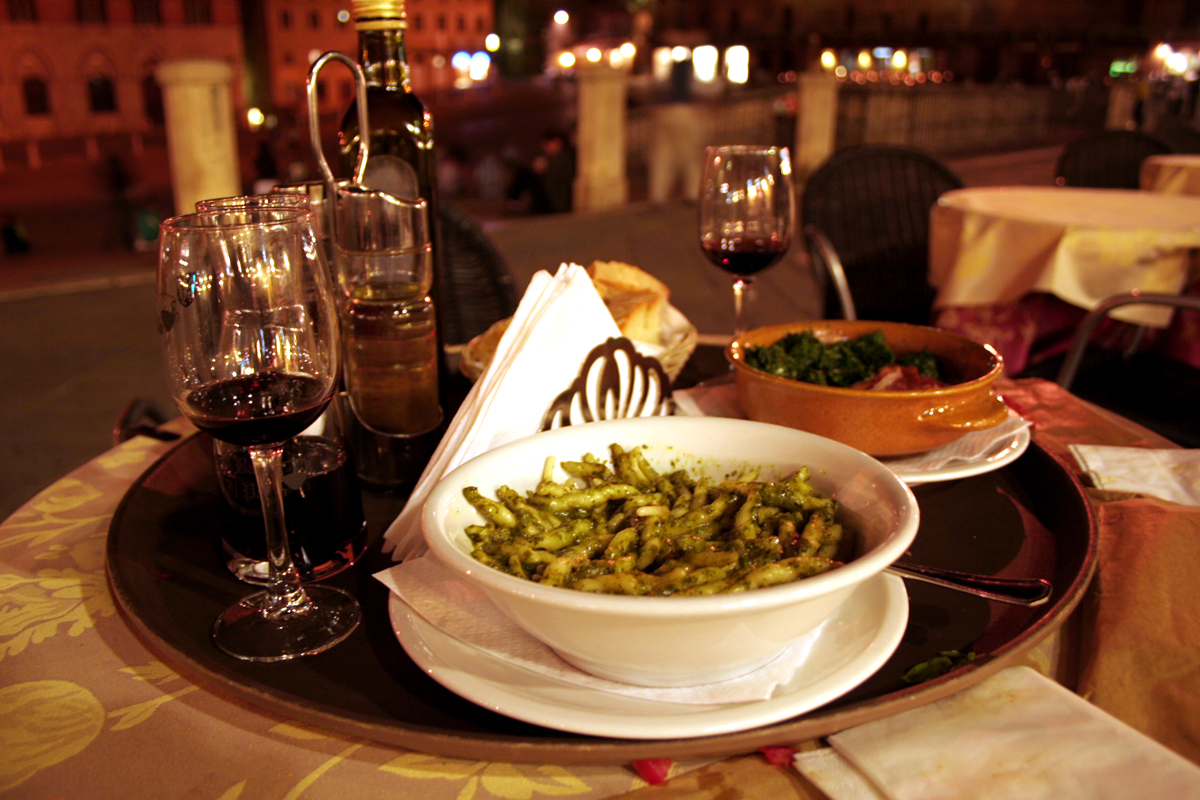
Trofie au pesto de la cuisine ligurienne.

La cuisine italienne est profondément enracinée dans le régime méditerranéen, mettant en avant l'utilisation de produits frais, et représente une expression riche et diversifiée des arts culinaires développés à travers toute l'Italie. Cette cuisine se distingue par la diversité des ingrédients utilisés, la richesse des saveurs et une grande variété régionale.
Parmi les plats les plus emblématiques, on trouve la pizza, avec des variantes célèbres dans le monde entier telles que la pizza margherita ou la pizza marinara, ainsi que les pâtes (it. pasta), avec des recettes renommées comme la carbonara ou l'amatriciana. Côté desserts, les plus connus sont le gelato, ou d'autres pâtisseries mondialement reconnues telles que le tiramisu ou la panna cotta. Enfin, le café italien (it. il caffè), sous ses formes variées comme le cappuccino, l'espresso ou le lungo, est une boisson omniprésente et emblématique de la culture italienne.

### Sports
Le sport le plus populaire en Italie est le football, dit calcio en italien. L'équipe nationale (connue sous le surnom de Gli Azzurri) a remporté la Coupe du monde de football à quatre reprises (1934, 1938, 1982 et 2006) soit autant que l'Allemagne et seulement derrière le Brésil au niveau mondial. L'Italie a été championne d'Europe en 1968 et est tenante du titre de la dernière manifestation organisée en 2020.
Le tennis a vu sa popularité accroître à compter des années 1970, lorsque le succès de Adriano Panatta, Corrado Barazzutti, Paolo Bertolucci et Antonio Zugarelli à la Coupe Davis de 1976 contribue à son affirmation comme sport de masse. En juin 2024, Jannik Sinner est le premier jouer italien devenu premier au classement ATP ; à avoir remporté l'Open d'Australie ou le Tournoi de Wimbledon. La ville de Rome est le siège des Internationaux d'Italie.
En Formule 1, l'Italie accueille le Grand Prix automobile d'Italie sur le célèbre circuit de l'Autodromo nazionale di Monza, dans le province de Monza. Plusieurs pilotes italiens ont participé au Championnat du monde, mais seuls les pilotes Giuseppe Farina (en 1950) et Alberto Ascari (en 1952 et 1953) ont remporté le titre mondial. Quant à elle, la Scuderia Ferrari, l'écurie de matrice italienne et parmi les plus emblématiques de l'Histoire de la Formule 1, est la seule à avoir présenté ses voitures au départ d'une course au moins une fois chaque saison depuis la création du championnat du monde en 1950. Huit pilotes ont été titrés dans une Ferrari pour quinze titres cumulés, seize titres de champion du monde des constructeurs ont été remportés par la Scuderia.
D'autres sports populaires sont le cyclisme, l'escrime, le volley-ball, le basket-ball, le rugby à XV, la pêche sportive, l'athlétisme, le sport motocycliste et le sport équestre.

## Dans les arts
Cette section présente des œuvres ne se déroulant pas que dans une seule ville italienne, mais plutôt dans plusieurs lieux du pays.

### Littérature

#### Récits de voyage
Quand on pense aux récits de voyage, on imagine réellement à des contrées lointaines dans lesquels une bonne partie d'entre eux s'y déroulent. Pourtant, fait méconnu, l'Italie est un pays qui a beaucoup servi de décors à ces récits. Il semble que ce soit surtout sa voisine la France où les auteurs voyageurs aiment à décrire ce pays dans leurs écrits :
- Carlo Maggi (Charles Magius), gentilhomme vénitien du XVIe siècle (dont on ne sait s'il a réellement existé), s'y est rendu lors d'une mission. Lorsque le sultan ottoman Selim a déclaré la guerre à la Sérénissime, il fut envoyé par le Sénat en tant qu'homme sûr pour vérifier l'état des postes méditerranéens. Lors de son voyage à travers la Mer Intérieure, il fut chargé de se rendre à Rome pour implorer l'aide du pape. Il profita de sa mission pour faire des relevés des vues cavalières et des plans précis des lieux visités. Il en tire, à la suite de son retour, une série de peintures (peut-être réalisées par un paysagiste flamand), visibles dans le Codex Maggi, actuellement conservé à la Bibliothèque nationale de France. Ainsi, on y découvre des tableaux représentant différents sites : Rome, Venise, Pesaro, Florence, Bologne, Ferrare, Cap d'Istrie ;
- le président (Charles) de Brosses, magistrat et historien français, par l'œuvre du romain Salluste (auteur des Histoires, sur l'histoire de Rome), partit en Italie, à la recherche de fragments perdus de ses œuvres. Bien qu'il n'y parvint pas, il écrivit de nombreuses lettres au cours de son séjour, qui seront envoyées à plusieurs destinataires. Elles seront publiées en recueil sous différents titres, le plus courant étant Lettres familières écrites d'Italie ;
- le Français Stendhal (Henri Beyle de son vrai nom), ayant beaucoup séjourné en Italie, a tiré plusieurs récits de ses voyages. Dans Rome, Naples et Florence (paru en 1817), il raconte ses voyages dans de nombreuses villes italiennes : Milan, Bologne, Florence, Naples et Rome ;
- François-René de Chateaubriand, écrivain français, se rendit plusieurs fois dans ce pays, en particulier pour remplir des missions officielles. Il accompagna, sous ordre de Napoléon Bonaparte, le cardinal Fesch à Rome en 1803. Il est ensuite nommé en 1828 ambassadeur à Rome. De ces voyages, il rédigea un récit de voyage, compilé avec d'autres dans Voyages en Amérique et en Italie, Ladvocat, 1827 ;
- Alexandre Dumas père, écrivain français surtout célèbre pour ses romans, a aussi rédigé une trilogie de récits de voyage : Impressions de voyage dans le Royaume de Naples. Parue entre 1842 et 1843, elle se compose de : Le Speronare, Le Capitaine Arena et Le Corricolo ;
- les Frères Goncourt, duo d'artistes français, ont remarquablement bien décrit le pays quand ils y ont voyagé en 1855-1856, dans Carnet des Goncourt : Voyage en Italie, avec Jules à la plume et Edmond au pinceau, les deux étant si complémentaires. Le passage à Florence est un des plus connus de l'ouvrage ;
- dans son Voyage en Italie (1866), le philosophe et historien français Hippolyte Taine porte un regard mélancolique sur ce pays et sa culture. Il publia la même année Philosophie de l'art en Italie : leçons professées à l'École des beaux-arts ;
- André Suarès, poète et écrivain français, raconte ses nombreux voyages italiens, réalisés entre 1893 et 1928, dans Le Voyage du condottière (1932), où il décrit autant de villes que d'artistes ;
- un autre récit intitulé Voyage en Italie fut écrit par l'écrivain français Jean Giono. Accompagné de son épouse et de deux amis, il prit le volant de sa décapotable pour traverser le pays trois semaines durant, ralliant Turin et Assise, via Milan, Vérone, Venise, Padoue, Bologne et Florence.

#### Guides
- Richard Heuzé, Italie : L’esthétique du miracle, Nevicata, coll. « L'âme des peuples », 2015, 88 p. (ISBN 978-2-87523-068-3 et 2-87523-068-9).

#### Romans
- Pascal Corazza, Voyage en Italique, Transboréal, 2012
- Daphné Kauffmann, Un personnage en Italie, Intervalles, 2012
- Gérard Guerrier, L'Opéra alpin, À pied de la Bavière à Bergame, Transboréal, coll. « Voyage en poche », 2015.

### Bande dessinée
- Astérix et la Transitalique, épisode d'Astérix réalisé par le scénariste Jean-Yves Ferri et le dessinateur Didier Conrad, dans lequel les héros traversent une Italie composée d'une multitude de peuples, que Jules César rêve d'unifier. Si deux aventures de la série se déroulent dans ce pays (René Goscinny au scénario et Albert Uderzo au dessin), elles ne prennent place qu'à Rome. Cette histoire est donc l'occasion de montrer que l'Italie n'est pas composée que de Romains.

### Cinéma
- Le Corniaud, film comique franco-italo-espagnol réalisé par Gérard Oury, sorti en 1965. Road movie à travers l'Italie et le Sud de la France, différents sites italiens sont montrés : Naples (autour du Castel dell'Ovo, Pausilippe) et sa baie, Rome (aux alentours du Colisée, du Vatican, du château Saint-Ange), la villa d'Este à Tivoli, Sutri, Pise etc.